# Hradec Králové
Hradec Králové (wym. [ˈɦradɛts ˈkraːlovɛː]ⓘ niem. Königgrätz) – miasto statutarne w północnej części Czech, na Płycie Wschodniołabskiej, u zbiegu rzek Orlicy i Łaby. Jest stolicą kraju hradeckiego, powiatu Hradec Králové, a także rzymskokatolickiej diecezji hradeckiej.
Hradec Králové pełni funkcję jednego z dwóch głównych, obok Pardubic, ośrodków administracyjnych, przemysłowych, handlowo-usługowych, i kulturalnych oraz głównego ośrodka akademickiego (m.in. Uniwersytet Hradec Králové) regionu wschodnioczeskiego. Stanowi także ważny w skali kraju węzeł drogowy i kolejowy.
Na początku 2024 r. liczba mieszkańców miasta wynosiła 93 906 osób (ósme pod względem liczby ludności miasto w Czechach), natomiast powierzchnia – 105,61 km².

## Geografia i przyroda

### Położenie
Miasto jest położone na obszarze Kotliny Czeskiej przy ujściu rzeki Orlicy do Łaby. Jego współrzędne geograficzne: 15° 50' 55" długości geograficznej wschodniej oraz 50° 12' 33" szerokości geograficznej północnej.

### Powierzchnia
Powierzchnia miasta wynosi 105,61 km². Jest podzielone na 21 obszarów katastralnych.
Wyróżniającą cechą krajobrazu jest pagórkowate historyczne centrum miasta, które jest położone na skale i rozciąga się bezpośrednio nad ujściem obu głównych rzek hradeckich. Teren miasta jest mało zróżnicowany pod względem ukształtowania powierzchni. Najwyższym punktem miasta jest środek gałki Białej Wieży o wysokości 317 m n.p.m., a najniższym punktem jest ujście kanalizacji do rzeki Łaby (225 m n.p.m.). Według klasyfikacji geomorfologicznej całe terytorium miasta jest częścią Płyty Wschodniołabskiej (czes. Východolabská tabule), która przechodzi na południowo-wschodnim końcu Lasów Hradeckich w Płytę Trzebiechowicką (czes. Třebechovická tabule).

### Hydrologia
Miasto leży w dorzeczu Łaby. Najważniejszymi jej dopływami na terenie miasta są Orlica, Piletický potok, Plačický potok oraz potok Biřička. Drugą pod względem ważności rzeką jest Orlica, wraz z jej dopływami: Stříbrný potok a Bělečský potok. W zachodniej części miasta płynie z północy na południe jeszcze sztucznie stworzony Labský náhon.
W południowej części miasta poniżej Nowego Hradca Králové jest system czterech stawów (Biřička, Cikán, Datlík, Roudnička), z których Biřička stanowi naturalne kąpielisko, natomiast Datlík i Roudnička są obszarem chronionym (30,14 ha i 5,25 ha strefy ochrony). Charakterystyczną roślinnością tego obszaru są torfowiska wrzosowiskowe z lasem łęgowym. Na północ od stawu Biřička są jeszcze stawy Plachta i Jáma, które także podlegają ochronie.

### Geologia
Budowa geologiczna jest prosta. Miejscową część Płyty Północnoczeskiej (czes. Severočeská tabule) tworzą głównie osady górnokredowych piaskowców, poprzeplatane warstwami łupków ilastych oraz leżące na nich czwartorzędowe osady żwiru, piasku i mułu naniesione przez płynącą wodę i tworzące terasy rzeczne.
Obszar Przedmieścia Praskiego i południowej części Kuklen jest zbudowany na terasie Łaby. Warstwa gliny tu jest mała i zawiera piasek wykorzystywany do produkcji betonu. W północnej części Kuklen, Svobodnych Dvorów oraz niemal połowy dzielnicy Plotiště nad Labem znajdują się gliny lessowe i fluwialne. Věkoše i Pouchov leżą przede wszystkim na piasku i żwirze. Dolinna niwa Malšovic obejmuje gliny z epoki holocenu oraz muł z przymieszką organiczną.

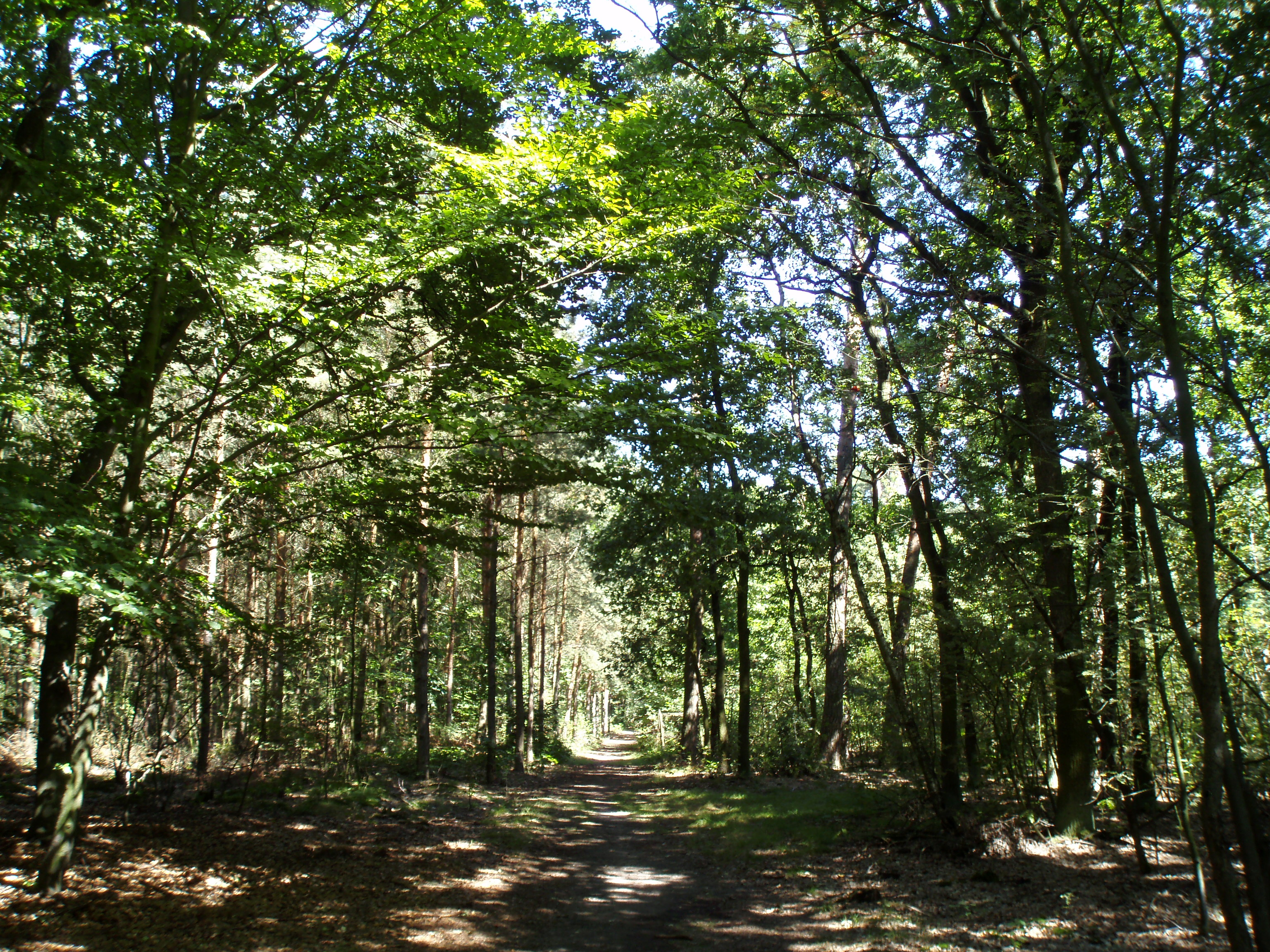
Las Borovinka

### Fauna i flora
Lokalna fauna i flora składa się z typowych gatunków Europy Środkowej. Niedawno z lasów zniknął jeleń europejski (Cervus elaphus). W wyniku zmian klimatycznych zamieszkały w tym rejonie niektóre ważki (Odonata), szrotówek kasztanowcowiaczek (Cameraria ohridella), nowy szkodnik kasztanowca białego (Aesculus hippocastanum) i tygrzyk paskowany (Argiope bruennichi). Obok tego niektóre gatunki były celowo wprowadzone (piżmak – Ondatra zibethicus) lub zbiegły z hodowli (norka amerykańska – Mustela vison). Wszystkie te gatunki inwazyjne razem wypierają rodzime lub – krzyżując się z nimi – stwarzają mieszańce zdolne zdominować ekosystem.
Skala problemu jest ogromna również dla flory. Nasiona obcych gatunków inwazyjnych pojawiły się wraz z ziarnem lub w mieszankach paszowych dla ptaków egzotycznych. Niektóre z nich to: barszcz Mantegazziego (Heracleum mantegazzianum), rdestowce (Reynoutria), smotrawa okazała (Telekia speciosa), powodująca reakcje alergiczne, oraz sosna wejmutka (Pinus strobus).

### Ochrona przyrody
Miasto posiada obszary o wysokich walorach przyrodniczych. Zachowały się tu fragmenty krajobrazów zbliżonych do naturalnych, takich jak: torfowiska, lasy łęgowe, lasy dębowo-grabowe, grądy, buczyny oraz bory sosnowe.
Część tych obszarów, a także pojedynczych utworów przyrody została objęta ochroną prawną:
Park Naturalny Orlice z 1996 r. (11 462 ha, wzdłuż rzeki Orlicy)
Rezerwat Przyrody Na Plachtě I oraz Na Plachtě II z 1998 r. (10,3 ha i 28,79 ha; 716 gatunków roślin naczyniowych, 69 gatunków mchów, 107 gatunków grzybów, 16 gatunków płazów, 40 gatunków skorupiaków, 580 gatunków motyli, 884 gatunków chrząszczy, 15 gatunków trzmieli itd.)
Rezerwat Przyrody Černá stráň z 1960 r. (11,46 ha, stary dębowo-grabowy las)
Rezerwat Przyrody Sítovka z 1960 r. (8,14 ha, stary las mieszany)
Rezerwat Przyrody U císařské studánky z 1960 r.(1,27 ha, w którym dominują głównie sosny, buki oraz świerki)
Rezerwat Przyrody U Sítovky z 1983 r. (6,42 ha; mieszane lasy bardzo trudne do fitosocjologicznej klasyfikacji)
Rezerwat Przyrody Roudnička, Datlík z 1988 r. (35,39 ha; rozwijają się w nim zespoły związku Caricion davallianae oraz znajduje się tutaj np. huczek ziemny – Pelobates fuscus)
Tymczasowo chroniony obszar Rameno u Stříbrného rybníka (1,6 ha, 2003-08; znajduje się w nim bardzo rzadka podwodna roślina – rdestnica wydłużona – Potamogeton praelongus)

## Demografia

### Liczba ludności

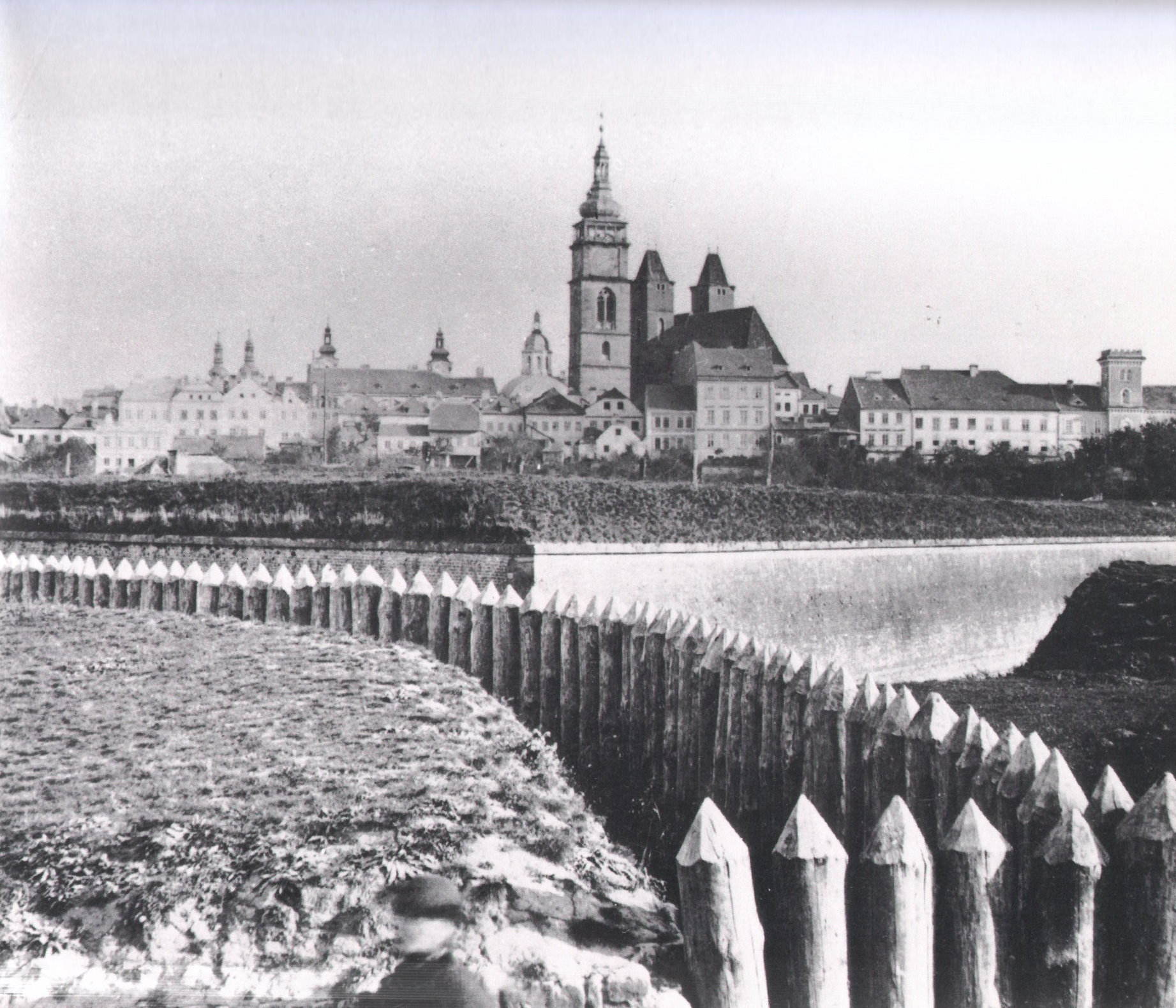
Twierdza

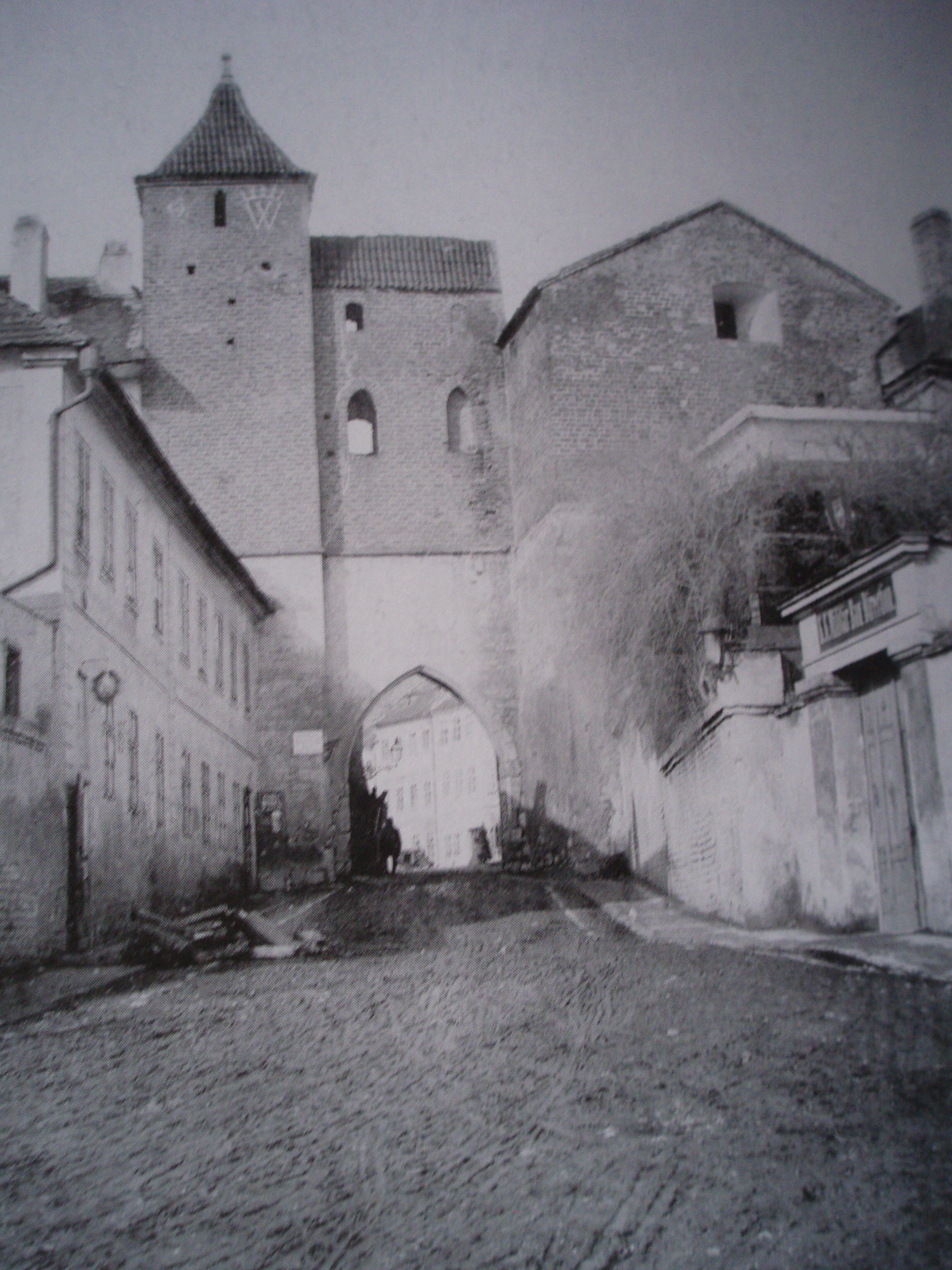
Brama Mýtská (przed 1873 r.)

| Rok             | 1869   | 1880   | 1890   | 1900   | 1910   | 1921   | 1930   | 1950   | 1961   | 1970   | 1980   | 1991   | 2001   | 2005   | 2007   | 2020   |
| --------------- | ------ | ------ | ------ | ------ | ------ | ------ | ------ | ------ | ------ | ------ | ------ | ------ | ------ | ------ | ------ | ------ |
| Liczba ludności | 18 884 | 24 230 | 25 236 | 29 320 | 35 675 | 39 151 | 50 137 | 27 118 | 66 608 | 80 463 | 96 145 | 99 917 | 97 155 | 94 694 | 94 255 | 92 939 |

Źródło: Czeski Urząd Statystyczny

### Struktura ludności w 2001 r. według wieku
| Dzielnica           | Razem  | 0–14 lat | 15–59 lat | 60 i więcej lat |
| Hradec Králové'     | 97 155 | 14 049   | 62 985    | 20 043          |
| Březhrad            | 950    | 173      | 628       | 146             |
| Centrum             | 16 350 | 2426     | 10 382    | 3528            |
| Kukleny             | 2503   | 440      | 1560      | 500             |
| Malšova Lhota       | 526    | 81       | 316       | 126             |
| Malšovice           | 2670   | 350      | 1668      | 652             |
| Moravské Předměstí  | 6035   | 775      | 4568      | 692             |
| Nový Hradec Králové | 24 331 | 3930     | 16 658    | 3726            |
| Piletice            | 198    | 39       | 127       | 25              |
| Plácky              | 1072   | 148      | 692       | 232             |
| Plačice             | 686    | 94       | 474       | 115             |
| Plotiště nad Labem  | 1822   | 257      | 1218      | 346             |
| Pouchov             | 1831   | 278      | 1221      | 332             |
| Pražské Předměstí   | 14 091 | 1819     | 8274      | 3996            |
| Roudnička           | 525    | 103      | 355       | 63              |
| Rusek               | 328    | 47       | 211       | 69              |
| Slatina             | 721    | 116      | 481       | 121             |
| Slezské Předměstí   | 10 449 | 1324     | 5644      | 3471            |
| Svinary             | 757    | 124      | 491       | 142             |
| Svobodné Dvory      | 2171   | 320      | 1446      | 401             |
| Třebeš              | 6488   | 823      | 4813      | 851             |
| Věkoše              | 2651   | 382      | 1758      | 509             |

Źródło: Czeski Urząd Statystyczny

### Struktura ludności w 2001 r. według narodowości
| Dzielnica           | Razem  | Czesi  | Morawianie | Słowacy | Wietnamczycy | Niemcy | Polacy | Romowie |
| Hradec Králové      | 97 155 | 92 269 | 168        | 1381    | 123          | 104    | 162    | 73      |
| Březhrad            | 950    | 871    | 0          | 15      | 8            | 0      | 0      | 0       |
| Centrum             | 16 350 | 15 488 | 24         | 248     | 12           | 20     | 29     | 10      |
| Kukleny             | 2503   | 2343   | 0          | 24      | 19           | 0      | 0      | 31      |
| Malšova Lhota       | 526    | 501    | 0          | 4       | 0            | 0      | 0      | 0       |
| Malšovice           | 2670   | 2558   | 0          | 32      | 8            | 7      | 0      | 0       |
| Moravské Předměstí  | 6035   | 5647   | 33         | 113     | 7            | 5      | 18     | 0       |
| Nový Hradec Králové | 24 331 | 22 960 | 52         | 403     | 17           | 31     | 54     | 11      |
| Piletice            | 198    | 183    | 0          | 0       | 0            | 0      | 0      | 0       |
| Plácky              | 1072   | 1025   | 0          | 16      | 0            | 0      | 0      | 0       |
| Plačice             | 686    | 664    | 0          | 4       | 5            | 0      | 0      | 0       |
| Plotiště nad Labem  | 1822   | 1724   | 0          | 14      | 14           | 0      | 0      | 0       |
| Pouchov             | 1831   | 1753   | 5          | 23      | 0            | 0      | 0      | 0       |
| Pražské Předměstí   | 14 091 | 13 452 | 22         | 175     | 24           | 12     | 24     | 8       |
| Roudnička           | 525    | 490    | 0          | 5       | 0            | 0      | 0      | 0       |
| Rusek               | 328    | 316    | 0          | 8       | 0            | 0      | 0      | 0       |
| Slatina             | 721    | 697    | 0          | 5       | 0            | 0      | 0      | 0       |
| Slezské Předměstí   | 10 449 | 9988   | 15         | 143     | 0            | 15     | 17     | 0       |
| Svinary             | 757    | 725    | 0          | 4       | 0            | 0      | 0      | 0       |
| Svobodné Dvory      | 2171   | 2085   | 0          | 24      | 9            | 5      | 0      | 10      |
| Třebeš              | 6488   | 6209   | 17         | 97      | 0            | 9      | 12     | 0       |
| Věkoše              | 2651   | 2590   | 0          | 24      | 0            | 0      | 8      | 0       |

Źródło: Czeski Urząd Statystyczny

## Władze miasta
Od średniowiecza miastem zarządzał wójt. Urząd był od początku dziedziczny i zawsze stał na czele Rady Miasta. Na mocy decyzji króla Jana Luksemburskiego (1337) co trzy lata wymieniano połowę członków dwunastoosobowej rady.
Burmistrz jako przewodniczący rady miejskiej był po raz pierwszy wzmiankowany w dokumencie króla Wacława IV z 1395 r. Wójt przestał być przewodniczącym rady miejskiej po zakończeniu wojen husyckich i zastąpił go burmistrz, który urzędował zawsze przez okres jednego miesiąca. Kto z radnych urzędował w pierwszym miesiącu, nosił tytuł prymasa. Głową kancelarii miejskiej był kanclerz. Jego podwładnymi byli np. pisarze miejscy.
W 1547 r. zostało miasto ukarane za brak uczestnictwa w wojnie ze związkiem książąt niemieckich. Wówczas król Ferdynand I utworzył urząd wójta królewskiego. Bez jego udziału nie mogły odbywać się żadne posiedzenia rady miasta. Urząd ten został zniesiony przez cesarza Józefa II w 1783 r.
Cesarz w swym dekrecie z 1788 r. podzielił miasta królewskie na cztery klasy. Hradec Králové został zaliczony do pierwszej. Oznaczało to, że wszyscy urzędnicy magistratu, który przejął kompetencje rady miasta, otrzymali stałą płacę. Ich było czternastu. Wybory nowego burmistrza odbyły się w maju 1800 r. Urząd ten objął František Reichl.
Magistrat był najwyższym urzędem miejskim do 1850 r., kiedy Hradec Králové otrzymał status samodzielnego miasta oraz odbyły się pierwsze wybory do rady miejskiej. Pierwszym burmistrzem miasta został profesor ekonomii Ignác Lhotský.
Burmistrzowie czescy zarządzali miastem aż do II wojny światowej. Następnie przewodniczącym rady miejskiej został miejscowy Niemiec Franz Heger, który w 1942 r. po połączeniu miasta z przedmieściami utworzył tzw. Wielki Hradec Králové.
W 1945 r. został powołany Rewolucyjny Komitet Narodowy jako następca magistratu. Później zmienił nazwę na Miejski Komitet Narodowy. Stał się on najwyższym urzędem miejskim okresie rządów komunistycznych. Po ich upadku zmienił nazwę na urząd miasta i wkrótce potem na magistrat miasta. Jego przewodniczącym jest burmistrz (po czesku Primátor), wybierany na okres czteroletni. Burmistrz jest jednocześnie głową rady miejskiej oraz członkiem przedstawicielstwa miasta (po czesku Zastupitelstvo města).

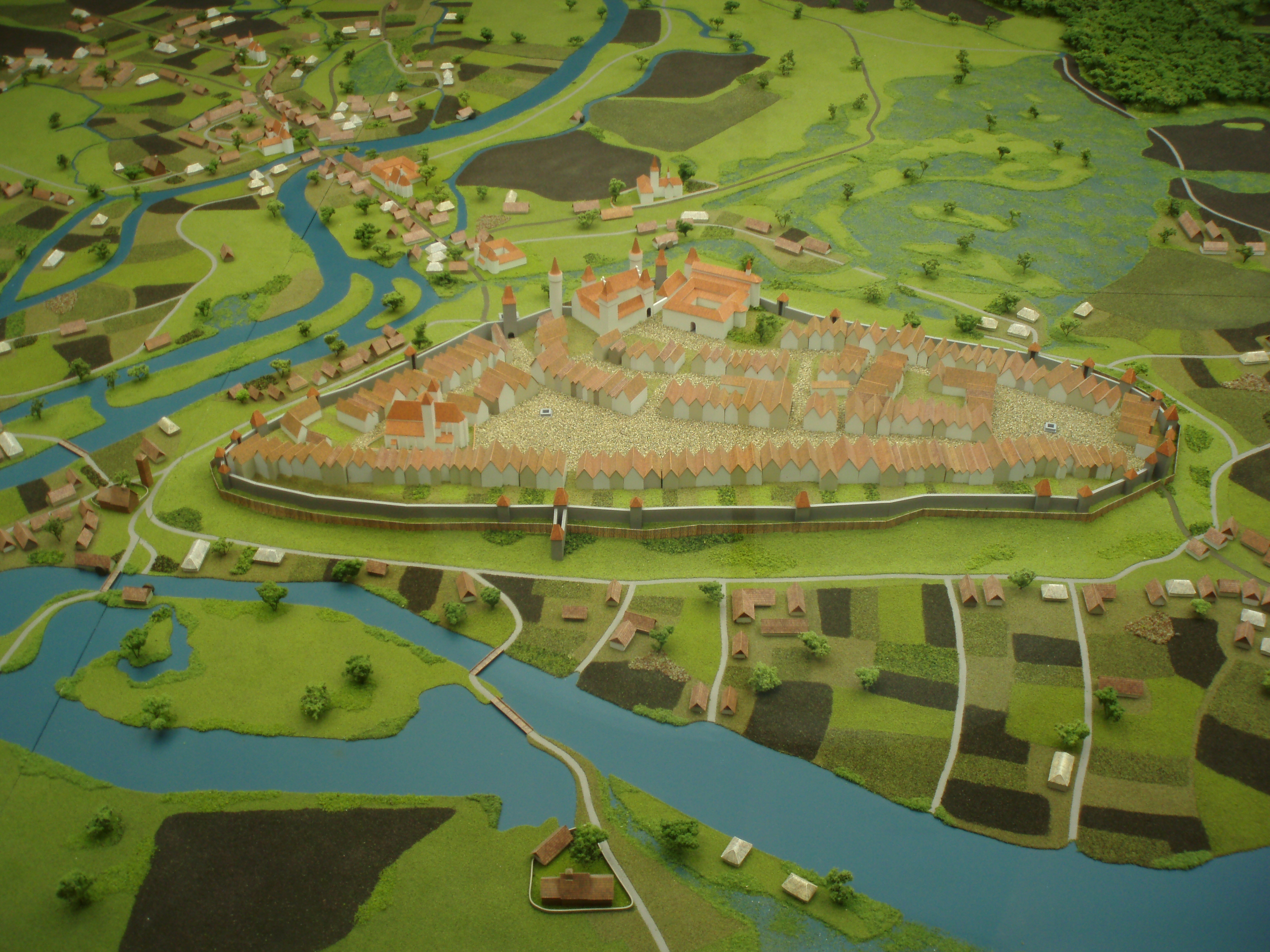
Średniowieczny Hradec Králové

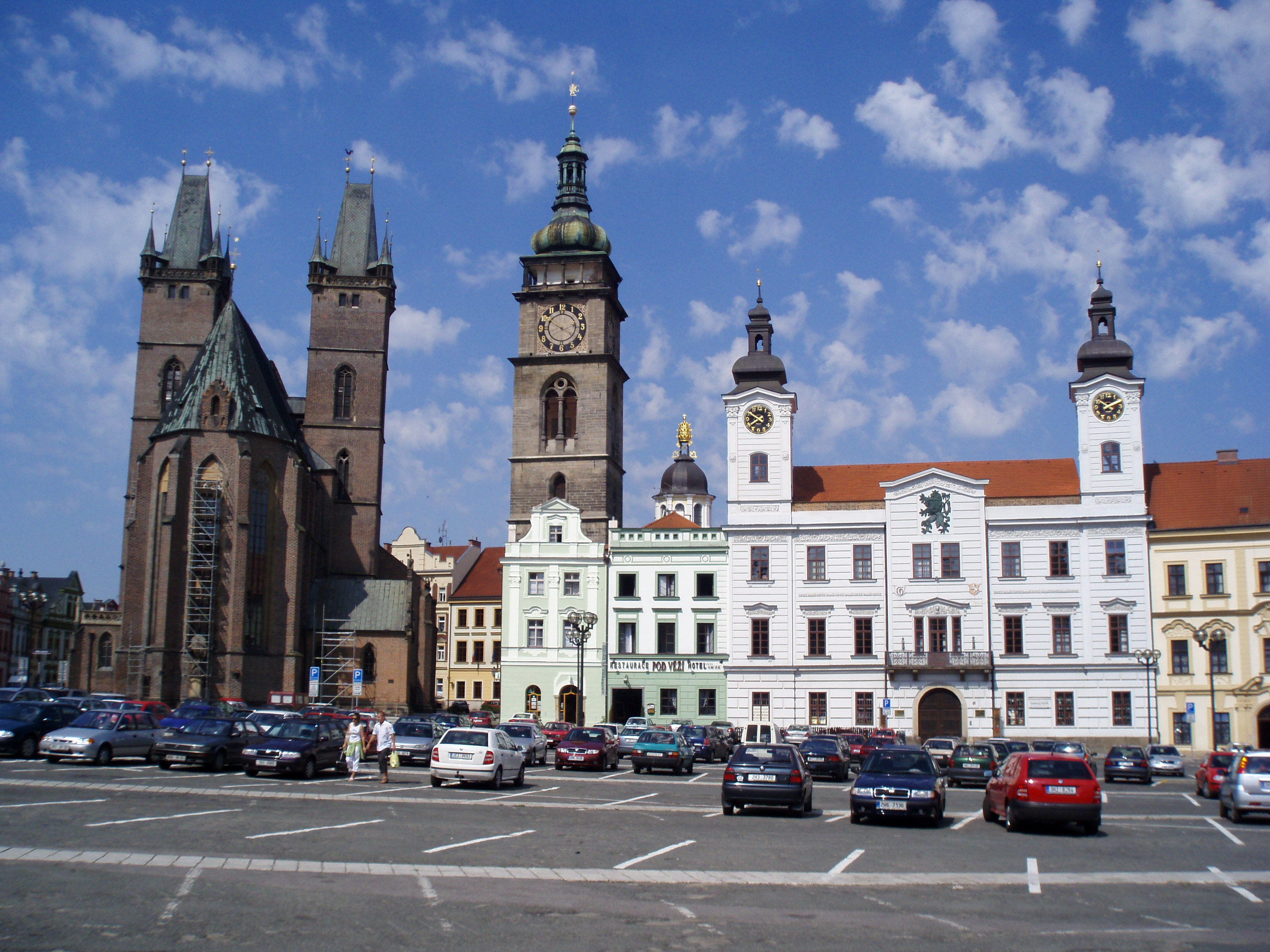
Katedra, Biała wieża i Stary Ratusz

## Historia

### Krótki przegląd historii miasta
Tereny położone przy zbiegu rzeki Łaby i Orlicy były zamieszkane już w czasach prehistorycznych. Podczas prac archeologicznych odkryto również wiele osad pochodzących z epoki wpływów rzymskich. W X wieku powstała w tym miejscu osada, przez którą przebiegał szlak handlowy z Krakowa do Pragi.
W 995 roku Hradec został rezydencją księcia i ośrodkiem administracyjnym rozległego terytorium północno-wschodnich Czech, rozciągającego się po obu stronach Łaby, od Dvoru Králové nad Labem do Pardubic.
XIII wiek był dla mieszkańców Hradca bardzo ważny. W 1225 roku król Czech, Przemysł Ottokar I, utworzył miasto królewskie Hradec Králové, które obejmowało zamek wraz z sytuowana pod nim osadą handlową i ośrodkiem rzemiosła. Szerzej zakrojone prace budowlane podejmowano od końca XIII w., kiedy to utrwaliła się ranga Hradca jako głównego spośród miast wschodnich Czech będących wdowim uposażeniem czeskich królowych. W XIV wieku znaczenie miasta znacznie wzrosło. Nadane przez władców Czech przywileje wzmocniły jego pozycję gospodarczą. Miasto uzyskało m.in. prawo mili. W tym okresie Hradec Králové był drugim co do liczby domów oraz zapewne mieszkańców miastem w Czechach (po Pradze). Wybudowana w ciągu pierwszej połowy nova fara, od 1654 r., katedra Ducha Świętego stała się dominantą architektoniczną miasta. Niezbyt rozległe w granicach murów miejskich, posiadało rozległe przedmieścia głównie od zachodu, gdzie zlokalizowanych było także kilka klasztorów. Podczas wojen husyckich miasto (pod przywództwem Ambroža Hradeckiego) stanęło po stronie Jana Žižki. W 1424 roku Žižka został pochowany w katedrze Ducha Świętego. Podczas rządów Jerzego z Podiebradów i Władysława II Jagiellończyka doszło do wzmocnienia ekonomicznego i kulturalnego miasta. Król Jerzy był przychylnie nastawiony do Hradca, obdarowując go przywilejami. Hradec był głównym obok Pragi i Tabora ośrodkiem czeskiego utrakwizmu (zwany czasem Małym Taborem). Konflikt pomiędzy królem Ferdynandem I a miastami królewskimi, doprowadził w 1547 roku do skonfiskowania majątku i utraty praw politycznych Hradca Králové. Na miasto nałożono szereg podatków i kar pieniężnych. W 1562 roku miasto odzyskało część swojego majątku, ale nie zdołało odzyskać swojej pozycji w regionie. Martin Cejp Peclinovec wyprowadził Hradec z trudnej sytuacji ekonomicznej, a jego trzydziestoletnia praca doprowadziła do odbudowania miasta. Podczas wojny trzydziestoletniej szwedzkie najazdy doprowadziły do dużych zniszczeń na terenie miasta. Kolejne wojny uniemożliwiały rozbudowę miasta. W 1664 r. powołano w Hradcu diecezję. W 1762 roku doszło do pożaru, w wyniku którego spłonęła połowa miasta. Pod wpływem przegranych wojen śląskich podjęto decyzję o przebudowie Hradca Králové na potężną twierdzę, co skutkowało zniesieniem przedmieść z kościołami i klasztorami. Zrekompensowano to budowa osad bardziej oddalonych od centrum, min. Nowego Hradca (obecnie pd.-wsch. część miasta). Budowa twierdzy trwała od 1766 do 1789 roku. W 1866 r. nieopodal miasta rozegrała się największa po lipskiej bitwa XIX w., znana historiografii jako bitwa pod Hradcem Králové (w polskiej tradycji – pod Sadową), w której wojska austriackie poniosły klęską w starciu z armią Prus, co otworzyło tym ostatnim drogę do zjednoczenia Niemiec pod egidą Berlina. Niebawem zniesiono też bezużyteczna twierdzę, burząc większość dawnych fortyfikacji.

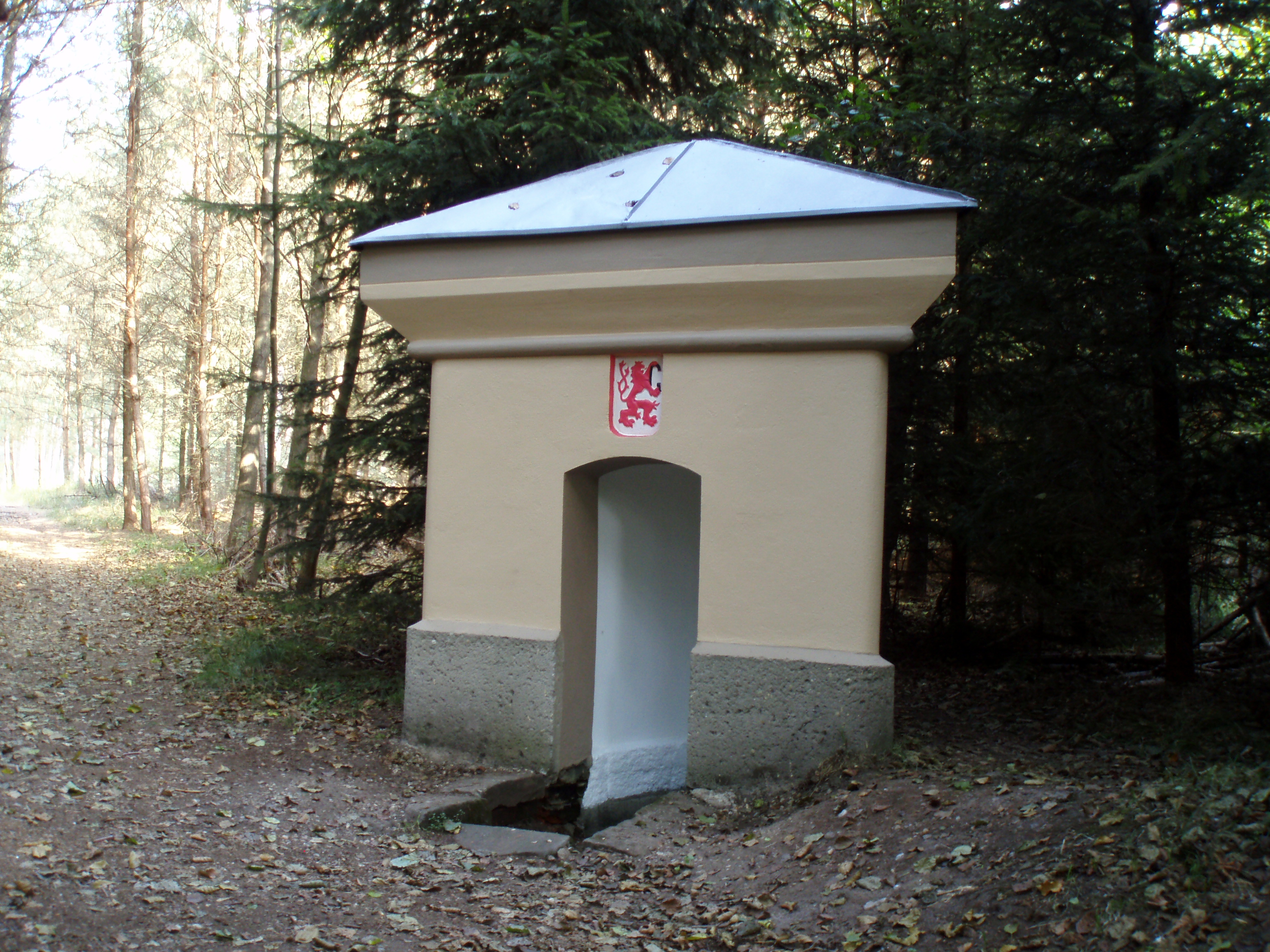
Kapliczka Pod Studzienką Cesarską

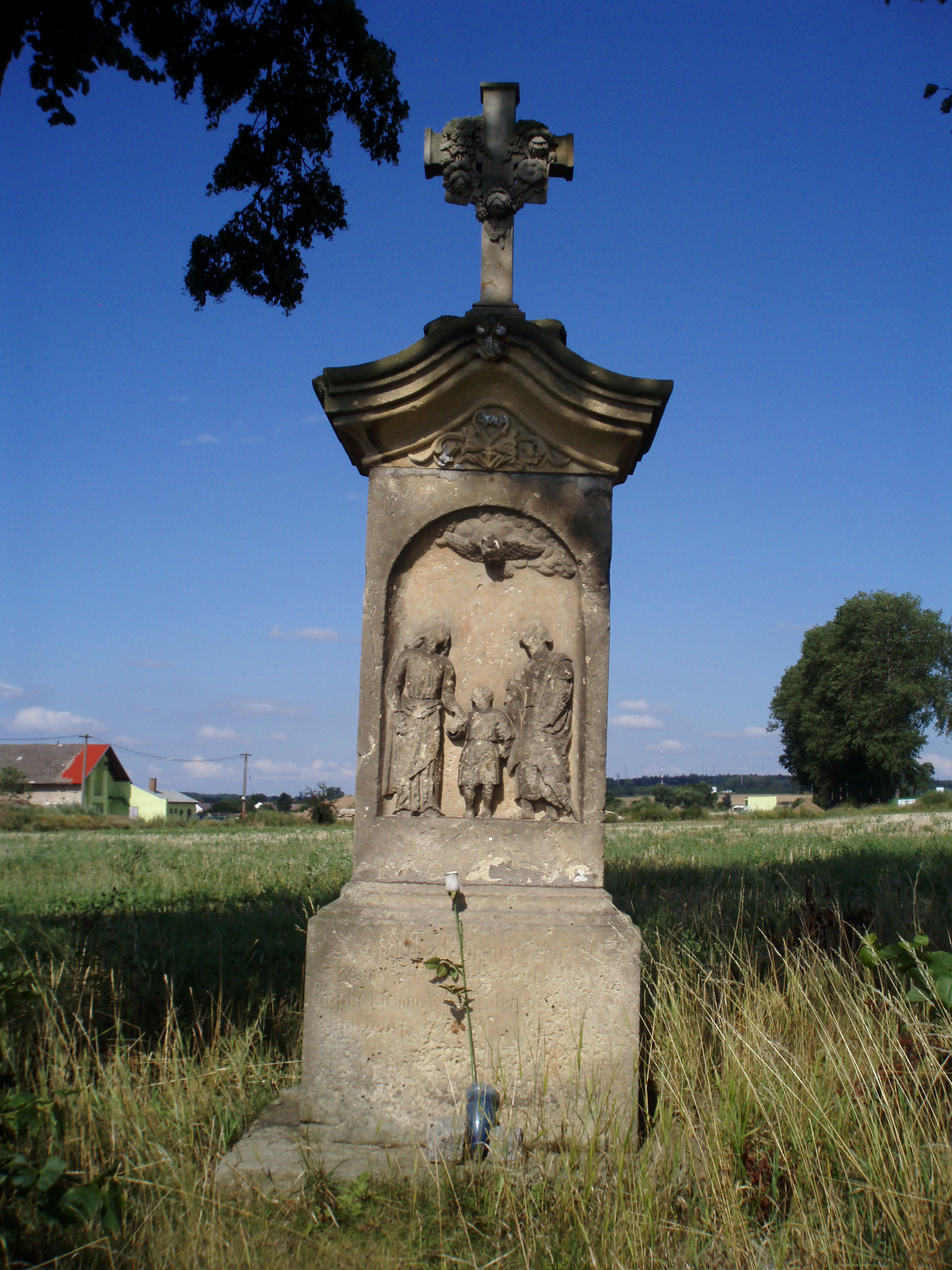
Krzyż pod Chaloupkami

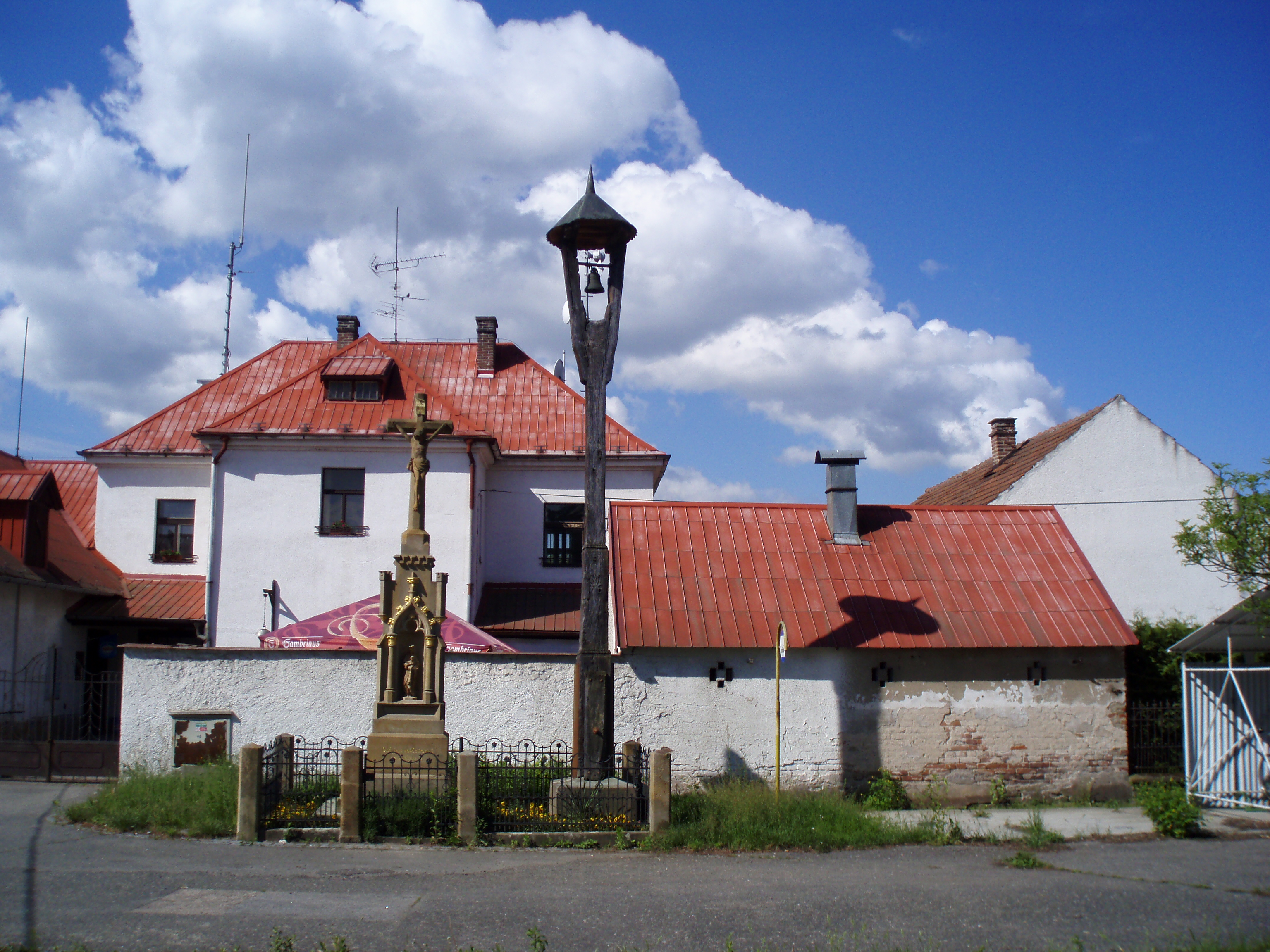
Dzwonnica i krzyż w Svinarach

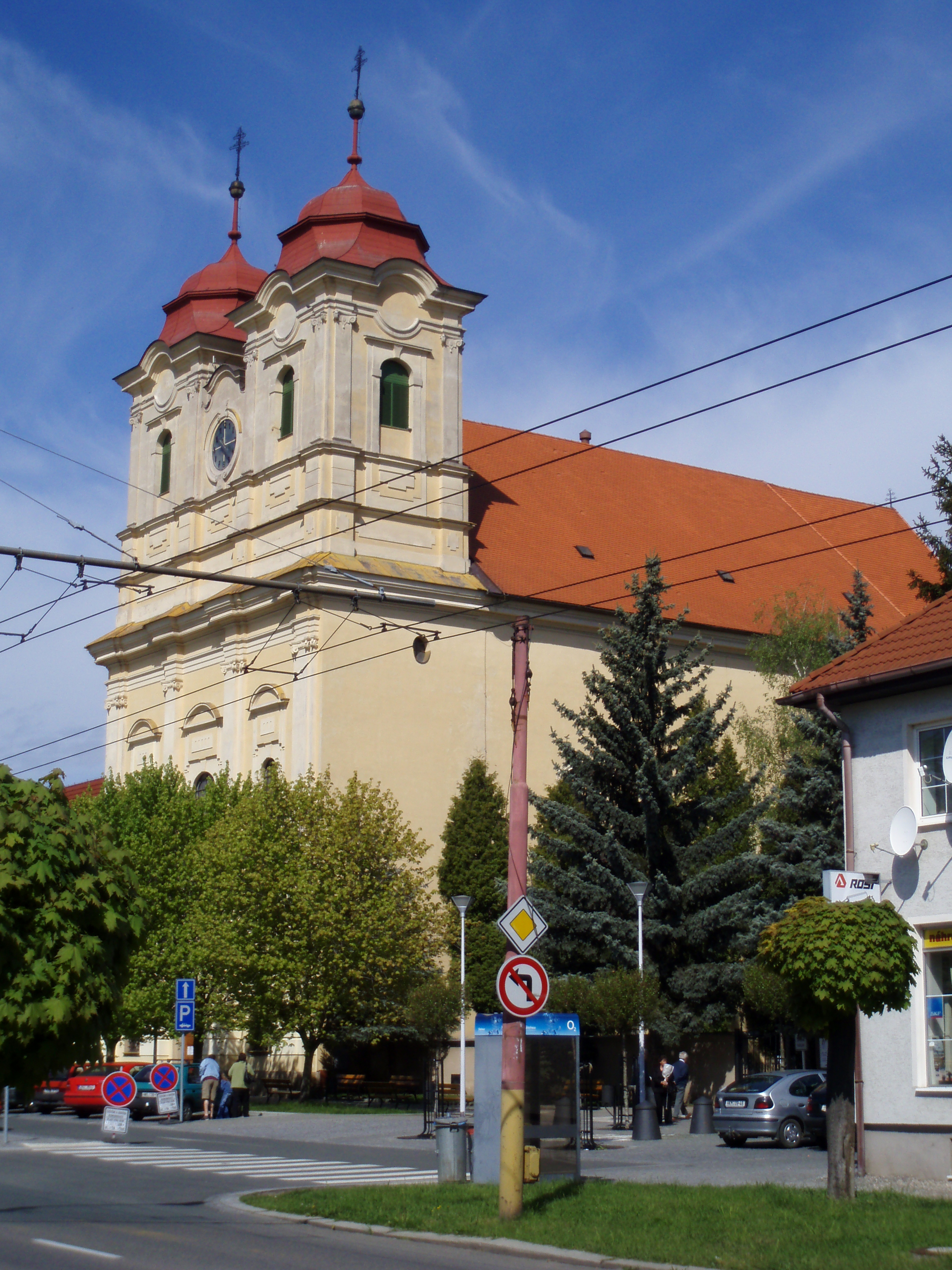
Kościół św. Anny z byłym klasztorem minorytów

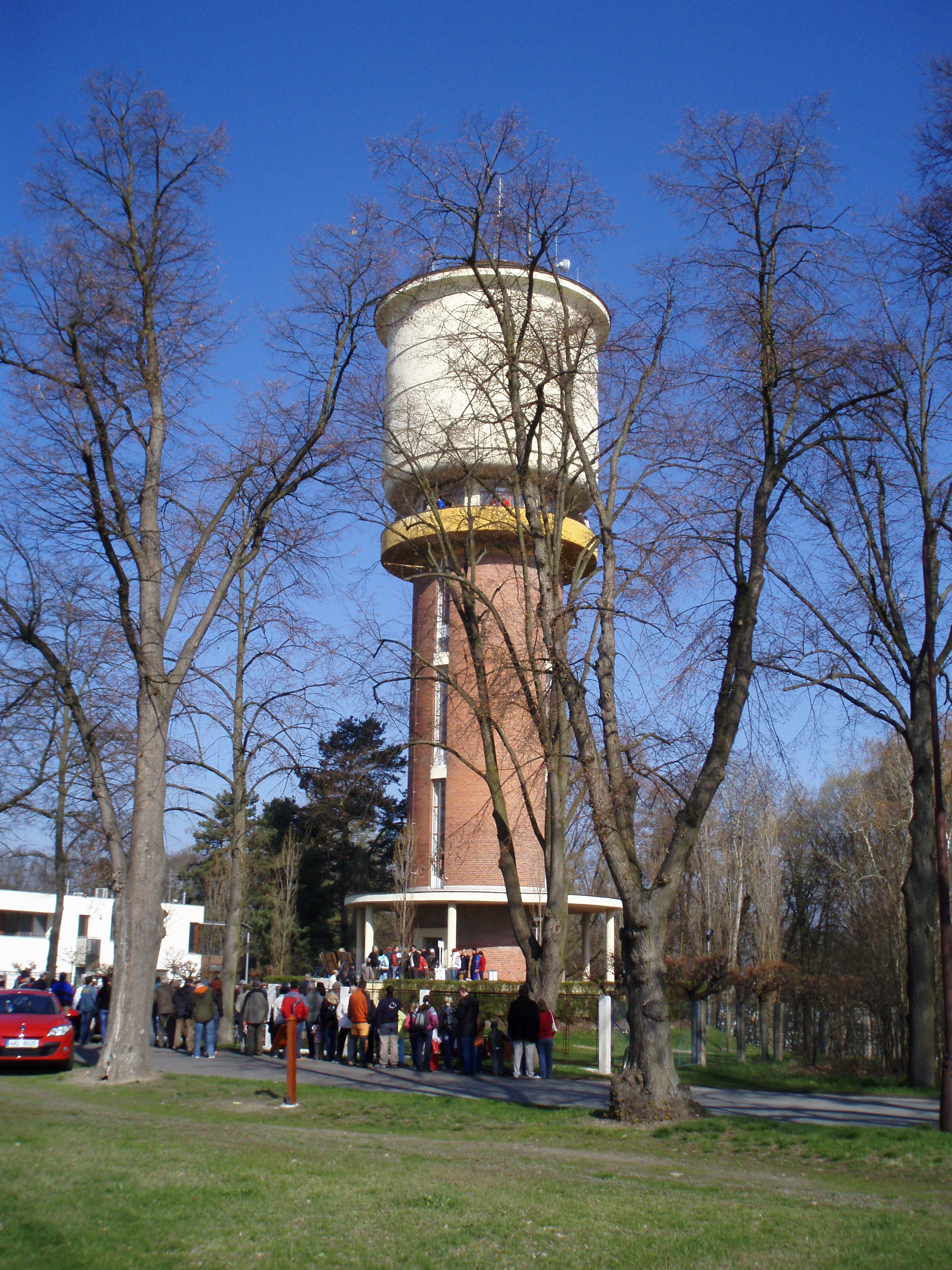
Wieżowy zbiornik wodny na Kopcu św. Jana

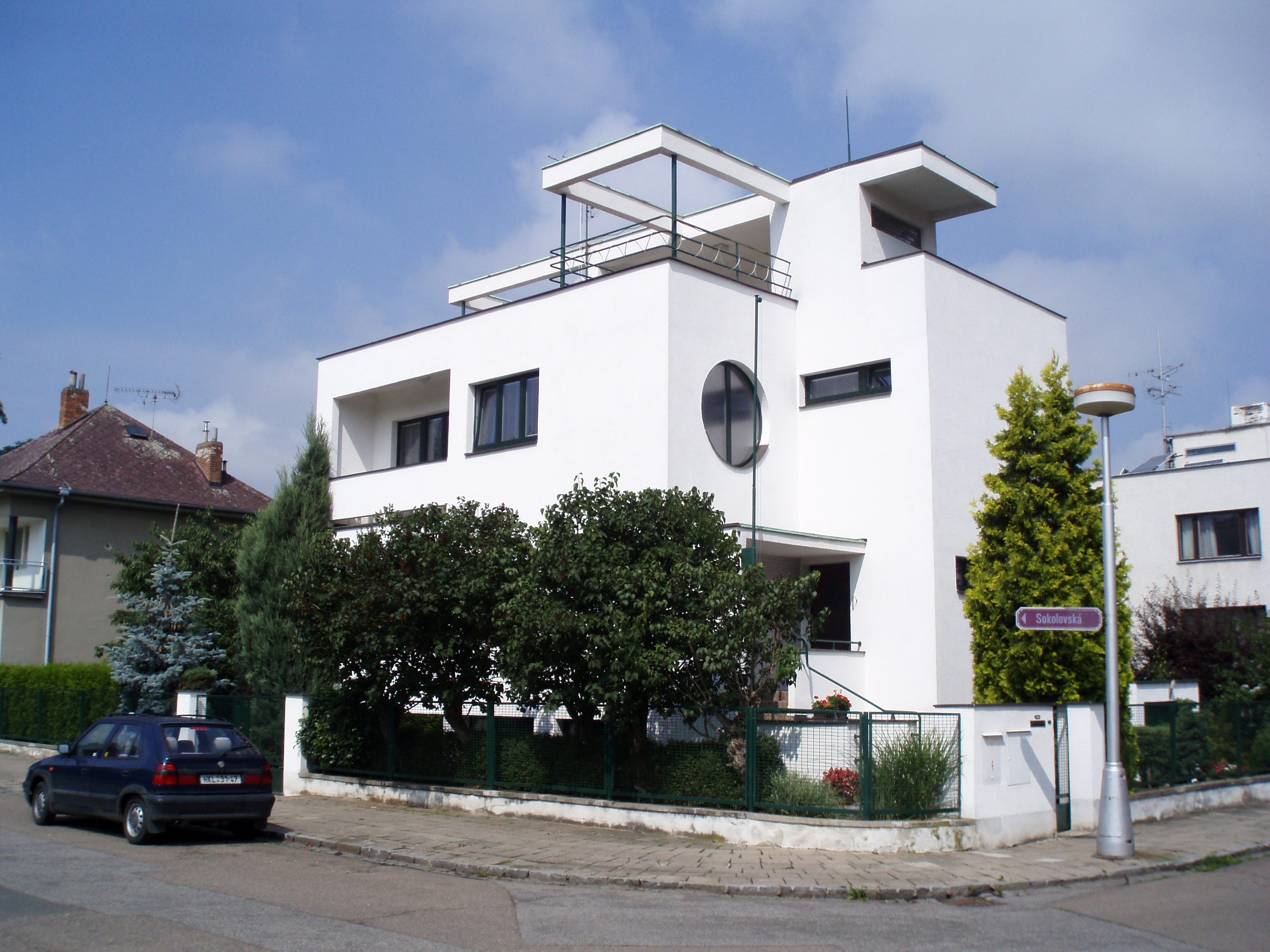
Rodzinny dom małżonków Cee z 1935 r.

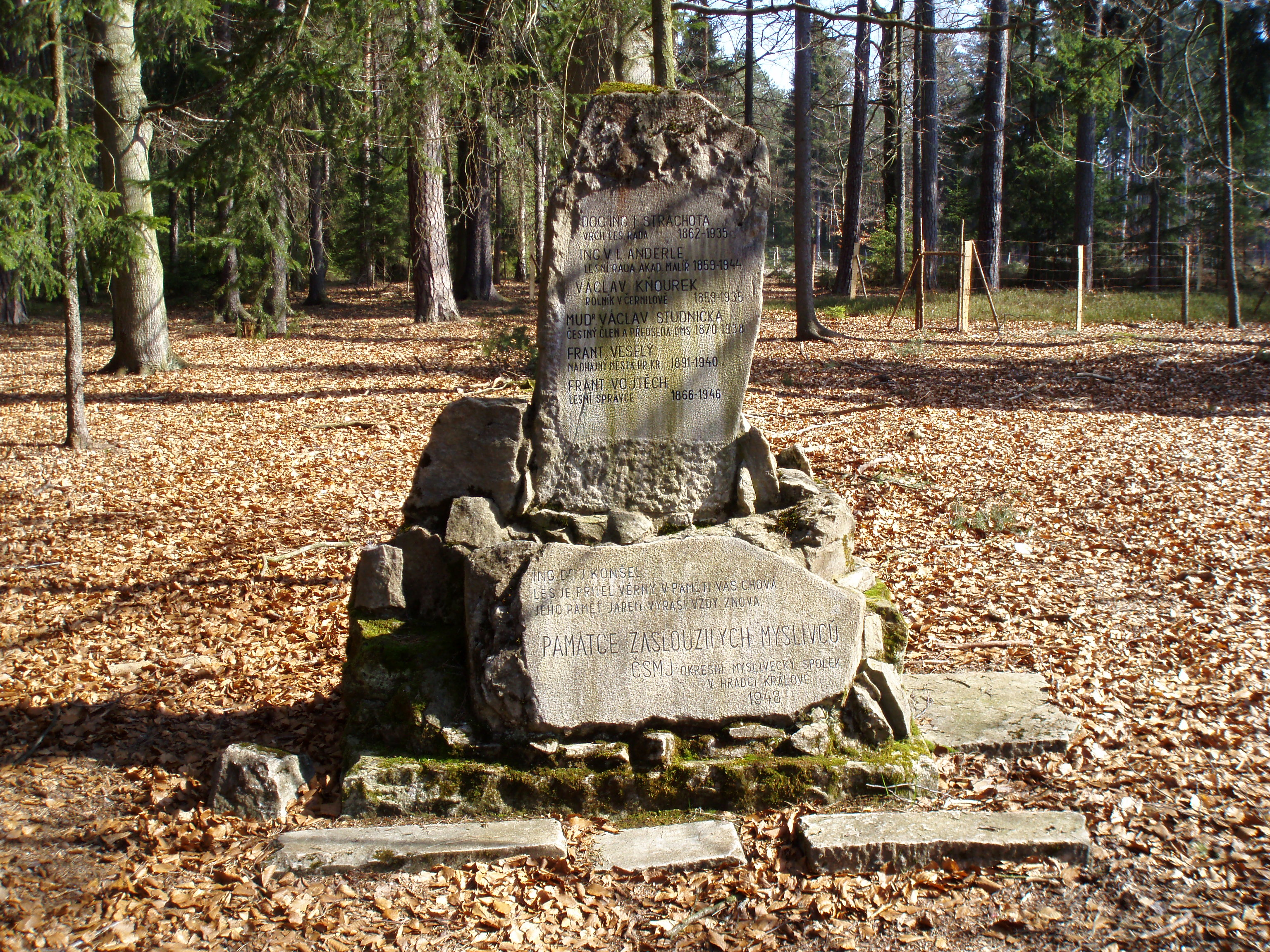
Pomnik zasłużonym myśliwym

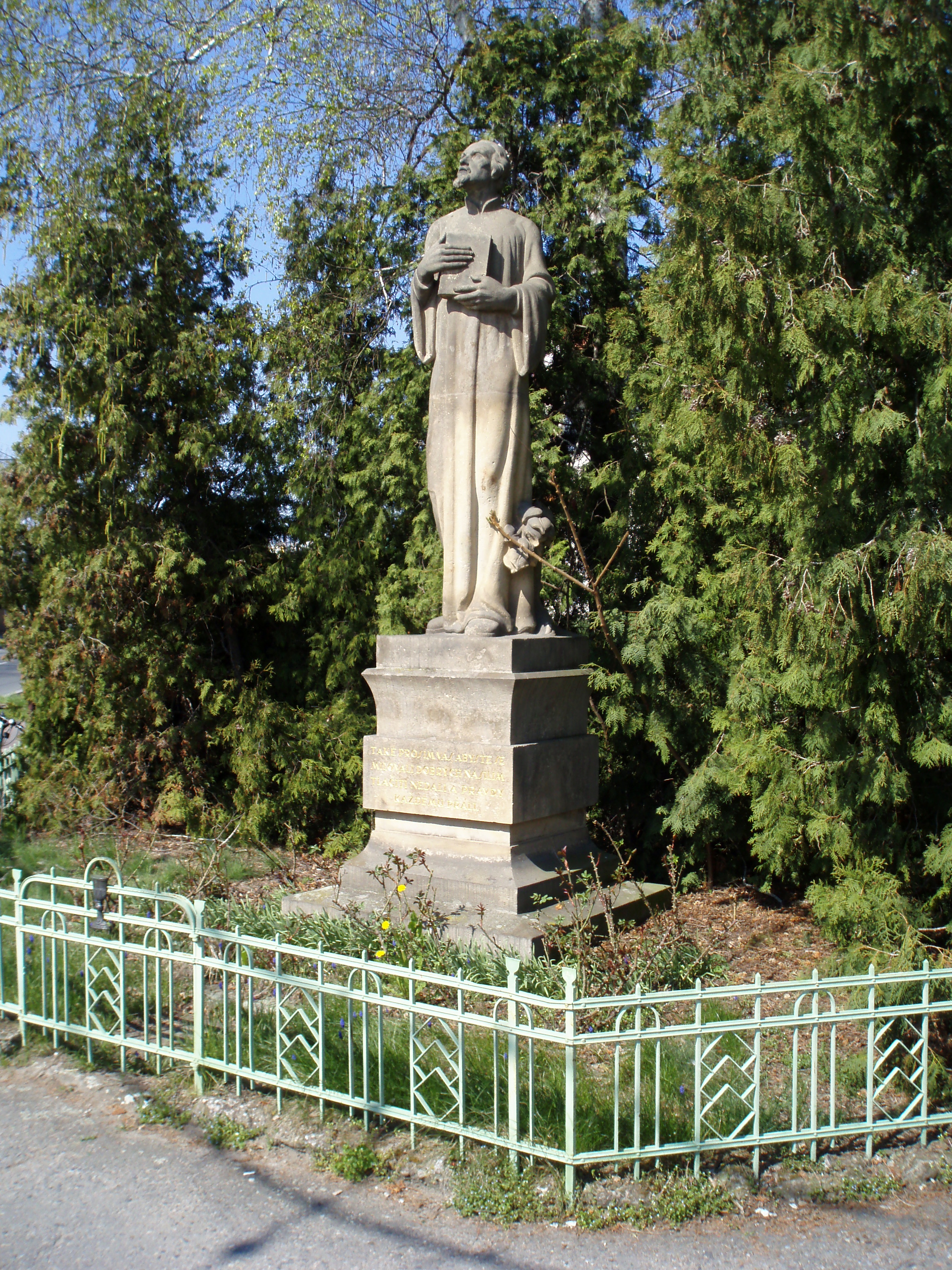
Pomnik Mistrza Jana Husa w Malšovicach

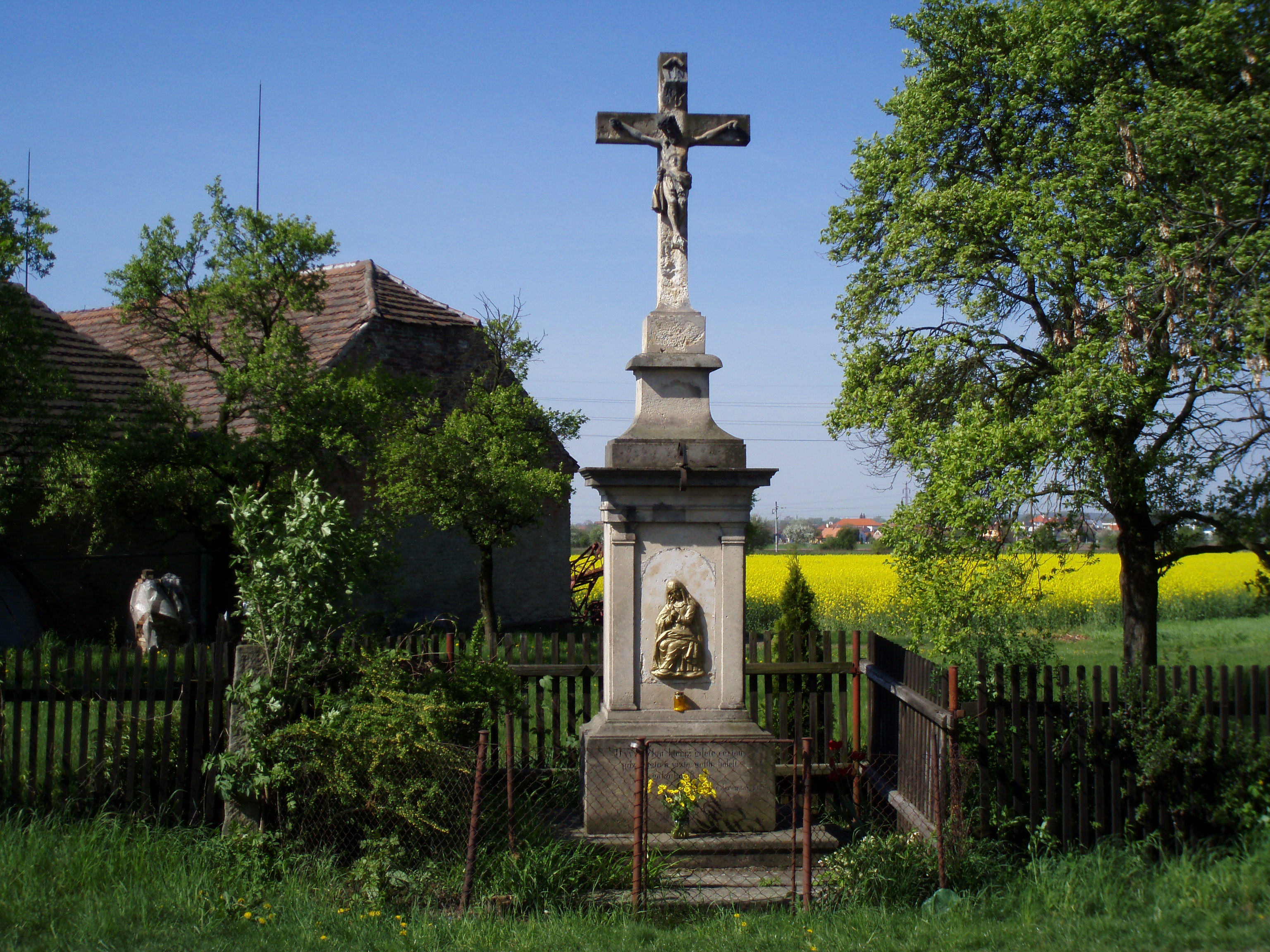
Krzyż w dzielnicy Plácky

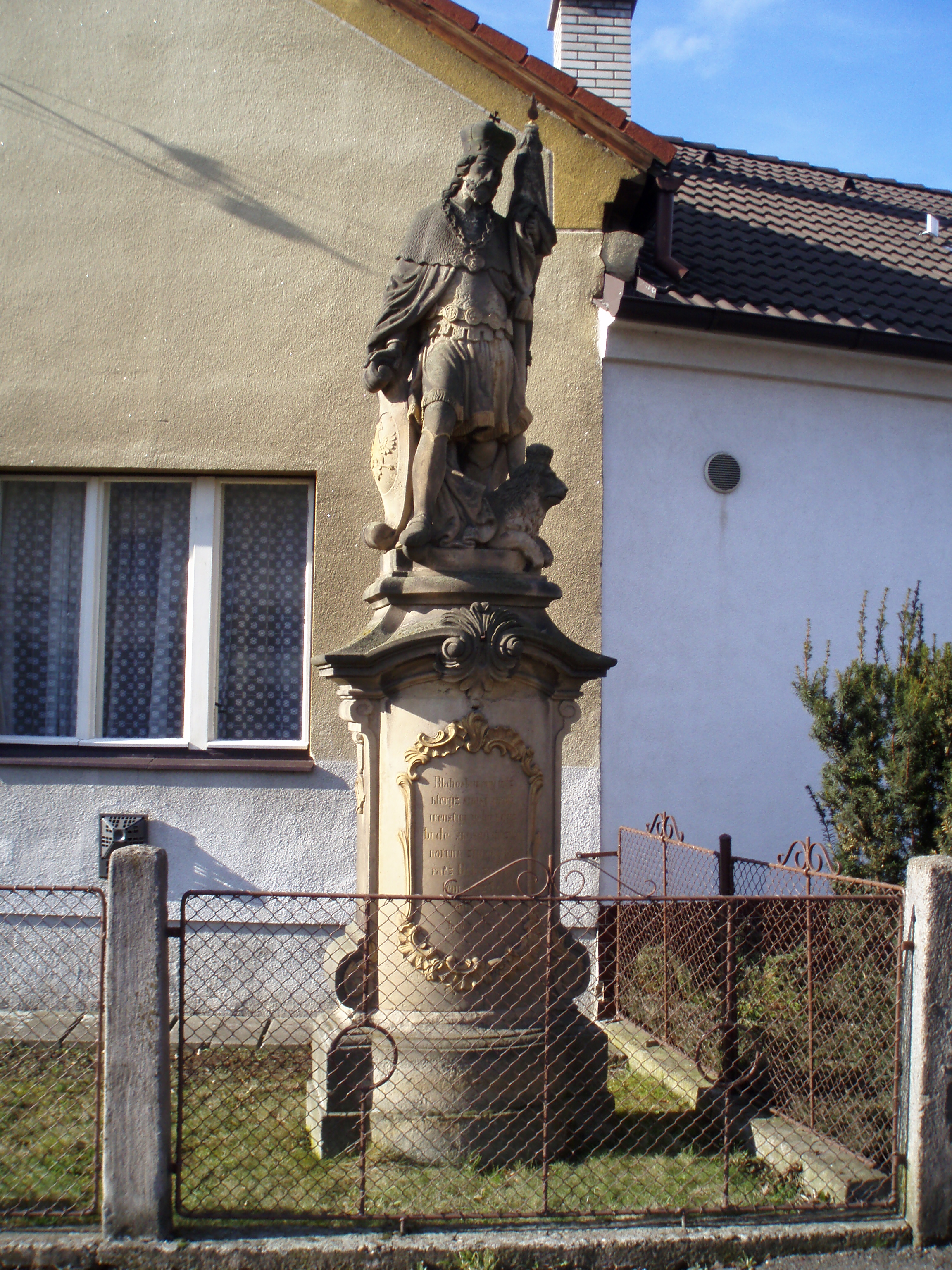
Statua św. Wacława w dzielnicy Plotiště

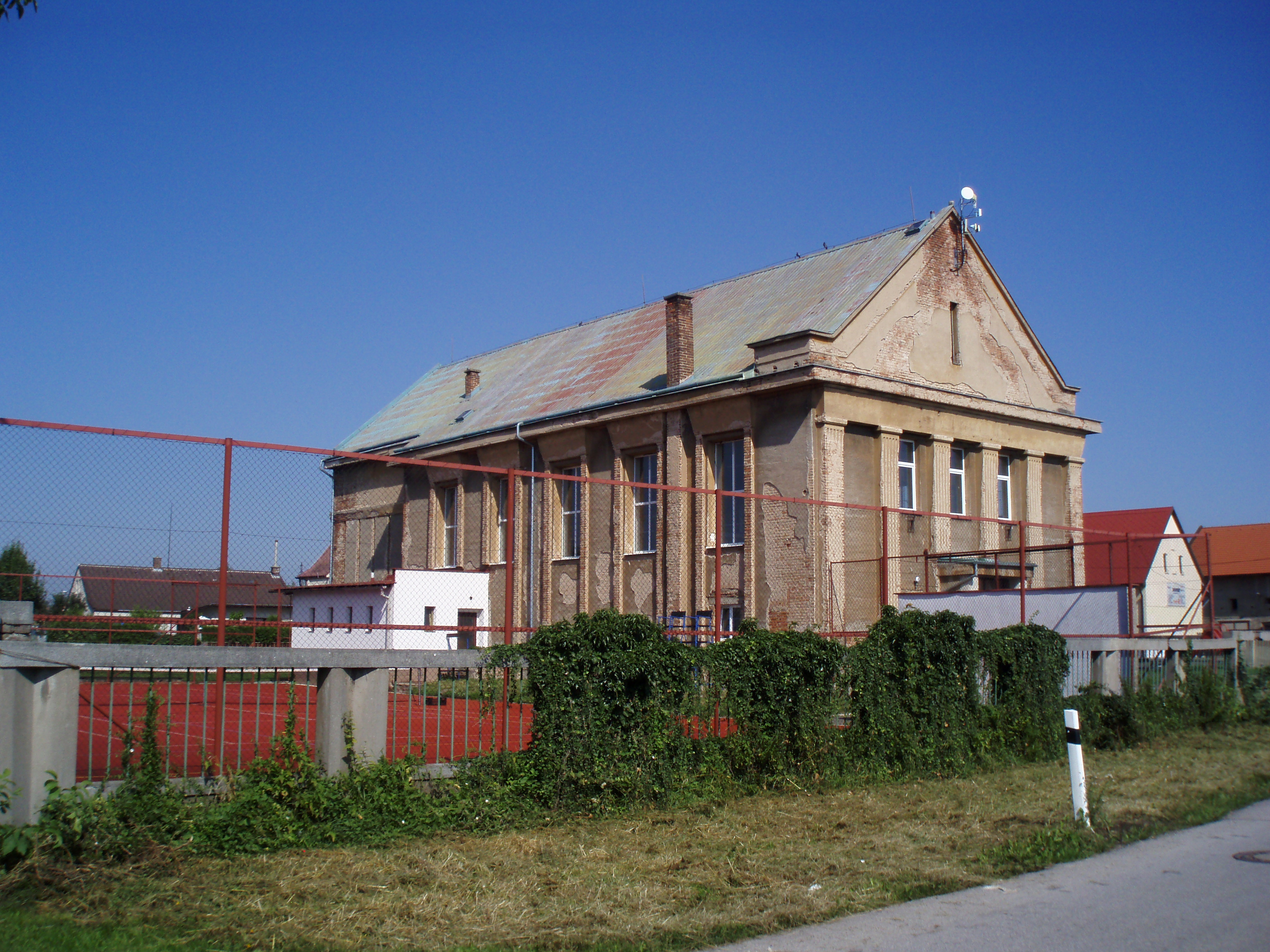
Dom stowarzyszenia (Sokół) w Dvorach Svobodnych

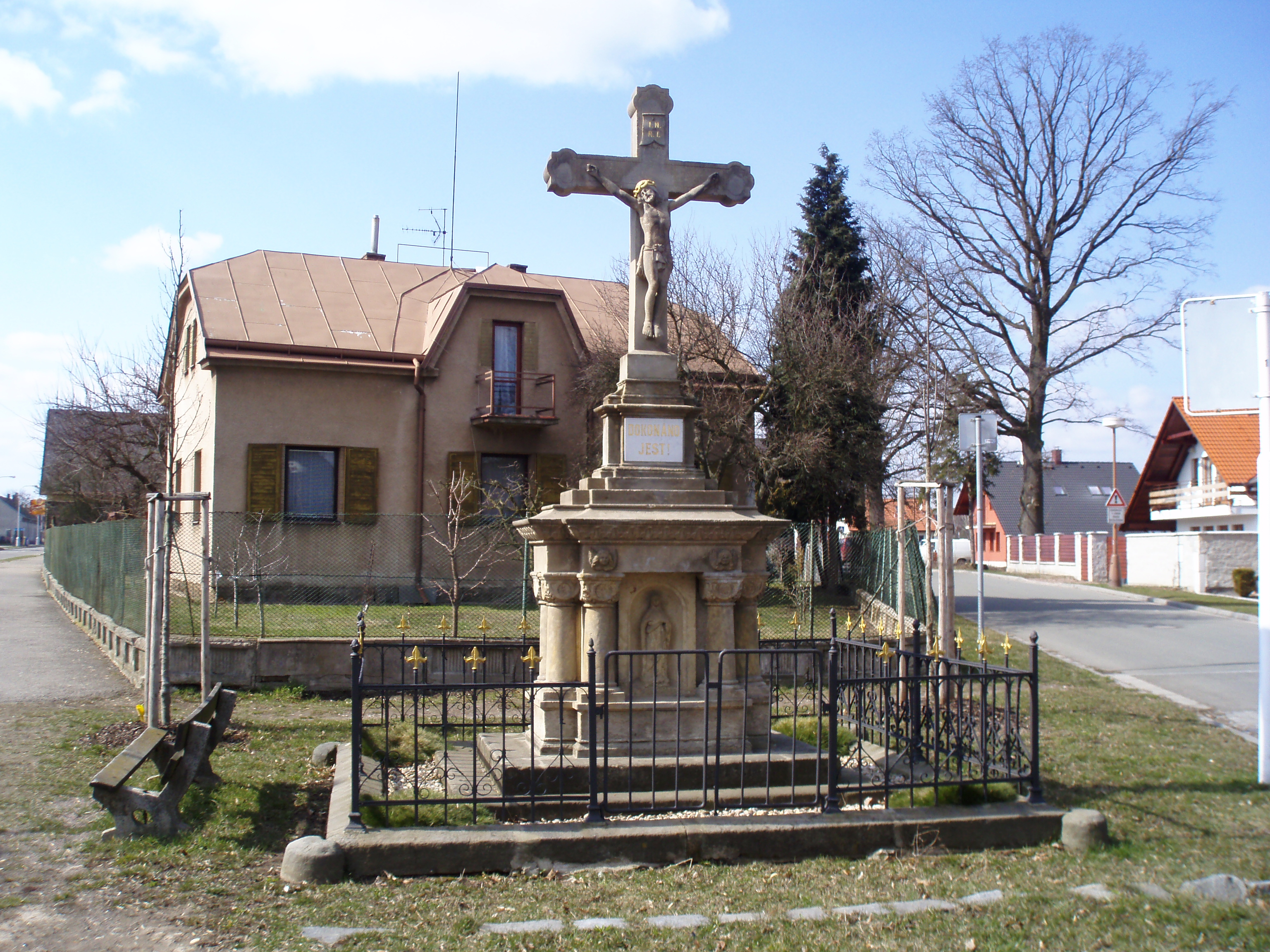
Krzyż w Dworach Svobodnych

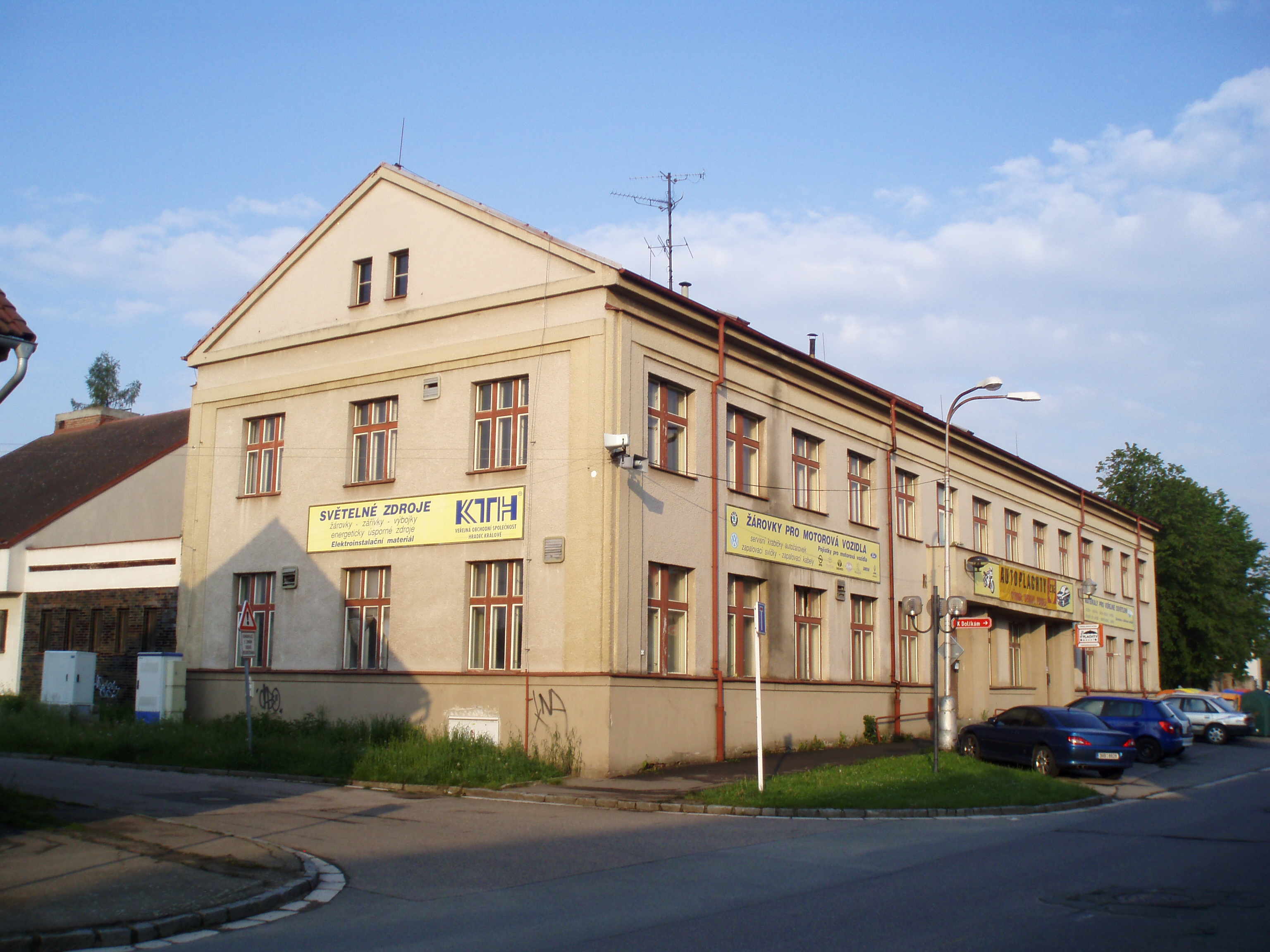
Były Dom Robotnika w Dworach Svobodnych

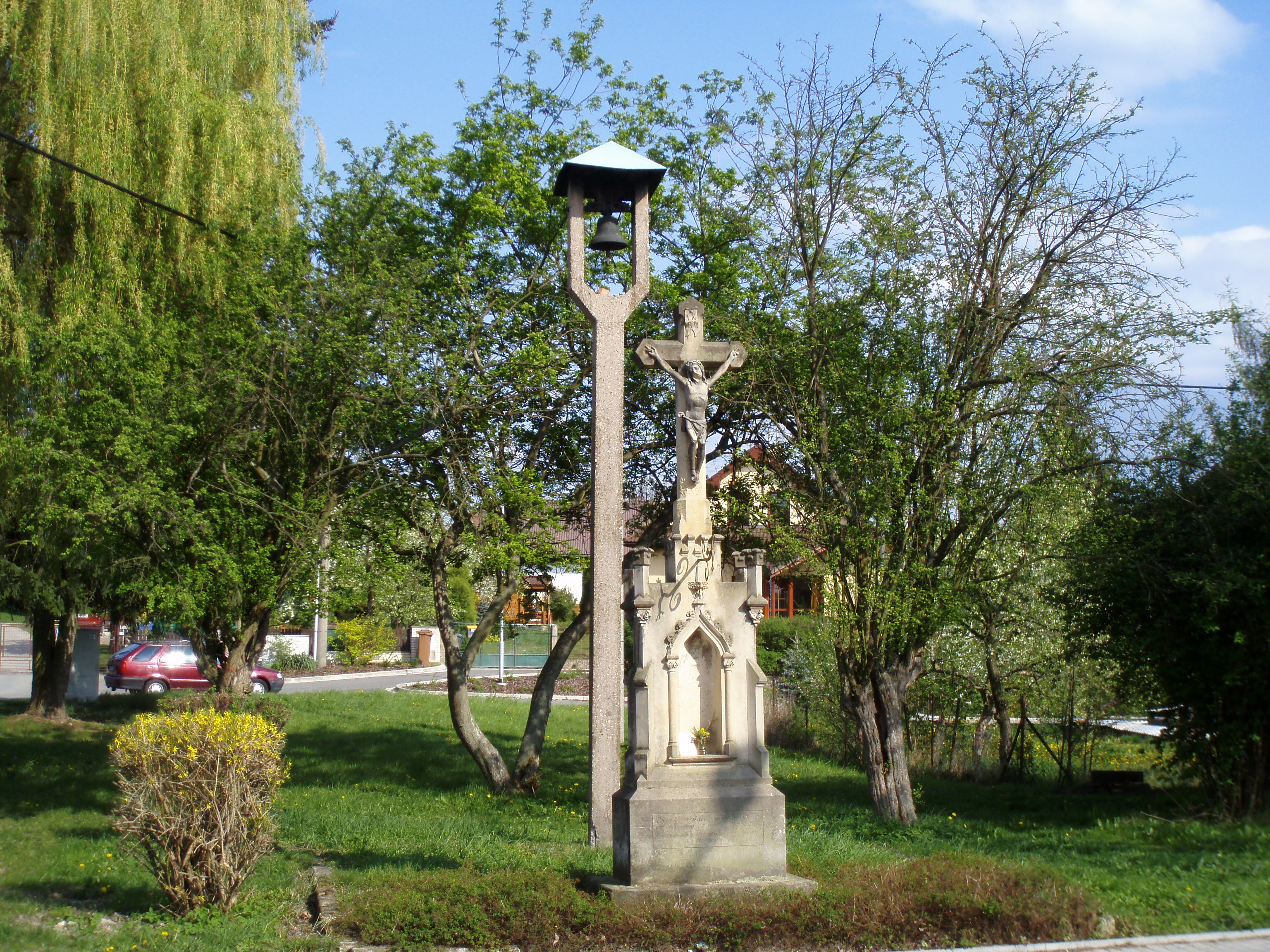
Dzwonniczka w dzielnicy Roudnička

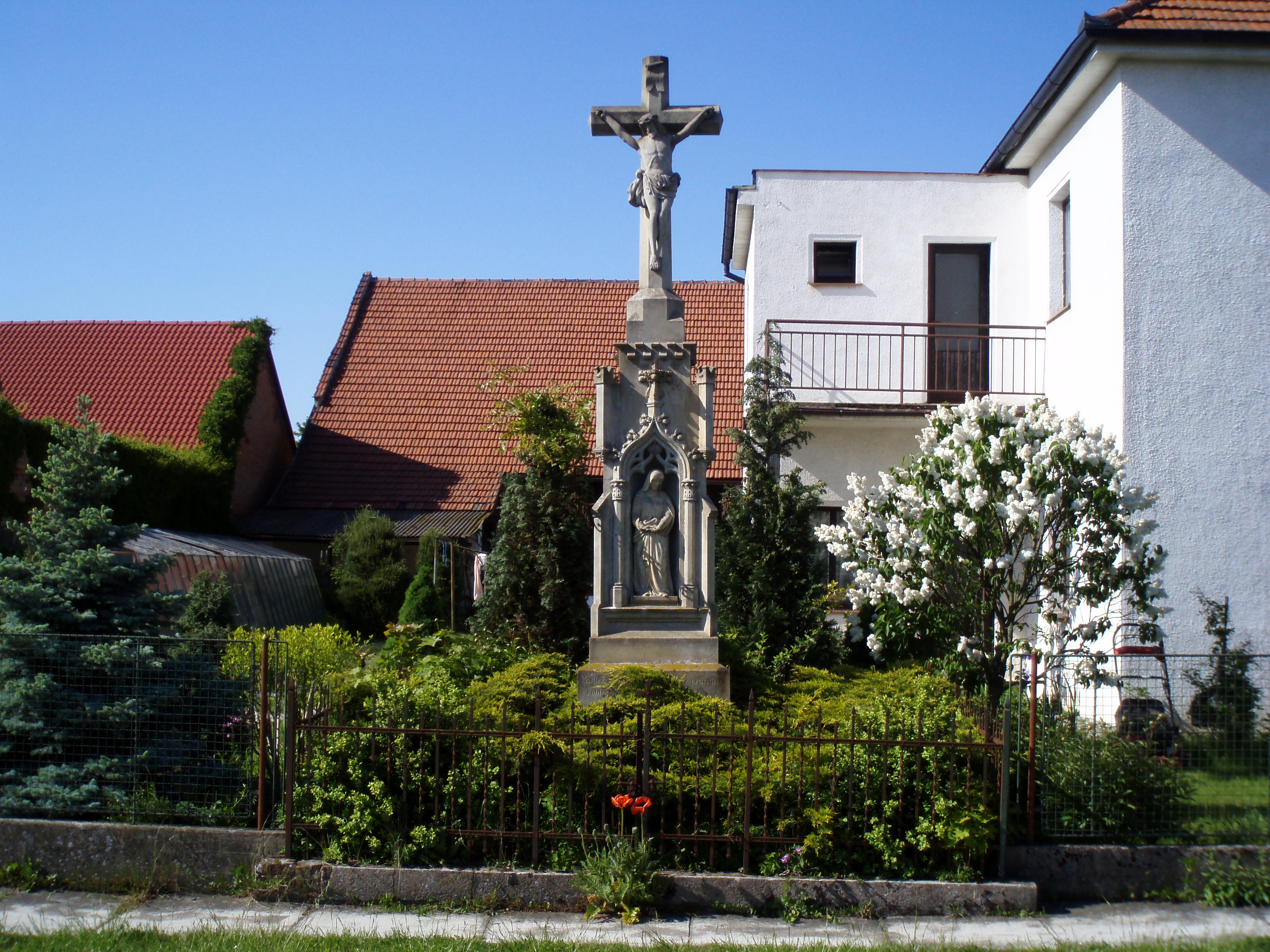
Krzyż w dzielnicy Rusek

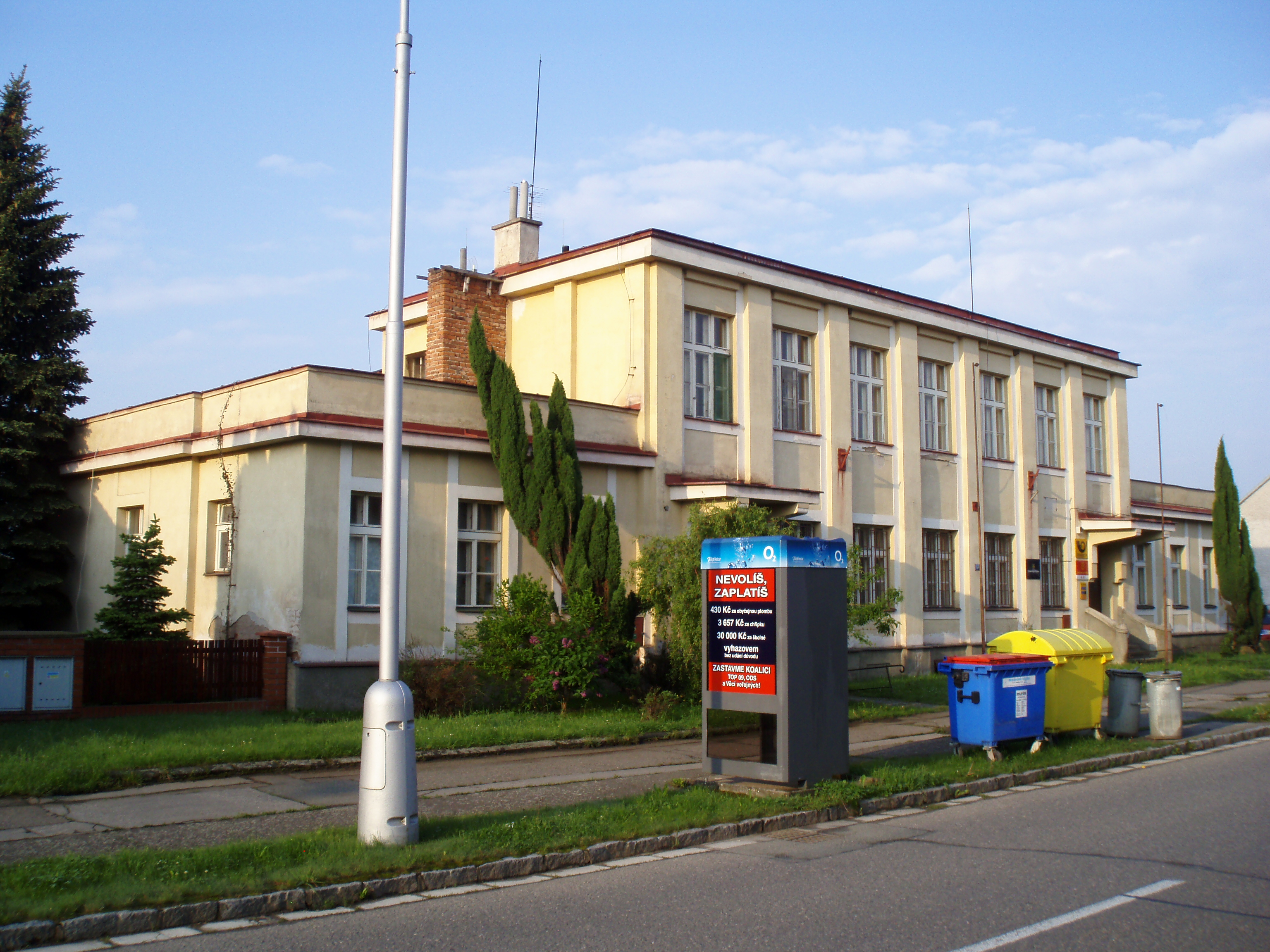
Dom gminny w Dvorach Svobodnych z 1927 r.

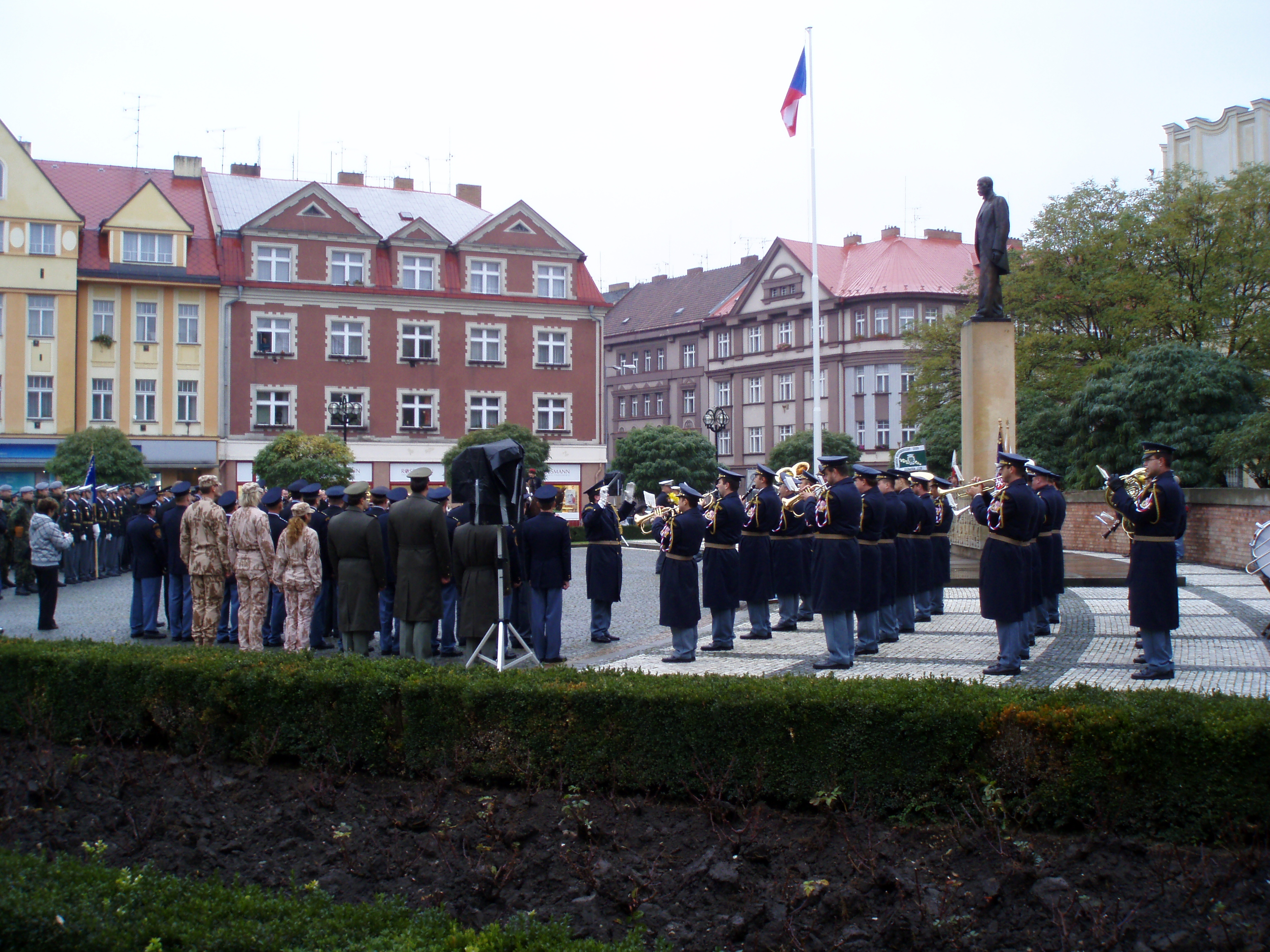
Obchody święta 90 rocznicy powstania Czechosłowacji

W 1851 roku Hradec Králové zostało ogłoszone niezależnym miastem. Miasto dążyło do uzyskania nowych przywilejów gospodarczych. W 1857 roku Hradec Králové uzyskał pierwsze połączenie kolejowe. W 1864 roku w mieście powstała fabryka pianin firmy Antonín Petrof.
Po stoczonej nieopodal decydującej bitwie między Austrią i Prusami pod Sadową (3 lipca 1866 r.) postanowiono zburzyć mury obronne, by umożliwić rozwój nowoczesnego miasta. Decydujący wpływ na nowy rozwój miasta miał burmistrz František Ulrich. Dzięki konsekwentnemu planu regulacyjnemu miasta powstało nowoczesne centrum. Architekt profesor Jan Kotěra (1871–1923) projektował kilka znaczących budynków w Hradcu Králové, w tym Muzeum Czech Wschodnich (zbudowane w latach 1909–1912). Architekt profesor Josef Gočár (1880–1945), uczeń Kotěry, kontynuował prace budowlane według nowoczesnych zasad urbanistyki.
Po zakończeniu I wojny światowej po raz kolejny miasto zaczęło się rozwijać i rozbudowywać. Trwał rozwój przemysłu, w wyniku którego powstawały nowe fabryki, a istniejące były rozbudowywane. Budowano nowe szkoły, biura, drogi i osiedla. Władze państwowe wraz z ważnymi gośćmi regularnie odwiedzały Hradec Králové, dzięki czemu zyskało ono jeszcze większy prestiż.
Rozwój miasta został przerwany przez II wojnę światową. Po jej zakończeniu Hradec Králové pozostał gospodarczym i kulturalnym centrum wschodnich Czech, znalazł się jednak w zupełnie innej sytuacji politycznej i społecznej. Powojenny okres socjalizmu doprowadził do zahamowania rozwoju kulturalnego.
W 1949 r. miasto stało się siedzibą kraju (wcześniej było nią tylko do 1862 r., kiedy weszła w życie reforma administracyjna i utworzono tylko samorządowych powiatów).
W sierpniu 1968 roku, w ramach Operacji „Dunaj” – podjętej przez państwa Układu Warszawskego interwencji wojskowej, mającej stłumić próby liberalnych reform, miasto zostało bez walki zajęte przez Wojsko Polskie.
Hradec Králové jest obecnie siedzibą wielu przedsiębiorstw oraz władz i instytucji regionalnych.
W mieście odbywa się jedna z największych w Europie imprez tuningowych – Matador tuning party, a także jedna z największych imprez Hip-Hopowych Europy Hip Hop Kemp.

### Najważniejsze wydarzenia z historii miasta

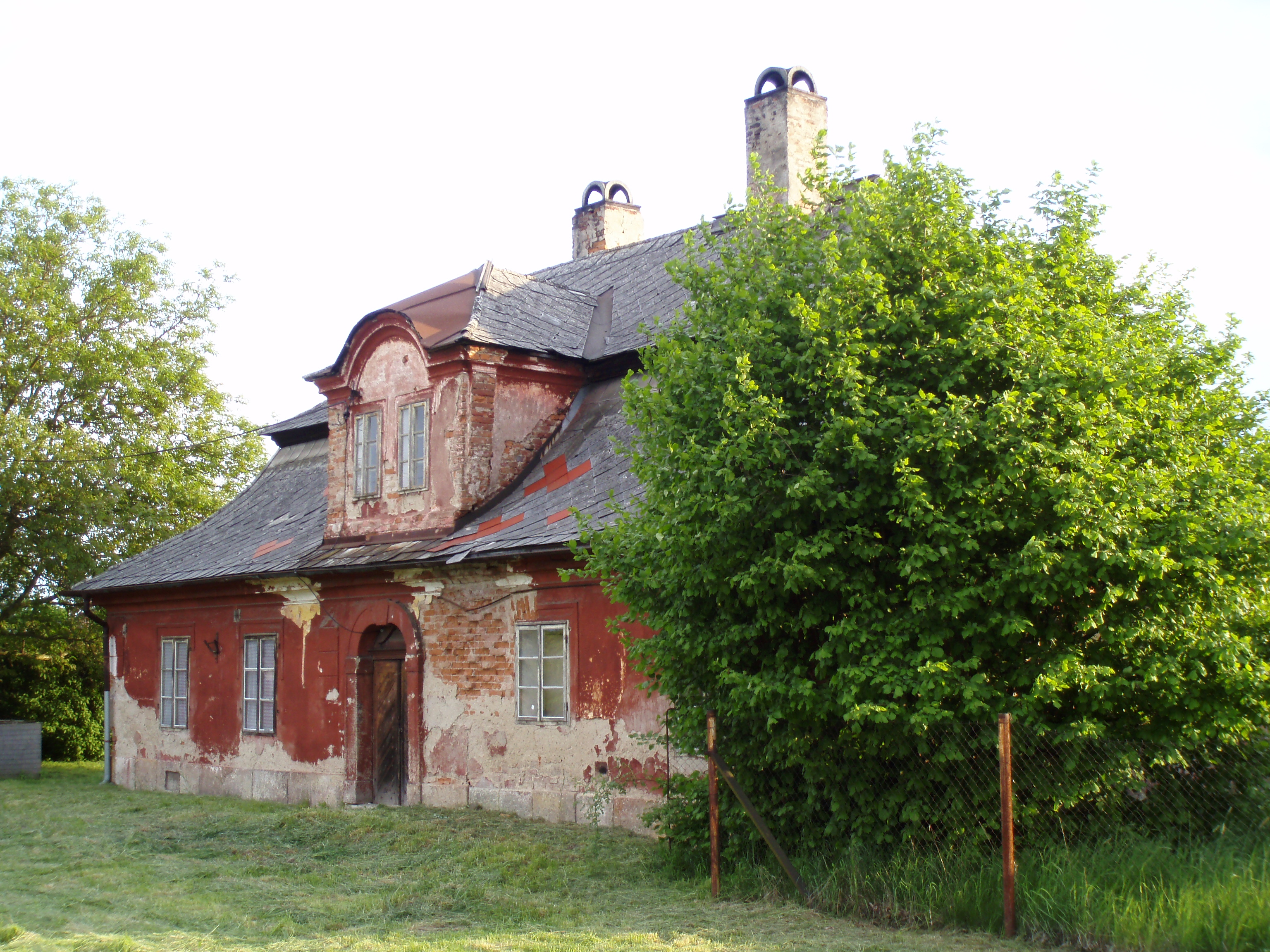
Czerwony Dwór

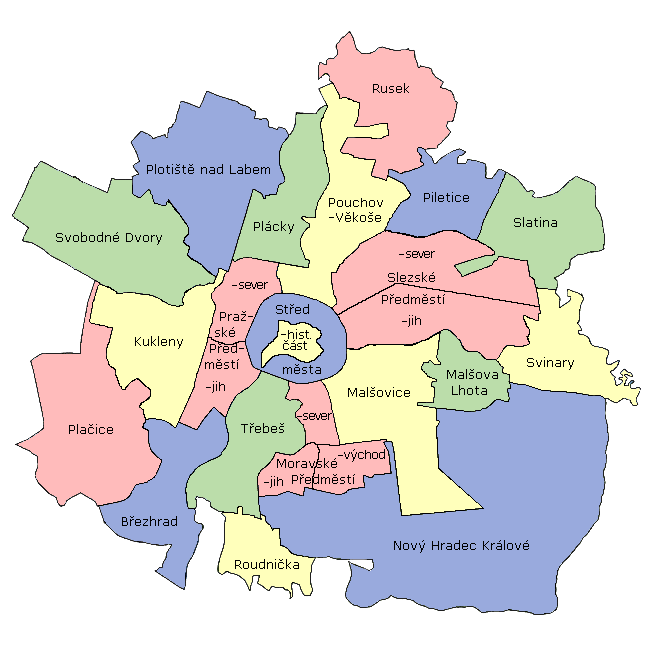
Podział miasta

| Rok                          | Wydarzenie |
| 1086                         | wzmianka o Hradcu Králové w dokumencie króla Wratysława II |
| 1091                         | wzmianka o Hradcu Králové w Kronice Kosmasa |
| 1225                         | czeski król Przemysł Ottokar II nadał Hradcowi Králové prawa miejskie |
| 1298                         | czeski król Wacław II połączył Przedmieścia Praskie oraz Śląskie (Mýtské) z Hradcem Králové |
| 1307–1318                    | w Hradcu Králové mieszkała Ryksa Elżbieta |
| około roku 1350              | w mieście powstała łacińska szkoła i jej pierwszym rektorem był archidiakon Havel ze Strahova |
| 1378–1393                    | w Hradcu Králové mieszkała Elżbieta pomorska, wdowa po królu Karolu IV Luksemburskim |
| 28 maja 1407                 | wielki pożar miasta |
| 1419                         | niepokoje religijne przeciwko Kościołowi rzymskokatolickiemu (spalenie klasztorów franciszkańskiego oraz dominikańskiego) |
| 25 czerwca 1420              | husyci zajęli miasto |
| 1423–1424                    | miasto siedzibą Jana Žižki |
| lipiec 1423                  | zamek królewski zburzony przez radykalnych husytów |
| 4 sierpnia 1423              | bitwa pomiędzy Divišem Bořkiem z Miletínka, wodzem umiarkowanych husytów, i Janem Žižką pod Dworem Strauchowym (czy Strachowym, w pobliżu dzisiejszych Kuklen) |
| 1436–1437                    | wystąpienie przeciwko cesarzowi Zygmuntowi Luksemburskiemu |
| 19 czerwca 1484              | wielki pożar miasta |
| 13 listopada 1509            | wielki pożar miasta |
| 1513                         | kompromisowe porozumienie między miastem i Pernstejnami w sprawie podziału majątku w Březhradzie |
| 19 czerwca 1536              | wielki pożar miasta |
| 1547                         | miasto odmówiło pomocy dla cesarza Ferdynanda i zostało ukarane za to wysokimi grzywnami oraz utratą części majątku |
| 1568–1574                    | budowa nowego budynku szkolnego |
| 1574–1589                    | budowa Białej Wieży |
| 30 lipca 1586                | wielki pożar miasta |
| 1599                         | zaraza morowa |
| 1620                         | konfiskata majątku Hradca Králové za udział w powstaniu stanów czeskich |
| 17 czerwca 1639              | miasto zdobyte przez Szwedów |
| 20 lutego 1640               | miasto zdobyte przez wojska cesarskie |
| 27 października 1645         | nieudana próba zdobycia miasta przez Szwedów |
| 1654–1666                    | budowa kościoła Wniebowzięcia Najświętszej Maryi Panny |
| 1655                         | duża powódź |
| 10 listopada 1664            | powstanie diecezji hradeckiej |
| 23 maja 1636                 | oficjalne rozpoczęcie działalności przez jezuitów |
| 3 listopada 1741             | miasto zostało zdobyte przez Prusy |
| 3 czerwca 1742               | Hradec Králové opanowały wojska cesarskie |
| 19 sierpnia 1742             | miasto zostało zdobyte przez Prusy |
| 27 sierpnia 1742             | Hradec Králové opanowały wojska cesarskie |
| 11 lipca 1758                | miasto zostało zdobyte przez Prusy |
| 26 lipca 1758                | Praskie Przedmieście opanowały wojska cesarskie; Prusacy wycofują się z miasta |
| 11 lipca 1762                | wielkie zniszczenia miasta w wyniku pożaru, który został podłożony przez żołnierzy pruskich |
| 1766–1772 oraz 1776–1789     | budowa twierdzy |
| 5 i 6 lutego 1775            | duża powódź |
| 1778–1792                    | Urząd Krajowy Kraju Hradeckiego został przeniesiony z Hradca Králové do zamku Hoříněves |
| luty, maj oraz sierpień 1798 | duża powódź |
| 18 sierpnia 1788             | zburzono szubienicę |
| 1848                         | formacja miejscowej Gwardii Narodowej |
| 26 maja 1850                 | zlikwidowano Magistrat Miasta Hradec Králové i pojawienie się Urzędu Miasta Hradec Králové |
| 1851                         | Hradec Králové ogłoszony oddzielnym miastem, pierwszym burmistrzem profesor Ignác Lhotský |
| 1864                         | powstanie fabryki fortepianów Antonín Petrof |
| 7 stycznia 1866              | powstanie Sokóła |
| 3 lipca 1866                 | Bitwa pod Sadową |
| 5 lipca 1866                 | ostrzeliwanie miasta przez artylerię pruską |
| listopad 1872                | powstanie stowarzyszenia Beseda z własną biblioteką oraz klubem nauki |
| 1873                         | zburzenie Bramy Śląskiej |
| 1875                         | zburzenie Bramy Praskiej |
| 1879                         | założone Muzeum Miasta Hradec Králové |
| 9 czerwca 1880               | wizyta cesarza Franciszka Józefa I |
| 22 lipca 1884                | miasto ogłasza międzynarodowy konkurs urbanistyczny (pierwsza nagroda nie została przyznana) |
| 4 października 1884          | oficjalny początek burzenia twierdzy (do 1937 r.) |
| 24 marca 1885                | otwarcie Teatru Miejskego (dzisiaj Teatru Klicpery) |
| 1885–1886                    | budowa pierwszego nowoczesnego szpitala (tzv. Stary Szpital) |
| 1887–1890                    | pierwszy miejski plan zagospodarowania (architekt J. Zámečník) |
| 6 kwietnia 1893              | umowa między miastem a c.k. ministerstwem wojny oraz praską Ziemską Dyrekcją Finansową w sprawie zakupu gruntów byłej twierdzy (tzw. transakcyjna umowa) |
| 1894                         | Wystawa Gospodarcza, Przemysłowa i Etnograficzna |
| 1895–1929                    | burmistrzem JUDr. František Ulrich, bardzo przyczynił się do rozwoju miasta |
| 1898–1908                    | korekty miejskiego planu zagospodarowania przez inż. T. Suhradę |
| 1909–1911                    | drugi miejski plan zagospodarowania (architekci Václav Rejchl i Oldřich Liska) |
| 6 grudnia 1913               | pierwszy pokaz filmu dźwiękowego |
| 1916                         | powstanie skautingu w mieście |
| 1917                         | utworzenie pierwszych dziewczęcych drużyn skautowych w Hradcu Králové |
| 22 stycznia 1918             | demonstracja 5000 mieszkańców miasta w związku z kryzysem dostaw żywności i węgla |
| 14 października 1918         | demonstracja robotników i reprezentantów partii socjalistycznych |
| 29 października 1918         | demonstracja 35 tys. mieszkańców miasta w celu wsparcia niepodległej Czechosłowacji |
| 8 listopada 1918             | demonstracja 40 tys. mieszkańców miasta w celu wsparcia budowania niepodległej Czechosłowacji |
| 1919–1949                    | istnienie Dyrekcji Kolei Państwowych w Hradcu Králové |
| 1923                         | połączenie Věkoš z Hradcem Králové |
| 1924                         | miasteczko Pražské Předměstí (Praskie Przedmieście) miastem |
| 1926–1928                    | trzeci miejski plan zagospodarowania architekta Josefa Gočára, budowa nowego szpitalu powiatowego |
| 4 lipca 1929                 | trąba powietrzna bardzo zniszczyła sieć elektryczną, parki miejskie i lasy nowohradeckie |
| 1930                         | miasteczko Kukleny miastem |
| 15 marca 1939                | początek okupacji niemieckiej |
| 12 czerwca 1939              | oficjalny początek miejscowej placówki Gestapo |
| wrzesień 1939                | Albrecht I, prewencyjna akcja Gestapo |
| październik 1941             | Sokol, prewencyjna akcja Gestapo (ofiarą między innymi Bohuslav Beneš, kierownik Sokóła Nový Hradec Králové |

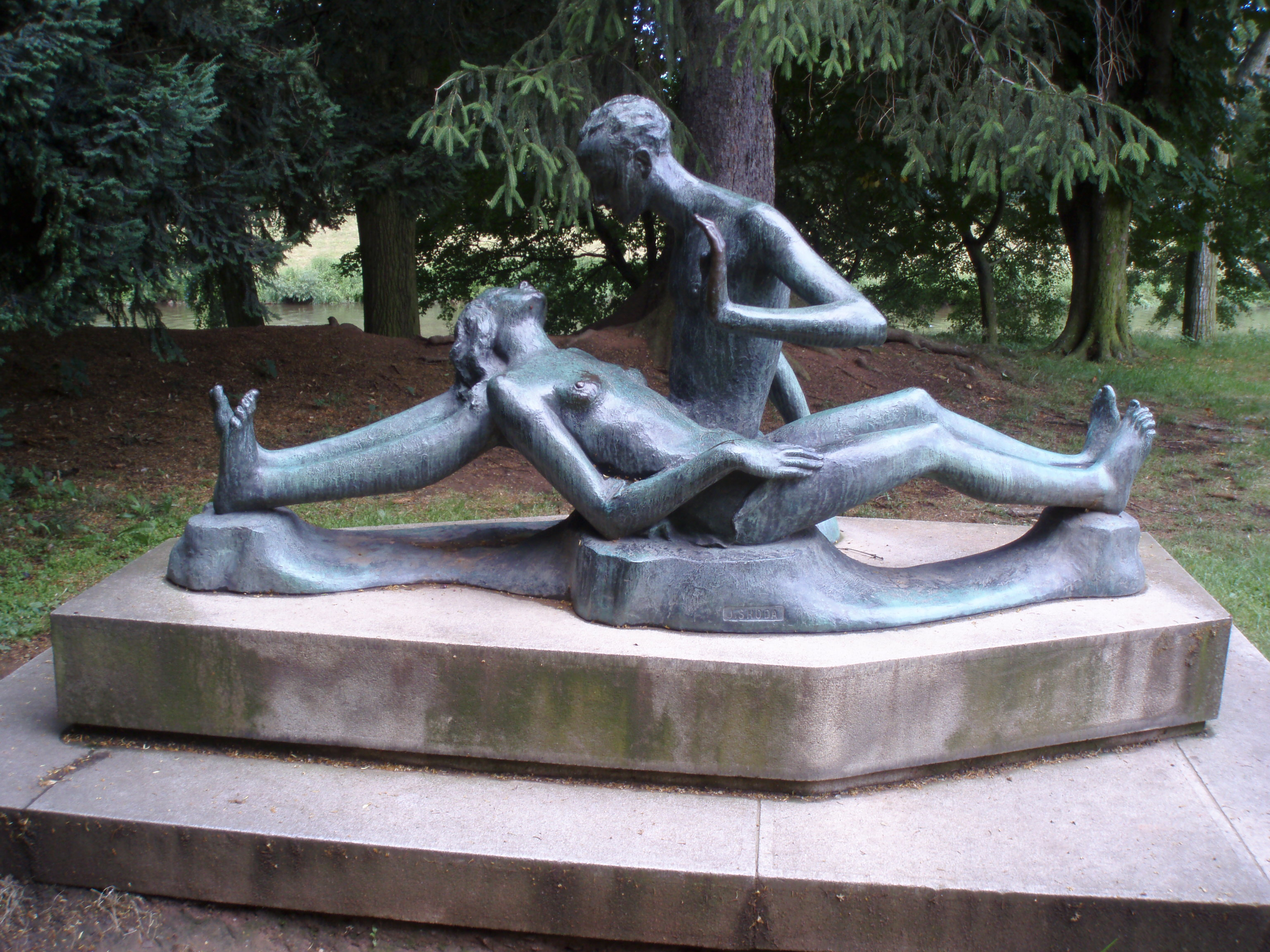
Ujście Orlicy do Łaby rzeźbiarza Josefa Škody

| 1 kwietnia 1942              | utworzenie tzw. Wielkiego Hradca Králové (przyłączenie okolicznych wsi do miasta) |
| wrzesień 1942                | E (Emigranten), prewencyjna akcja Gestapo |
| 30 kwietnia 1945             | lokalny harcerz Karel Šimek został zastrzelony krótko po zniszczeniu linii telefonicznej między dowództwem niemieckiego Wehrmachtu i siedzibą Luftwaffe |
| 7 maja 1945                  | członkowie miejscowej placówki Gestapo uciekają |
| 8 maja 1945                  | przez miasto przejechał konwój Armii Stanów Zjednoczonych, który miał negocjować w Velichovkach z niemieckim marszałkiem polnym Ferdinandem Schörnerem, na lotnisku grupa niemieckich żołnierzy pochodzenia austriackiego zniszczyła samoloty; z miasta uciekli stopniowo wszyscy niemieccy żołnierzy |
| 9 maja 1945                  | Armia Czerwona wkroczyła do miasta |
| 26 sierpnia 1945             | Uroczyste otwarcie radiowego Nadajnika Wschodnioczeskiego (Východočeský vysílač, od 1950 r. część Czeskiego Radia) |
| 13 października 1945         | utworzenie Wydziału Lekarskiego Uniwersytetu Karola w Hradcu Králové |
| 4 kwietnia 1947              | w Hradcu Králové ogłoszony tzw. Hradecki Program |
| 1947–1961                    | budowa obserwatorium |
| 21 lutego 1948               | demonstracja lokalnych komunistów i ich zwolenników |
| 25 lutego 1948               | uroczysta manifestacja z okazji przejęcia władzy w Czechosłowacji przez komunistów |
| lipiec – wrzesień 1948       | na miejscowym lotnisku przebiegło szkolenie izraelskich pilotów wojskowych |
| 1958                         | utworzenie Teatru Smok |
| 1959                         | pierwszy budynek z wielkiej płyty |
| 1960                         | reforma administracyjna w Czechosłowacji, Hradec Králové stolicą kraju wschodnioczeskiego |
| 1962                         | centrum miasta strefą zabytkową |
| 1965                         | hotel Alessandria |
| 1968–1975                    | hotel Černigov |
| 21 sierpnia 1968             | okupacja obiektów wojskowych oraz urzędów lokalnych przez żołnierzy radzieckich i polskich |
| 1 września 1969              | utworzenie Wydziału Farmaceutycznego Uniwersytetu Karola w Hradcu Králové |
| 15 kwietnia 1970             | został odsłonięty pomnik Włodzimierza Lenina |
| 1973                         | został odsłonięty pomnik Klementa Gottwalda |
| 1974                         | Dom Mody Don |
| 1978                         | dom towarowy Prior (dzisiaj Tesco) |
| listopad 1989                | założony Studencki Komitet Strajkowy oraz lokalne Forum Obywatelskie |
| 21 listopada 1989            | pierwsza demonstracja przeciw władzy komunistycznej |
| 27 listopada 1989            | strajk generalny |
| 29 grudnia 1989              | spotkanie z okazji wyboru Václava Havla na prezydenta Czechosłowacji |
| 18 stycznia 1990             | pierwszy niekomunistyczny burmistrz miasta (inż. Josef Potoček) |
| 20 grudnia 1990              | pierwszy wybrany niekomunistyczny burmistrz miasta (inż. Martin Dvořák) |
| 1993                         | pierwsze radio komercyjne (Rádio Labe) |
| 1 stycznia 1997              | pierwsza telewizyjna stacja komercyjna (TV Galaxie) |
| 9 lipca 1997                 | powódź na rzece Orlicy |
| 27 listopada 1997            | pierwszy supermarket w mieście – Terno |
| 1 stycznia 2000              | kolejna reforma administracyjna; Hradec Králové stało się stolicą samorządowego kraju hradeckiego (kraj wschodnioczeski przekształcony w tzw. okręg terytorialny dla licznych instytucji państwowych)                                                                                                 |
| 2000                         | pierwszy hipermarket w mieście – Tesco |
| 1 września 2000              | powstanie Uniwersytetu Hradec Králové |
| 2003                         | wojskowe lotnisko zostało majątkiem miasta |
| 2007                         | początek zintegrowanego miejskiego systemu płatnego parkowania (ISP) firmy Atol |
| 19 stycznia 2007             | orkan Kyrill |
| 1 marca 2008                 | orkan Emma |
| 3 lipca 2008                 | otwarcie nowego dworca autobusowego |
| 25 września 2008             | uroczyste otwarcie nowego budynku Biblioteki Naukowej |
| 2008–2009                    | mieszkańcy dzielnicy Březhrad próbowali odłączyć się od miasta |
| 2010                         | powyborczy pat, burmistrz został wybrany dopiero w piątej turze głosowania |

### Chronologiczna lista burmistrzów
| Imię                              | Okres urzędowania |
| Jan Kříž                          | 1788–1796         |
| Franz Xaver Tröger von Königsberg | 1796–1800         |
| Franz Reith von Baumgarten        | 1800–1805         |
| Valentin Heinrich Haun            | 1805–1813         |
| Augustin Reichenbach              | 1813–1824         |
| Alois Kemlink                     | 1824–1848         |
| Vojtěch Svoboda                   | 1848–1850         |
| Antonín Tobiš starszy             | 1850–1851         |
| Ignác Jan Lhotský                 | 1851–1864         |
| Karel Collino                     | 1864–1885         |
| Hynek Václav Lhotský              | 1885–1895         |
| JUDr. František Ulrich            | 1895–1929         |
| Josef V. B. Pilnáček              | 1929–1942         |
| Franz Heger                       | 1942–1945         |
| Josef Karlovský                   | 1945              |
| JUDr. Josef Šklíba                | 1945              |
| JUDr. Jan Němec                   | 1945–1949         |
| Josef Pikhart                     | 1949–1951         |
| Ferdinand Všetečka                | 1951–1954         |
| František Lhoták                  | 1954–1960         |
| Jan Valter                        | 1960–1970         |
| Ing. Josef Kokeš                  | 1970–1971         |
| Ing. Jiří Šedivka                 | 1971–1981         |
| Vladimír Zahálka                  | 1981–1984         |
| JUDr. Jaromír Koutník             | 1984–1989         |
| RSDr. Josef Zadrobílek            | 1989              |
| Ing. Josef Potoček                | 1990              |
| Ing. Martin Dvořák                | 1990–1998         |
| Ing. Jan Doskočil                 | 1998              |
| Ing. Oldřich Vlasák               | 1998–2004         |
| Ing. Otakar Divíšek               | 2004–2010         |
| MUDr. Zdeněk Fink                 | od 2010           |

Źródło: do 1998 r. książka Petr Zimmermann i zespół, Radnice v Hradci Králové, její reprezentanti a jejich činnost v letech 1850–1998, Hradec Králové 1998, ISBN 80-901805-9-0, w późniejszych okresach współczesna prasa

### Rozwój terytorialny miasta

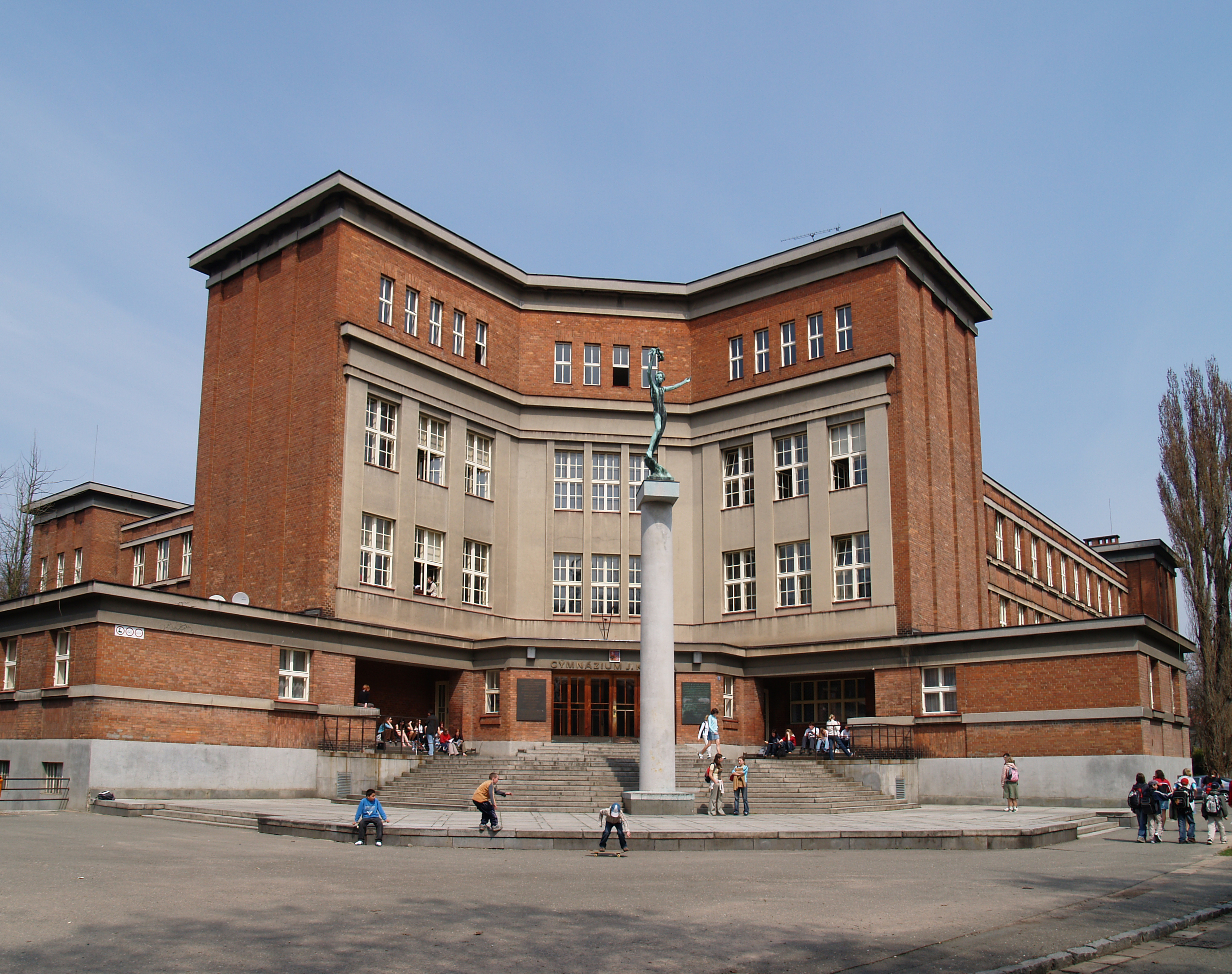
Gimnazjum im. J. K. Tyla

| Wieś czy dzielnica miasta | Historia |
| Hradec Králové            | 1086 pierwsza wzmianka, 1225 po raz pierwszy wymieniony jako miasto |
| Bohdanecké Dvory          | 1565 pierwsza wzmianka, 1850–1894 część wsi Svobodné Dvory, 1894 zniknęła z mapy |
| Březhrad                  | 1229 pierwsza wzmianka, 1850–1975 wieś, z 1976 dzielnica miasta Hradec Králové |
| Cihelna                   | 1798 pierwsza wzmianka, 1850–1894 część wsi Svobodné Dvory, 1894 zniknęła z mapy |
| Červený Dvůr              | 1850–1890 część wsi Kukleny, 1890–1942 część wsi Pražské Předměstí, z 1942 część miasta Hradec Králové, dzisiaj tylko działki i ogrody                                                                         |
| Farářství                 | 1836 pierwsza wzmianka, 1850–1890 część wsi Kukleny, 1890–1942 część wsi Pražské Předměstí, z 1942 dzielnica miasta Hradec Králové                                                                             |
| Klacovské Dvory           | 1651 pierwsza wzmianka, 1850–1894 część wsi Svobodné Dvory, 1894 zniknęła z mapy |
| Kluky                     | 1547 pierwsza wzmianka, 1850–1921 część wsi Roudnička, 1921–1942 wieś, z 1942 dzielnica miasta Hradec Králové                                                                                                  |
| Kobylí Doly               | 1586 pierwsza wzmianka, 1850–1930 część wsi Plotiště, 1930 zniknęła z mapy |
| Kopec Sv. Jana            | 1530 pierwsza wzmianka, 1850–1950 część wsi Třebeš, 1950 zniknęła z mapy |
| Kukleny                   | 1547 pierwsza wzmianka, 1850–1931 wieś, 1931–1942 miasto, z 1942 dzielnica miasta Hradec Králové |
| Kydlinov                  | 1540 pierwsza wzmianka, tylko dom na odludziu |
| Lhota pod Strání          | 1451 pierwsza wzmianka, 1850–1950 część wsi Třebeš, 1950 zniknęła z mapy |
| Malšova Lhota             | 1403 pierwsza wzmianka, 1850–1976 wieś, z 1976 dzielnica miasta Hradec Králové |
| Malšovice                 | 1654 pierwsza wzmianka, 1850–1942 wieś, z 1942 dzielnica miasta Hradec Králové |
| Moravské Předměstí        | 1908 pierwsza wzmianka, z 1908 dzielnica miasta Hradec Králové |
| Náhon                     | 1496 pierwsza wzmianka, z 1850 część wsi Malšovice |
| Nový Hradec Králové       | 1766 pierwsza wzmianka, 1850–1942 wieś, z 1942 dzielnica miasta Hradec Králové |
| Piletice                  | 1453 pierwsza wzmianka, 1850–1964 wieś, 1964–1971 część wsi Pouchov, 1971–1976 część wsi Rusek, z 1976 dzielnica miasta Hradec Králové                                                                         |
| Plácky                    | 1836 pierwsza wzmianka, 1850–1949 część wsi Plotiště, 1949–1971 wieś, z 1971 dzielnica miasta Hradec Králové                                                                                                   |
| Plotiště nad Labem        | 1318 pierwsza wzmianka, 1850–1942 i 1954–1971 wieś, 1942–1954 i z 1971 dzielnica miasta Hradec Králové |
| Pouchov                   | 1400 pierwsza wzmianka, 1850–1942 i 1954–1971 wieś, 1942–1954 i z 1971 dzielnica miasta Hradec Králové |
| Pražské Předměstí         | 1786 pierwsza wzmianka, 1850–1890 część wsi Kukleny, 1890–1931 wieś, 1931–1942 miasto, z 1942 dzielnica miasta Hradec Králové                                                                                  |
| Roudnička                 | 1465 pierwsza wzmianka, 1850–1949 i 1954–1980 wieś, 1949–1954 i z 1980 dzielnica miasta Hradec Králové |
| Rusek                     | 1454 pierwsza wzmianka, 1850–1976 wieś, z 1976 dzielnica miasta Hradec Králové |
| Slatina                   | 1547 pierwsza wzmianka, 1850–1976 wieś, z 1976 dzielnica miasta Hradec Králové |
| Slezské Předměstí         | 1790 pierwsza wzmianka, 1850–1942 wieś, z 1942 dzielnica miasta Hradec Králové |
| Správčice                 | 1816 pierwsza wzmianka, 1850–1930 i 1950–1961 część wsi Věkoše, 1961–1971 część wsi Pouchov, 1930–1950 i z 1971 dzielnica miasta Hradec Králové                                                                |
| Svinary                   | 1379 pierwsza wzmianka, 1850–1985 wieś, z 1985 dzielnica miasta Hradec Králové |
| Svinárky                  | 1547 pierwsza wzmianka, 1850–1949 część wsi Slatina, 1949–1960 część wsi Svinary, 1960 zniknęła z mapy |
| Svobodné Dvory            | 1836 pierwsza wzmianka, 1850–1942 i 1954–1971 wieś, 1942–1954 i z 1971 dzielnica miasta Hradec Králové |
| Šosteny                   | 1790 pierwsza wzmianka, 1850–1890 część wsi Kukleny, 1890–1942 część wsi (z 1931 miasta) Pražské Předměstí, z 1942 część dzielnicy Pražské Předměstí, po 1950 nie wymieniona w żadnych dokumentach oficjalnych |
| Temešvár I                | 1836 pierwsza wzmianka, 1850–1890 część wsi Kukleny (pod nazwą Temešvár), 1890–1921 część wsi Kukleny (pod nazwą Temešvár 1. díl), po 1930 nie wymieniona w żadnych dokumentach oficjalnych                    |
| Temešvár II               | 1890 pierwsza wzmianka, 1890–1930 część wsi Pražské Předměstí, po 1930 nie wymieniona w żadnych dokumentach oficjalnych                                                                                        |
| Třebeš                    | 1461 pierwsza wzmianka, 1850–1942 wieś, z 1942 dzielnica miasta Hradec Králové |
| Věkoše                    | 1463 pierwsza wzmianka, 1850–1923 wieś, 1923–1954 dzielnica miasta Hradec Králové, 1954 jej część odłącząna, 1961–1971 część wsi Pouchov, z 1971 dzielnica miasta Hradec Králové                               |
| Zámostí                   | 1509 pierwsza wzmianka, z 1850 część wsi Malšovice |

## Zabytki

### Budynki
- Katedra św. Ducha – gotycka ceglana trójnawowa świątynia, wznoszona od 1307, z tak zwaną Kruchtą Królewską od południa z około 1360 r., barokizacja w latach 1788–1789, regotyzacja 1864–1866 według projektu Franciszka Schmoranza. Wewnątrz najcenniejsze zabytki to: późnogotyckie wieżowe, kamienne sakramentarium, chrzcielnica, jedna z najstarszych cynowych w Czechach z 1406 roku, późnogotycki ołtarz z końca XV wieku, barokowy ołtarz w południowej nawie z obrazem św. Antoniego pędzla Petra Brandla[11]
- Kaplica św. Klemensa z Białą Wieżą: kaplica w swym zrębie barokowa, z lat 1714–1717, z reliktami gotyckimi z XIV w., jej twórcą prawdopodobnie jest Jan Santini), od południa przylega do niej monumentalna dzwonnica – Biała Wieża, renesansowa, z drugim co do wielkości w Czechach dzwonem Augustin, zbudowana w latach 1574–1585 według projektu Buriana Vlacha; wysokość wieży 71,5 m). Wedle tradycji żywej w czeskiej historiografii XVI–XVIII w. kaplica św. Klemensa była najstarszym kościołem w Czechach, a przekonanie to może mieć związek z usytuowaniem Hradca w latach 1348–1742 pośrodku państwa – Korony Królestwa Czech (Hradec leży mniej więcej w równej odległości od Pragi, Ołomuńca i Wrocławia).
- Kościół Wniebowzięcia Najświętszej Maryi Panny (barokowy, jezuicki, z lat 1654–1666 według projektu Carla Luragi)
- Galeria Sztuki Współczesnej (z lat 1911–1912 według projektu architekta O. Polívky, posągi frontowe Ladislava Šalouna)
- Stary Ratusz (wybudowany przed 1418 r., przebudowany i powiększony w latach 1540 i 1588, w latach 1786–1789 dobudowa dwóch wież oraz w latach 1850–1852 późnoempirowa przebudowa części frontowej i dodanie drugiego piętra)
- Rezydencja biskupia z lat 1709–1716 (według architekta Jana Santiniego; w 1777 r. dobudowa drugiego piętra) z kaplicą św. Piotra i Pawła (1720–1730)
- Dom „U Špuláků” z drugiej połowy wieku XVI (najładniejszy dom barokowy w mieście, pierwotnie w stylu renesansowym; autorem przebudowy barokowej był Franz Kermer)
- Dom U Białego Jednorożca (pierwotnie gotycki, teraźniejszy wygląd uzyskał w epoce neorenesansu)
- Dom U Białego Konika z epoki klasycyzmu
- Dom U Czarnego Orła
- Dom U Niebieskiej Gwiazdy z epoki baroku i klasycyzmu
- Dom U Zielonego Drzewa z epoki renesansu
- Dom U Złotego Baranka z lat 1906–1907
- Dom U Złotego Lwa z epoki klasycyzmu
- Były Dom Powiatowy (secesyjny fragment Grandhotelu z lat 1903–1905, hotel wybudowany w 1897 r.)
- Muzeum Wschodnich Czech z lat 1908–1912 (według projektu archiktekta Jana Kotěry, dekoracja rzeźbiarska wykonana przez Vojtěcha Suchardę)
- Galeria Sztuki Nowoczesnej z 1912 r. (architekt Osvald Polívka)
- Areał szkolny na nabrzeżu Tyla (według projektu architekta Josefa Gočára z lat 1924–1927)
- Była szkoła garbarzy na nabrzeżu rzeki Orlice (według architekta Josefa Gočára z lat 1923–1924)
- Zbór księdza Ambroža Czechosłowackiego Kościoła Husyckiego z lat 1926–1929
- Ratusz na Placu Ulricha z lat 1928–1933
- Były Urząd Powiatowy (dzisiaj siedziba magistratu) z lat 1931–1936 (architekt Josef Gočár)
- Dworzec kolejowy z lat 1929–1935 (według projektu architekta Václava Rejchla)
- Kościół św. Anny z byłym klasztorem minorytów z lat 1777–1784
- Kościół Serca Pana Jezusa z lat 1929–1932
- Kościółek św. Mikołaja (prawosławny, przeniesiony w 1935 r. ze słowackiej gminy Habura)
- Kościół św. Jana Chrzciciela z dzwonnicą w Nowym Hradcu z XVI wieku
- Kościół św. Antoniego Pustelnika z lat 1769–1772
- Kościół ewangelicki z plebanią z lat 1912–1913
- Synagoga (1904–1905)
- Byłe seminarium biskupie z kościołem św. Jana Nepomucena z lat 1709–1714 (budowniczy V. Schneider; dzisiaj Miejska Sala Muzyczna)
- Barokowy budynek byłej Komendy Saperów z lat 1787–1797
- Budynek Teatru Lalek Drak z lat 1922–1923
- Budynek byłej Zbrojowni Wojskowej (ok. 1780 r.)
- Byłe Koszary Wodne – Wasserkaserne (Vodičkova kasárna) z lat 1785–1788 (według projektu architekta Cassarottiego)
- secesyjna Elektrownia Łabska z lat 1909–1912 (zwana też jako Hučák; architekt František Sander)
- funkcjonalistyczne Łaźnie Miejskie z 1933 r. (architekt Oldřich Liska; w latach 1997–1999 ogólna rekonstrukcja z budową Aquaparku z wieloma atrakcjami)
- Bank Komercyjny (pierwotnie budynek Narodowego Banku Czechosłowackiego) z 1933 r. (architekt Jan Rejchl)
- Sala Gimnastyczna Sokół z lat 1929–1930 (architekt Milan Babuška; w prawym skrzydle jest dzisiaj siedziba Filharmonii Hradec Králové, która w latach 2004–2006 przeszła rekonstrukcję według planów architektów Alexandra Wagnera i Milana Krejčíka)
- Pałace Garaże Nováka z 1932 r. (architekt Josef Fňouk)
- Gimnazjum im. Boženy Němcowej z lat 1896–1899 (architekci T. Suhrada i V. Bahník)
- Pałac Steinský-Sehnoutka z lat 1928–1929 (architekt Otakar Novotný; dzisiaj bank ČSOB)
- Dom Rzemiosła na Placu Masaryka z lat 1910–1911
- Dzwonnica husycka na Pouchowie z 1930 r.
- Dzwonnica husycka na Nowym Hradcu Králové z 1936 r.
- Były Instytut dla Głuchoniemych z lat 1901–1902
- Zagroda chłopska Šrámeka z 1805 r. w Pileticach
- Były konwikt Boromeum z 1860 r.
- Sala gimnastyczna w Swobodnych Dworach z lat 1920–1921 (architekt Oldřich Liska)
- Były Dom Towarowy V. J. Špalka z lat 1910–1911
- Budynek YMCA z 1923 r. (architekt Václav Rejchl)
- Willa Karla Wiplera z 1902 r. (Orlické nábřeží nr 376, architekt Václav Rejchl starszy)
- Willa Karla Viewegha z 1903 r. (Nezvalova nr 377, 2013–2014 rekonstrukcja)
- Willa Bohumila Hobzeka z 1910 r. (Balbínova nr 447, architekt Josef Fanta, autorem płaskorzeźby Madonny z Dzieciątkiem Čeněk Vosmík)
- Willa Franciszka Komáreka z lat 1925–1927 (K Dolíkám nr 121, architekt Vojtěch Krch)
- Wila Jana Petrofa z 1908 r. (Brněnská nr 300)
- Willa Anička z lat 1909–1911 (Střelecká nr 492, architekt Jaroslav Pažout)
- Willa Cristina z 1910 r. (Brněnská nr 315)
- Willa Jindrzicha Suchánka z 1913–1914 r. (Nezvalova nr 545, architekt Václav Rejchl starszy)
- Wila ing. Karla Fořta (Polákova nr 737, architekt Václav Rejchl, 2009-2010 rekonstrukcja)
- Willa Oldrzicha Liski z 1932 r. (Střelecká nr 824, architekt Oldřich Liska)
- Willa Wacława Charváta z 1910 r. (Střelecká nr 460, architekt Vladimír Fultner)
- Willa Wacława Píszi z lat 1909–1910 (Střelecká nr 459, architekt Vladimír Fultner)
- Willa Wacława Tesarza z 1928 r. (Čechova nr 759, architekt Bohumil Waigant)
- Willa Waltera Steina z 1932 r. (Balbínova nr 821, architekt Jan Rejchl)
- Willa Otakara Klumpara z 1905 r. (Nezvalova nr 423, architekt Václav Rejchl starszy)
- Willa Roberta Schmidta z lat 1908–1909 (Karla IV. nr 346, architekt Rudolf Němec)
- Willa Sternwalda z lat 1940–1941 (Baarova nr 1151, architekt Gustav Louženský)
- Willa Karla Fuchsa z 1935 r. (Vrchlického nr 985, architekt Kurt Spielmann, 2001–2007 stopniowa rekonstrukcja przez architekta Jana Hochmana)
- Willa „Morušovka” z 1903 r. (Plácelova nr 374, architekt Václav Rejchl starszy)
- Willa Lolla z 1911 r. (Vrchlického nr 517, architekt František Valouch)
- Willa Waldeka z 1937 r. (Nezvalova nr 826, architekt František Janda)
- Pałac „Komenium” z 1885 r.
- Wieża wodna w Nowym Hradcu (osiedle Hradca Králové) z lat 1936–1937
- Szkoła Rolnicza w Kuklenach z lat 1920–1923
- Budynek Pierwszego Czeskiego Wzajemnego Zakładu Ubezpieczeniowego z lat 1931–1932
- Dom Robotnika w Dworach Swobodnych z 1927 r.

### Pomniki, kolumny, fontanny
- Kolumna morowa z lat 1714–1718 (Giovanni Batista Bulla czy Jan Pavel Cechpauer)
- Fontanna św. Jana Nepomucena z 1772 r. (Matthias Bernard Braun)
- Pomnik T. G. Masaryka na Placu Masaryka (Otto Guttfreund)
- Pomnik Ofiar Komunizmu (upamiętniający ofiary reżimu komunistycznego w latach 1948–1989; autor Jan Wagner, odsłonięty 23.5.1998)
- Pomnik Ladislava Jana Pospíšila z 1933 r. (Josef Škoda)
- Rzeźba Zbieg Łaby i Orlicy (Soutok Labe a Orlice) z 1934 r. (Josef Škoda)
- Rzeźba papieża Jana Pawła II z 2003 r. (Marie i Vojtěch Adamcovie)
- Fontanna na Placu Masaryka z 2002 r. (Michal Gabriel)
- Fontanna zdobiona, kuta w żelazie na Placu Wielkim z lat 1900–1901 (Miloslav Oehm)
- Kamienny krzyż u lotniska z 1804 r.
- Kamienne krzyże w Dworach Swobodnych z lat 1861 i 1891
- Kamienny krzyż w Chaloupkach z 1881 r.
- Kamienny krzyż w Kuklenach z 1705 r.
- Kamienny krzyż w Nowym Hradcu Králové z 1839 r.
- Kamienny krzyż w Plačicach z 1808 r.
- Kamienny krzyż na Przedmieściu Praskim z 1863 r.
- Kamienny krzyż w Svinarach z 1876 r.
- Rzeźba Jana Žižki z Trocnova w Ogrodach Žižki z 1971 r. (Jiří Dušek)
- Rzeźba św. Jana Nepomucena przy ulicy V Kopečku z 1774 r.
- Rzeźba św. Jana Nepomucena z 1840 r. w Chaloupkach
- Rzeźba św. Jana Nepomucena z 1842 r. w Malšovicach
- Rzeźba św. Jana Nepomucena z 1898 r. w Kydlinovie
- Rzeźba św. Jana Nepomucena przy ulicy Brněnská z 1766 r.
- Rzeźba św. Wacława przy ulicy Petra Jilemnickiego z 1845 r.
- Rzeźba św. Wacława na Nowym Hradcu Králové z 1823 r.
- Rzeźba św. Franciszka Ksawery z 1861 r.
- Rzeźba Najświętszej Marii Panny w Kuklenach z 1855 r.

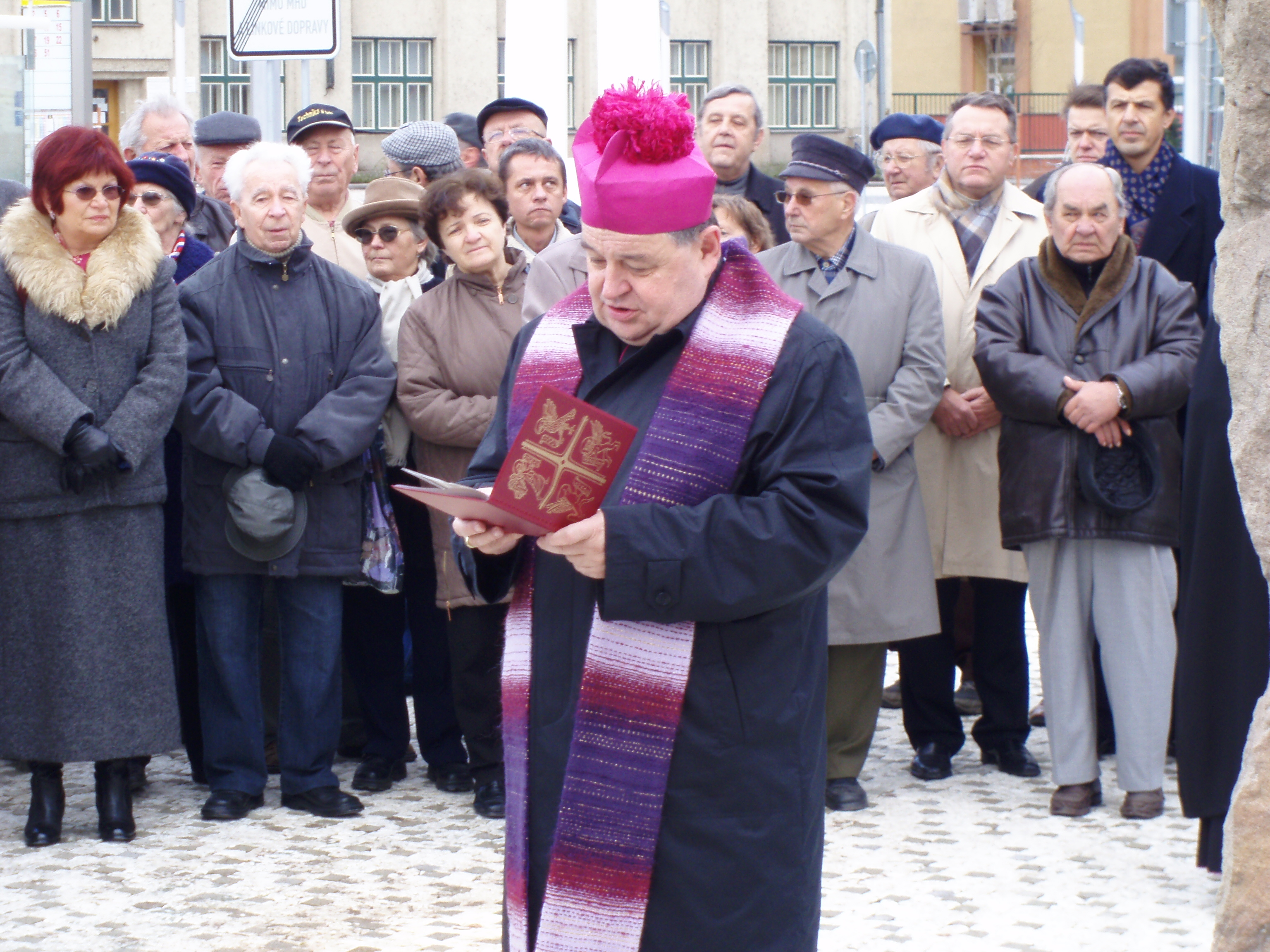
Biskup Dominik Duka

## Znani mieszkańcy i osoby związane z miastem[potrzebnyprzypis]
- David Adamec (23 lutego 1986) – hokeista, bramkarz; 2007–2008 członek HC Hradec Králové
- Karel Albrecht (20 listopada 1956 Hradec Králové) – architekt; 1993–1997 główny architekt miasta Hradec Králové
- Blanka Albrechtová (7 stycznia 1951 Hradec Králové) – poetka i pedagog
- Tomáš Alexa (26 czerwca 1991) – hokeista, bramkarz; od 2007 r. członek HC Hradec Králové
- Ambrož (? – 16 października 1439 Kolín) – duchowny i wódz husycki
- Jiřík Anděl (XVI w.) – tłumacz tekstów Erazma z Rotterdamu
- Jaroslav Andrejs (6 kwietnia 1919) – kompozytor oraz dyrygent chóru
- František Andrle (16 września 1876 Hoříněves – 10 lutego 1937 Hradec Králové) – pedagog i krajoznawca
- Josef Andrš (22 lipca 1903 Nový Hrádek – 15 grudnia 1971 Ołomuniec) – duchowny Ewangelickiego Kościoła Czeskobraterskiego, 1946–54 duchowny w Hradcu Králové
- Dagmar Andrtová-Voňková (urodz. Reschová, 13 maja 1948 Hradec Králové) – gitarzystka, wokalistka, autorka tekstów oraz kompozytorka muzyki
- Josef Andrýs (14 października 1920 Třebechovice pod Orebem) – lekarz, ginekolog
- Karel Angelis (6 czerwca 1913 – 26 lutego 1982) – pedagog; 1950–1970 Dziekan Wydziału Pedagogicznego w Hradcu Králové
- Zora Antalovská (11 czerwca 1924 Klobouky u Brna) – lekarz, stomatolog
- Miroslav Antl (21 lutego 1955 Ostrawa) – prawnik i polityk; 1986–2001 prokurator w Hradcu Králové
- Eliška Antošová (6 listopada 1925 Valašské Meziříčí), historyk
- Lenka Antošová (17 czerwca 1968 Hradec Králové) – bibliotekarz; od 2008 r. dyrektor Biblioteki Miejskiej w Hradcu Králové
- Pavel Aquilinas (ok. 1510-1520 Hradec Králové – 1567, 1568 czy 1599 Kyjov) – kapłan, poeta, humanista, typograf, tłumacz z łaciny i wydawca literatury religijnej
- Joseph Adam von Arco (27 stycznia 1733 Salzburg – 3 czerwca 1802 Graz), duchowny katolicki; 1776-1780 biskup hradecki
- Josef Arient (21 grudnia 1922 Žleby koło Kutnej Hory) – chemik organiczny; 1974–1989 pracował w Instytucie Badawczym Chemii Fotograficznej – Fotochema w Hradcu Králové
- Jan Arnolt z Dobroslavína st. (wokół 1627 – 1687) – drukarz i wydawca; czynny w latach 1655–1686
- Vilma Ascherlová (6 grudnia 1930) – aktorka; 1959–1978 członkini Teatru Klicpery w Hradcu Králové
- Bedřich Augustin (25 lutego 1885 Nové Dvory – 24 maja 1960 Nowe Miasto nad Metują) – duchowny katolicki i pedagog
- Otakar Auředníček (27 września 1868 Hrazené Rataje, dzisiaj Rataje nad Sázavou – 1 czerwca 1945 Praga) – urzędnik Kolei Państwowych, poeta, prozaik, tłumacz z francuskiego oraz włoskiego, 1918–1927 Dyrektor Kolei Państwowych w Hradcu Králové
- Bohuslav Balbín (3 grudnia 1621 Hradec Králové – 28 listopada 1688 Praga) – pisarz, historyk i pedagog
- Jaroslav Bartl (2 sierpnia 1906 Hradec Králové – 1 lipca 1945 Praga) – pisarz
- Otakar Bas (21 marca 1879 Hradec Králové – 18 marca 1939 Praga) – polityk, publicysta i wybitny adwokat
- Jan Baštecký (9 stycznia 1899 Praga – 9 lutego 1979 Hradec Králové) – lekarz, radiolog; współzałożyciel neuroradiologii czeskiej
- Slavoj Bednář (21 grudnia 1980) – mistrz świata w kulturystyce
- Josef Bek (21 grudnia 1918 Hradec Králové – 5 maja 1995 Praha) – aktor
- Josef Bidlo (22 lipca 1907 Praskačka – 2 lipca 1968 Hradec Králové) – karykaturzysta
- Danda Bronislav (10 stycznia 1930 Hradec Králové) – hokeista
- Jaroslav Brychta (19 sierpnia1899 Brno – 9 maja 1958 Hradec Králové) – lekarz, biometeorolog i bioklimatolog
- Karel Čapek (9 stycznia 1890 Malé Svatoňovice – 25 grudnia 1938 Praga) – pisarz, dziennikarz i dramatopisarz
- Jiří Červený (14 sierpnia 1887 Hradec Králové – 6 maja 1962 Praga) – aktor kabaretowy, satyryk, pisarz i kompozytor muzyki
- Václav František Červený (27 lipca 1819 Dubeč kół Pragi – 19 stycznia 1896 Hradec Králové) – wynalazca i producent instrumentów muzycznych
- Otakar Divíšek (18 stycznia 1953 Hradec Králové) – polityk i burmistrz miasta Hradec Králové
- Dominik Duka (26 kwietnia 1943 Hradec Králové) – dominikanin i były biskup diecezji Hradec Králové
- Jaroslav Durych (2 grudnia 1886 Hradec Králové – 7 kwietnia 1962 Praga) – pisarz
- Karel Jaromír Erben (7 listopada 1811 Miletín – 21 listopada 1870 Praga) – pisarz i poeta
- Viktor Fischl (w Izraelu znany jako Avigdor Dagan, 30 czerwca 1912 Hradec Králové – 28 maja 2006 Jerozolima) – pisarz
- Vladimír Fultner (28 lipca 1887 Hradec Králové – 2 października 1918 Zagreb) – architekt
- Josef Gočár (13 marca 1880 Semín – 10 września 1945 Praga) – architekt
- Karel Hála (2 października 1933 Hradec Králové – 6 lipca 2008 Praga) – wokalista i aktor
- Václav Hanka (10 czerwca 1791 Hořiněves – 12 stycznia 1861 Praga) – literat, językoznawca i pedagog
- Josef Chmela (18 lutego 1793 Třebíč – 28 lutego 1847 Praha) – pedagog i pisarz
- Vladimír Jiránek (6 czerwca 1938 Hradec Králové) – karykaturzysta
- Alois Jirásek (23 sierpnia 1851 Hronov – 12 marca 1930 Praga) – prozaik i dramatopisarz
- Václav Kafka (30 września 1868 Hradec Králové – 5 marca 1946 Praga) – lekarz, ortopeda
- Pavel Kalfus (29 kwietnia 1942 Hořice v Podkrkonoší) – artysta plastyk i lalkarz
- František Cyril Kampelík (28 czerwca 1805 Siřenov kół Lomnice nad Popelkou – 8 czerwca 1872 Kukleny) – lekarz, dziennikarz i propagator tworzenia ludowych kas oszczędności, zwanych później kampeličky
- Zdeněk Kaplan (1 grudnia 1928 Roudnička) – spadochroniarz; mistrz świata 1958 i 1960
- Karel Slavoj Kašpar (5 maja 1876 České Meziříčí – 3 września 1954 Hradec Králové) – współtwórca turystyki czeskiej
- Vladimír Klevis (5 lutego 1933 Hradec Králové – 31 maja 1998 Praga) – dziennikarz i prozaik
- Václav Kliment Klicpera (23 listopada 1792 Chlumec nad Cidlinou – 15 września 1859 Praga) – pisarz i dramatopisarz
- Otakar Klumpar (25 lutego 1860 Skalica, Słowacja – 3 grudnia 1915 Hradec Králové) – lekarz, polityk i organizator miejscowego życia kulturalnego
- Jan Kořenský (24 maja 1937 Hradec Králové) – językoznawca, bohemista
- Jan Kosina (27 grudnia 1860 Hradec Králové – 15 maja 1926 Praga) – polityk i adwokat
- Jaroslav Kosina (26 kwietnia 1862 Hradec Králové – 15 lutego 1928 Praga) – historyk i geograf
- Jan Kotěra (18 grudnia 1871 Brno – 17 kwietnia 1923 Praga) – architekt, publicysta, teoretyk architektury i malarz
- Josef Krofta (30 marca 1943 Uherské Hradiště) – reżyser i dyrektor Teatru Drak
- Josef Jaroslav Langer (12 listopada 1806 Lázně Bohdaneč – 28 kwietnia 1846 Lázně Bohdaneč) – dziennikarz, poeta i satyryk
- Jaroslav Lichtenberg (6 sierpnia 1906 Vysoké Mýto – 21 kwietnia 1997 Praga) – lekarz, chirurg
- Rudolf Lodgman von Auen (21 grudnia 1877 Hradec Králové – 11 grudnia 1962 Monachium) – polityk i adwokat
- Jan Loevenstein (20 sierpnia 1886 Hradec Králové – 1 maja 1932 Brno) – ekonomista
- Karel Loevenstein (24 sierpnia 1885 Hradec Králové – 2 lutego 1938 Praga) – adwokat i przemysłowiec
- Pavel Lukl (21 kwietnia 1905 Praga – 4 grudnia 1995 Olomouc) – lekarz, kardiolog
- Emanuel Macek (11 kwietnia 1924 Hradec Králové – 27 marca 1997 Praga) – historyk literatury
- Bohuslav Mašek (1 grudnia 1868 Hradec Králové – 29 sierpnia 1955 Ondřejov) – astronom
- Vladimír Matoušek (22 czerwca 1900 Hrubá Vrbka, powiat Hodonín – 30 października 1977 Hradec Králové) – reżyser teatralny i lalkarz; 1958-64 dyrektor Teatru Drak
- Rudolf Medek (8 stycznia 1890 Hradec Králové – 22 sierpnia 1940 Praga) – pisarz i generał wojska czechosłowackiego
- Zuzana Navarová (18 czerwca 1959 Hradec Králové – 7 grudnia 2004 Praha) – piosenkarka i kompozytorka
- Karel Otčenášek (13 kwietnia 1920 České Meziřící – 23 maja 2011 Hradec Králové) – były biskup diecezji Hradec Králové
- Oldřich Palhaun (30 maja 1913 Třebechovice pod Orebem) – malarz i grafik
- Karel Petr (26 lutego 1930 Hradec Králové) – śpiewak operowy
- Antonín Petrof (15 sierpnia 1839 Hradec Králové – 7 września 1915 Hradec Králové) – założyciel firmy Petrof
- Josef Václav Bohuslav Pilnáček (21 lutego 1877 Hradec Králové – 11 maja 1949 Hradec Králové) – fabrykant, polityk i były burmistrz miasta Hradec Králové
- Jan Ladislav Pospíšil (24 grudnia 1848 Trutnov – 6 marca 1893 Hradec Králové) – właściciel firmy drukarskiej, wydawca książek, polityk i pierwszy zastępca burmistrza miasta Hradec Králové
- Vladimír Preclík (23 maja 1929 Hradec Králové – 3 kwietnia 2008 Hradec Králové) – rzeźbiarz
- Jaroslav Procházka (15 stycznia 1913 Kolín – 29 grudnia 2003 Hradec Králové) – lekarz, wielka postać w chirurgii czeskiej
- Ivan Rajmont (29 lipca 1945 Hradec Králové) – reżyser teatralny
- Jaroslav Rajzík (3 maja 1940 Hradec Králové) – fotograf
- Karel Rokitanský (19 lutego 1804 Hradec Králové – 23 lipca 1878 Wiedeń) – lekarz, założyciel i profesor anatomii patologicznej
- Bohumil Ryba (8 listopada 1900 Hradec Králové – 6 lutego 1980 Černošice u Prahy) – filolog klasyczny, edytor i tłumacz
- Ryksa Elżbieta (1 września 1288 Poznań – 19 października 1335 Brno) – królowa czeska i polska
- Jan Řezníček (24 stycznia 1932 Hradec Králové – 11 czerwca 1993 Brno) – dyrygent
- Vilém Santholzer (11 lipca 1903 Zbožňov, powiat Chrudim – 22 października 1972 Hradec Králové) – fizyk
- Jiří Schneller (28 stycznia 1922 Hradec Králové – 30 kwietnia 1991 Praga) – technik
- Karel Schulz (6 maja 1877 Kukleny – 13 grudnia 1932 Komořany, powiat Most) – technik i fabrykant
- Kateřina Siniaková – tenisistka
- Ota Sklenčka (19 grudnia 1919 Hradec Králové – 10 października 1993 Praga) – aktor
- Miroslav Sládek (24 października 1950 Hradec Králové) – polityk
- Aleš Smetana (6 kwietnia 1931 Hradec Králové) – entomolog
- Jan Smetana (12 maja 1883 Svobodné Dvory – 13 sierpnia 1962 Praga) – profesor hydrologii
- Tereza Smitková – tenisistka
- František Smotlacha (30 stycznia 1884 Třebeš – 18 czerwca 1956 Praga) – pedagog i popularyzator zbierania grzybów
- Norbert Snítil (26 sierpnia 1933 Hradec Králové – 29 czerwca 1991 Ústí nad Labem) – reżyser teatralny i dramaturg
- Bořivoj Sobíšek (14 listopada 1933 Hradec Králové) – meteorolog
- Vladimír Srb (23 lutego 1931 Hradec Králové) – biolog
- Otakar Srdínko (1 stycznia 1875 Svobodné Dvory – 21 grudnia 1930 Praga) – lekarz i polityk; 1925-26 minister edukacji narodowej, 1926-29 minister rolnictwa
- Miroslav Suchý (28 maja1933 Brno – 3 lipca 1991 Hradec Králové) – aktor
- Jaroslav Svěcený (8 grudnia 1960 Hradec Králové) – skrzypek
- Jan Šafránek (9 kwietnia 1948 Hradec Králové) – malarz
- Miroslav Šercl (14 lutego 1908 Praga – 14 września 1972 Hradec Králové) – lekarz, neurolog
- František Škroup (3 czerwca 1801 Osice – 7 lutego 1862 Rotterdam) – kompozytor i dyrygent, który skomponował czeski hymn narodowy
- František Štolba (24 marca 1839 Hradec Králové – 4 kwietnia 1910 Praga) – chemik
- Alois Švec (21 marca 1931 Hradec Králové – 10 grudnia 1989 Brno) – matematyk
- Václav Švorc (21 maja 1919 Hradec Králové) – aktor i reżyser teatralny
- Jiřina Švorcová (25 maja 1928 Hradec Králové-Kociánovice – 8 sierpnia 2011 Praga-Malvazinky) – aktorka
- Oldřich Taraba (9 października 1922 Hradec Králové) – fizyk i technik
- František Tomášek (1871–1938) (12 marca 1871 Kukleny – 4 października 1938 Praga) – polityk i dziennikarz; 1920-25 przewodniczący Izby Deputowanych.
- Václav Vladivoj Tomek (31 maja 1818 Hradec Králové – 12 czerwca 1905 Praha) – historyk
- Josef Kajetán Tyl (4 lutego 1808 Kutná Hora – 11 lipca 1856 Plzeň) – pisarz i dramaturg
- František Ulrich (6 lutego 1859 Hradec Králové – 18 maja 1939) – polityk i burmistrz miasta Hradec Králové
- Petr Ulrych (21 lutego 1944 Hradec Králové) – wokalista, kompozytor; współzałożyciel zespołu Javory
- Jan Urban (ur. 1951) (27 marca 1951 Hradec Králové) – dziennikarz
- Emil Vachek (2 lutego 1889 Hradec Králové – 1 maja 1964 Praga) – dziennikarz, pisarz i dramaturg
- Karel Vaníček (16 października 1951 Hradec Králové) – meteorolog
- Vratislav Vaníček (16 października 1947 Hradec Králové) – historyk
- Jaroslav Raimund Vávra (8 marca 1922 Hradec Králové – 5 maja 1990 Praga) – dziennikarz, publicysta i krytyk filmowy
- Otakar Vávra (28 lutego 1911 Hradec Králové) – reżyser filmowy
- Jaroslav Vavrda (24 lipca 1898 Štoky – 13 grudnia 1979 Hradec Králové) – lekarz, ortopeda
- Vladimír Vavřínek (5 sierpnia 1930 Hradec Králové) – historyk
- Miroslav Vigner (18 grudnia 1920 Mladá Boleslav – 30 listopada 1982 Hradec Králové) – technik
- Oldřich Vlasák (26 listopada 1955 Hradec Králové) – poseł do Parlamentu Europejskiego i były burmistrz miasta Hradec Králové
- Ivan Vodochodský (26 czerwca 1963 Praga) – aktor
- Josef Voženílek (19 lipca 1898 Předměřice nad Labem – 31 stycznia 1983 Bad Reichenhall, Niemcy) – polityk, ekonomista i biznesmen
- Alois Vrba (14 maja 1901 Plotiště nad Labem – 4 czerwca 1981 Praga) – technik
- Vlastimil Vrtiš (24 grudnia 1889 Přibyslavi – 13 lutego 1990 Hradec Králové) – lekarz, embriolog
- Stanislav Vydra (13 listopada 1741 Hradec Králové – 3 grudnia 1804 Praga) – kapłan, profesor matematyki
- Otto Vychytil (12 września 1898 Rosice, powiat Chrudim – 22 lipca 1976 Hradec Králové) – lekarz, pediatra
- Olga Vyleťalová (8 sierpnia 1944 Hradec Králové) – malarka
- Jiří Vyšohlíd (ur. 16 lutego 1943 Hradec Králové) – lalkarz i kompozytor muzyki
- Gerhard Waberžinek (24 kwietnia 1943 Liberec) – lekarz, profesor neurologii
- Bohumil Waigant (26 stycznia 1885 Praga – 17 sierpnia 1930 Hradec Králové) – architekt
- Radim Wozniak (29 stycznia 1978) – piłkarz, obrońca; od 2007 członek FC Hradec Králové
- Florian Wrastill (31 marca 1717 Hradec Králové – 24 kwietnia 1758 Mariazell, Austria) – kompozytor
- Jarmila Zábranská-Sychrová (7 sierpnia 1910 Hradec Králové) – malarka i grafik
- Jiří Zadina (27 lutego 1932 Trebišov, Słowacja – 8 sierpnia 2008 Hradec Králové) – dziennikarz i pisarz, 1960–1969 oraz 1990–1992 redaktor dzienniku Pochodeň, 1993–1994 wydawca czasopisma Hudební nástroje
- Josef Zadina (12 lipca 1955 Česká Lípa) – dyrektor chóru; od 2002 założyciel i dyrektor Chóru Katedralnego Cantores Gradecenses Hradec Králové
- Zdeněk Záhoř (10 lipca 1881 Praga – 16 sierpnia 1931 tamże) – profesor gimnazjum, pisarz i dramaturg, 1909–1913 uczył w Hradcu Králové
- Dobromil Zahradník (11 czerwca 1925 Pardubice – 11 czerwca 1991 tamże) – pedagog, malarz, rzeźbiarz oraz grafik
- Jan Zajíc (1943–1976) (29 lipca 1943 Ołomuniec – 10 maja 1976 Hradec Králové) – reżyser teatralny; 1975–1976 członek Teatru Klicpery w Hradcu Králové
- Marek Zákostelecký (16.září 1970 Písek) – scenograf lalkarski; od 1994 r. członek Teatru Smok w Hradcu Králové
- Vladimír Zákrejs (31 lipca 1880 Praga – 18 lipca 1948 Hradec Králové) – architekt, reżyser i autor gier lalkowych
- Daniel Zápotočný (10 stycznia 1977) – hokeista, obrońca; członek HC Hradec Králové
- Jiří Zástěra (9 listopada 1913 Skuteč – 15 sierpnia 1983 Holice) – piłkarz, obrońca; członek FC Hradec Králové
- Kateřina Zavázalová (14 września 1990 Chlumec nad Cidlinou) – koszykarka; od 2007 zawodniczka Sokola Hradec Králové
- Ladislav Zeman (23 listopada 1949 Dvůr Králové nad Labem) – reżyser i dyrektor Teatru im. Klicpery
- Josef Liboslav Ziegler (10 grudnia 1782 Hradec Králové – 23 maja 1846 Chrudim) – duchowny, pedagog, poeta i tłumacz
- Petr Zieris (19 marca 1989) – piłkarz, obrońca; członek FC Hradec Králové
- Stanislav Zindulka (5 maja 1932 Jilemnice) – aktor; 1955–1959 a 1960–1967 członek Teatru Klicpery w Hradcu Králové
- Miroslav Zounar (15 czerwca 1932 Osečnice u Rychnova nad Kněžnou – 28 marca 1998) – aktor; 1962–1975 członek Teatru Klicpery w Hradcu Králové

## Kultura
Dzisiaj w mieście działa wiele instytucji kulturalnych, na przykład:
- Teatr Klicpery
- Teatr Drak (Smok)
- Galeria Sztuki Nowoczesnej
- Filharmonia Hradec Králové
- Muzeum Czech Wschodnich itd.

Jest także znane dzięki wielu festiwalom teatralnym (Divadlo evropských regionů, 1995) i muzycznym (Jazz Goes To Town, 1995; Hip Hop Kemp, 2002) z udziałem międzynarodowym.

### Teatry
Pierwszym budynkiem teatralnym, w którym odbywały się przedstawienia dramatyczne była sala restauracji U zlatého orla, w którym z 1796 r. działał zespół amatorski. Na początku lat 80. XIX wieku wielu mieszkańców miasta chciało zbudować nowoczesny teatr. Zorganizowano w 1883 r. zbiórkę publiczną w celu pozyskania części środków potrzebnych do budowy gmachu. W tym samym roku magistrat zatwierdził plany architekta Viktora Weinhengsta. Nowy budynek został wzniesiony w latach 1884–1885 i uroczysta premiera sztuki V. K. Klicpery w pięciu aktach Eliška Přemyslovna (Elżbieta Przemyślidka) odbyła się 24 marca 1885. W 1949 r. rozpoczął swoją działalność zespół profesjonalny. Teatr często zmieniał nazwę (1949-61 Krajské oblastní divadlo Hradec Králové, 1961-68 i 1971-90 Divadlo Vítězného února, 1968-71 i z 1990 r. Klicperovo divadlo/Teatr Klicpery). W 1980 r. została jego częścią scena studyjna Beseda. Jego bogaty repertuar obejmuje klasykę i sztuki współczesne. Na deskach teatru występowali, m.in.: Jiřina Jelenská, Stanislav Zindulka i w teatru działało mnóstwo wybitnych reżyserów (Jan Grossman; Miroslav Krobot; Vladimír Morávek; Milan Pásek, 1954-67). W latach 1998, 1999, 2001 oraz 2003 otrzymał Teatr Klicpery teatralną Nagrodę Alfréda Radoka. Ostatnim ważnym wydarzeniem była premiera sztuki Václava Havla Odcházení (Odejście), druga premiera tej sztuki w Czechach po praskim Teatru Archa.

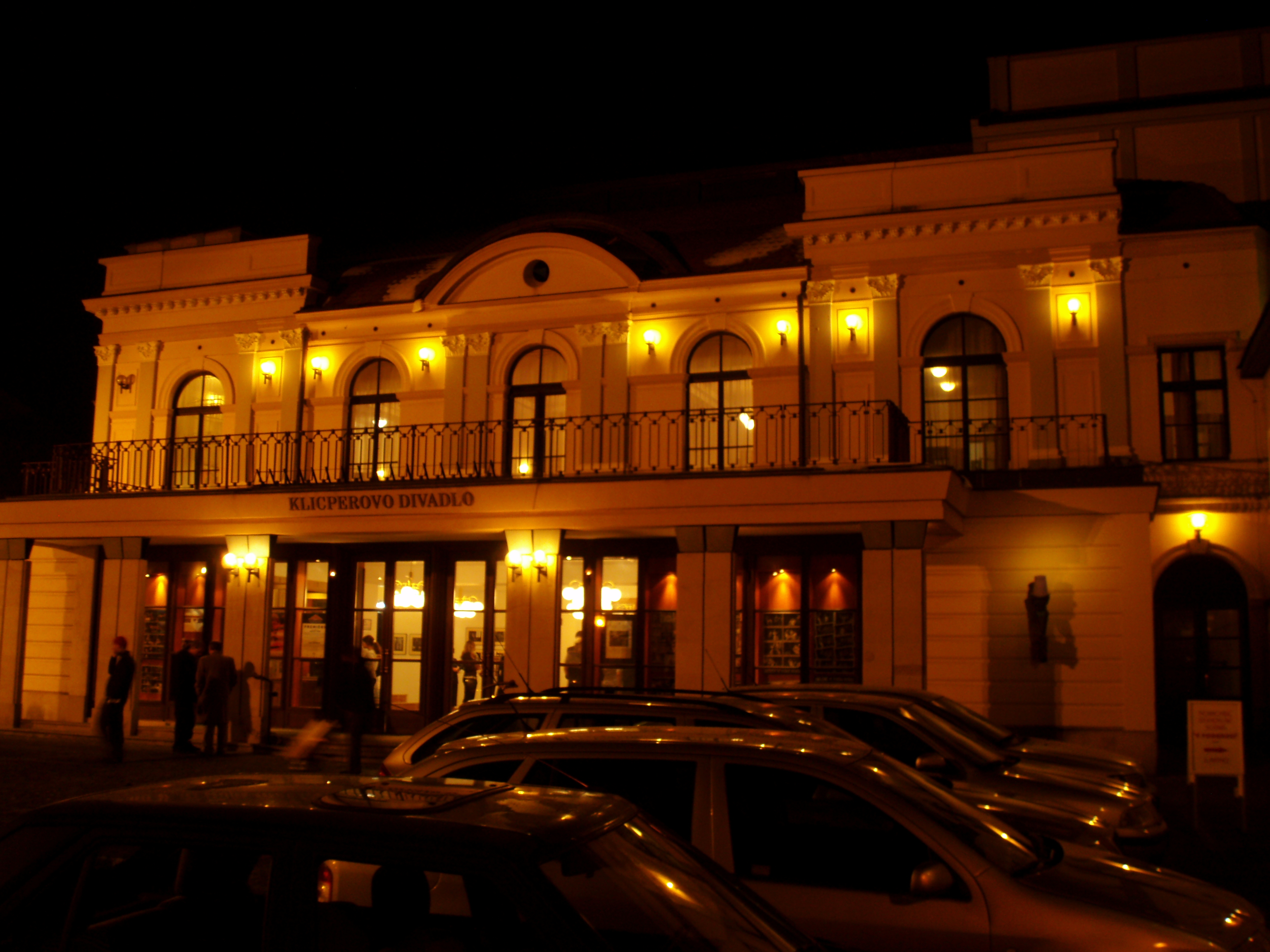
Teatr Klicpery

Obok teatru profesjonalnego egzystowały też znane zespoły amatorskie (Klicpera, 1868 pod nazwą Divadelní jednota ochotnická; Divadelní ochotníci Živnostensko-čtenářské jednoty, 1883; Čtenářsko ochotnická jednota dělníků na Pražském Předměstí, 1885; Zábavní spolek Svornost, 1889; Beseda Komenský, 1897; Tyl, 1907; Lidová scéna, 1927; Mladá scéna ČSM, 1947; Lidová opera, 1951; DS Kulturního domu ROH, 1961; Jesličky při ZUŠ Na Střezině, 1999).
Z 1958 r. działa także lalkowy Teatr Drak (1958-68 pod nazwą Východočeské loutkové divadlo oraz 1968-92 Východočeské loutkové divadlo Drak), który ma od 1961 r. swoją siedzibę w budynku byłego Domu Studenckiego i jego główną postacią jest reżyser Josef Krofta oraz jego syn Jakub.

### Kina
Na początku XX wieku przyjeżdżało do miasta kino objazdowe. Przy przybudowie Grandhotelu (1911) zostało otwarte kino w Ogrodzie Palmowym (dla 1000 widzów) i w 1913 r. był pokazywany pierwszy film dźwiękowy. W tym samym roku powstało w budynku Strzelnicy (Střelnice) LIDOBIO – Lidový biograf. W latach 1919–1920 koło Strzelnicy został wzniesiony nowy budynek tylko dla kina. Wraz z nadejściem ery komunistycznej kina miejscowe zostały przemianowane. Pierwotne kino Slavie zdobyło nazwę Jas, byłe kino Lido zostało nazwane Moskva, kino Sokol było kinem Oko, kino kukleńskie Světozor nazywało się Svět oraz Slavia v dzielnicy Plotiště niosło nazwę Lípa. Po upadku reżymu komunistycznego stopniowo zanikały, przetrwało jedynie kino Centrál, powstałe w 1929 r., oraz w 2001 r. zostało założone Multikino CineStar.

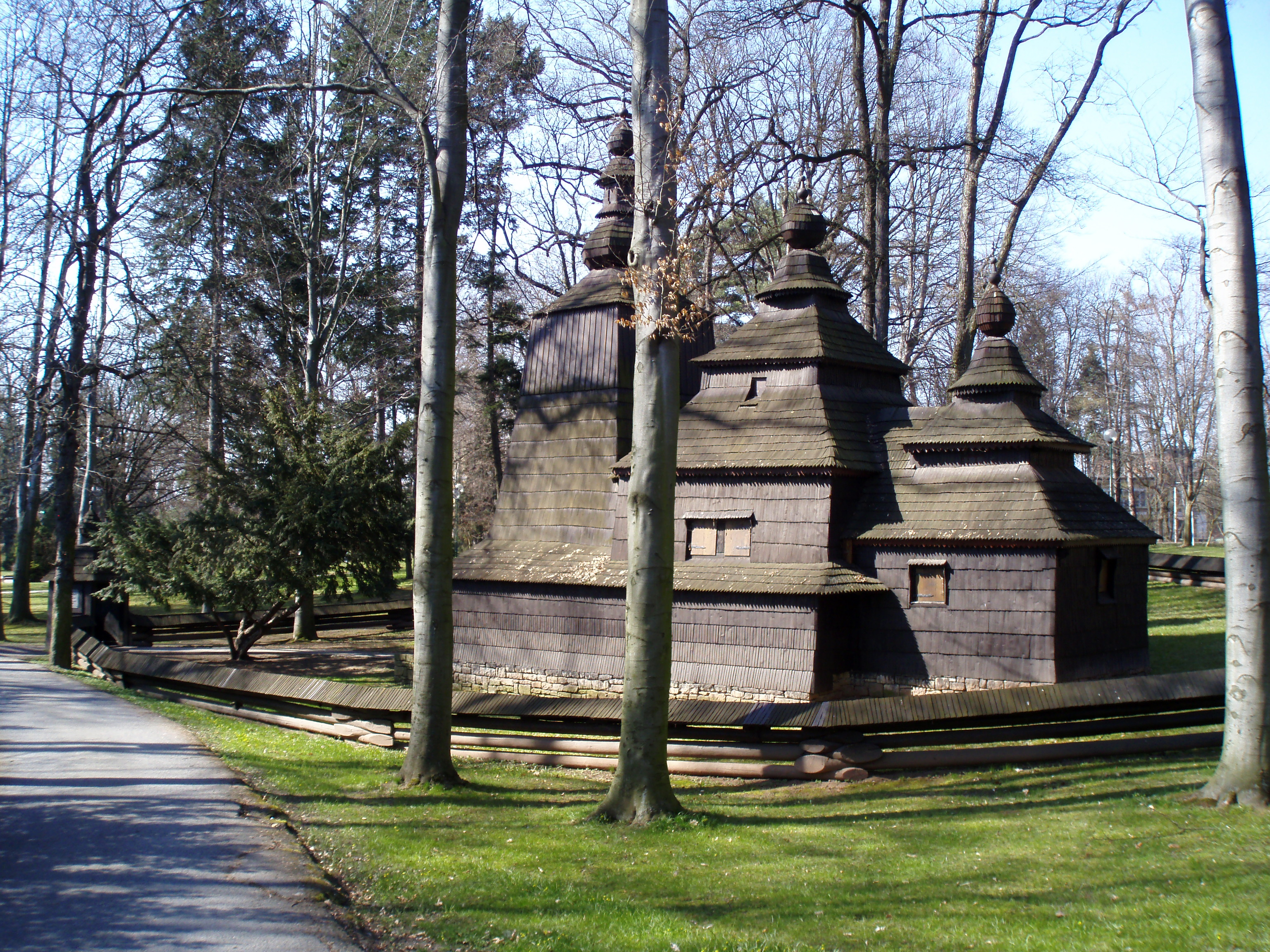
Kościółek św. Mikołaja

### Biblioteki, muzea i galerie
Największy sukces w dziejach miasta odniosła biblioteka Palackého čítárna z 1898 r., która była w centrum zainteresowania czytelników aż do pierwszych lat niepodległości Republiki Czechosłowackiej. Jej siedziba znajdowała się najpierw w domu nr 33 na Placu Wielkim i z 1913 r. w domu U Špuláků. Obok niej są znane też Veřejná lidová knihovna z 1896 r. oraz Veřejná knihovna města Hradce Králové z 1894 r. Ta później połączyła się z Czytelnią Palackiego. W 1939 r. jej przemieszczono do byłego banku Záložní a úvěrový ústav przy ulicy Tomkowej, gdzie jest do dzisiaj.
Długą tradycję bibliotekarstwa hradeckiego nie naruszył rząd komunistyczny. Do budynku byłej synagogi była przemieszczona Krajowa Biblioteka Naukowa (z 1949 r. jako Státní studijní knihovna Zdeňka Nejedlého, z 1954 Státní vědecká knihovna Zdeňka Nejedlého). Ta w 1958 r. została połączona z Regionalną Biblioteką Ludową (Krajská lidová knihovna) pod nazwą Biblioteka Regionalna (Krajská knihovna), ale w 1960 r. doszło do reorganizacji bibliotekarstwa czechosłowackiego i jej wynikiem było utworzenie oddzielnej Biblioteki Powiatowej (Okresní knihovna) i Państwowej Biblioteki Naukowej w Hradcu Králové. Po 1989 r. przeszła biblioteka naukowa transformację. W 2001 r. pod nazwą Studijní a vědecká knihovna przejął ją od państwa Kraj hradecki. Od 2008 r. ma nowy budynek na nabrzeżu rzeki Orlicy w pobliżu Uniwersytetu.
Muzeum powstało w Hradcu Králové w 1880 r. Po raz pierwszy jego zbiory zostały otwarte dla publiczności 1 lutego 1885 w kaplicy św. Wacława w domu nr 33 na Placu Žižki. Muzeum było początkowo podzielone na dwa działy – archeologiczny oraz przemysłowy. W 1896 r. z tych działów powstały dwa niezależne od siebie muzea – Miejskie Muzeum Historyczne i Muzeum Przemysłowe dla Północno-Wschodniej Części Królestwa Czeskiego. Na początku XX wieku były zbiory rozproszone w kilku budynkach. W latach 1909–1912 został wzniesiony nowy budynek według projektu Jana Kotěry. W okresie międzywojennym otwarto kolejne muzea (np. w 1939 r. Muzeum Przyrodnicze) i galerię miejską (1936). Po II wojnie światowej zostały wszystkie muzea połączone. W 1959 r. utworzono Muzeum Kraju Hradeckiego, które często zmieniało swoją nazwę (Krajský vlastivědný ústav, Krajské vlastivědné muzem). W 1974 r. zostało połączone z muzeum pardubickim pod nazwą Regionalne Muzeum Czech Wschodnich (Krajské muzeem východních Čech). W formie tej pozostało aż do 1991 r., kiedy powołane zostało Wschodnioczeskie Muzeum w Pardubicach. Od tej pory muzeum hradeckie nosi nazwę Muzeum Czech Wschodnich w Hradcu Králové. Dzisiaj kolekcja muzeum obejmuje przedmioty ze wszystkich epok i najstarsze eksponaty pochodzą z czasów przedhistorycznych. Prócz bogatych zbiorów przyrodniczych i archeologicznych muzeum gromadzi dzieła sztuki, przedmioty etnograficzne oraz numizmatyczne z czasów prehistorycznych do dziś. W 1993 r. został jego częścią Pomnik bitwy 1866 roku w Chlumie.
Galeria Sztuki Współczesnej z 1953 r. należy do najważniejszych galerii w Czechach. Główna część zbiorów to dzieła malarzy i rzeźbiarzy przełomu wieku XIX i XX (Antonín Hudeček, Jan Preisler, Václav Radimský, Antonín Slavíček), ale znajdują się tu również wspaniałe dzieła artystów sztuki współczesnej (Jiří Balcar, Vladimír Boudník, Vladimír Fuka, Jiří Kolář, Bohumil Kubišta, Mikuláš Medek, Robert Piesen, Zdeněk Sklenář, František Tichý, Josef Váchal, Jan Zrzavý).
W 2008 r. w RegioCentrum Nový pivovar została otwarta Galeria Vladimíra Preclíka, która prezentuje prace tego autora. Oprócz tych dwóch galerii istnieją także liczne galerie prywatne, np. Galerie Barbara (1990), Galerie Rondo (1993) i Galerie Koruna (2000).

### Muzyka
W muzyce średniowiecza dominował język łaciński, gdyż była związana głównie z praktykami religijnymi Kościoła katolickiego. Z tego czasu zachowały się śpiewniki liturgiczne (antyfonarze) oraz zbiory śpiewów mszalnych (graduały).
Później powstawały stowarzyszenia mieszczan, którzy śpiewali w kościele (tzw. Literátské bratrstvo). Jednym z zachowanych zabytków tego czasu jest zdobiony Kancjonał Jana Franusa z 1505 r. (autorem jest Janáček Zmizelý z Písku) o rozmiarach 42 × 72 cm czy graduał z lat 1578–1590 pisarza miejskiego Mateusza Litoměřickiego, malarza chrudimskiego Mateusza Radouša oraz kantora Jerzego Rychnovskiego.
Pierwsze drukowane kancjonały pojawiły się na początku XVII wieku: Slavíček rajský na stromě života slávu Tvorci svému prozpěvující (1719, autorem wikariusz chroustovicki Jan Josef Božan) oraz Cytara napisana przez jezuitę A. Koniáša.
W 1785 r. decyzją cesarza Józefa II rozwiązano Bractwa Literackie i ich majątek został sprzedany.
W 1859 r. został założony męski chór Slavjan i w 1898 r. chór kobiecy Eliška. Na przełomie XIX i XX wieku w gimnazjalnym środowisku Hradca Králové studenci (Jiří Červený, Rudolf Medek, František Kryštof, Otto Pik i bracia Formánkowie) stworzyli kabaret Mansarda, podstawę późniejszego znanego kabaretu praskiego Červená sedma.
Pierwszą orkiestrą symfoniczną w mieście była Filharmonická jednota, która istniała w latach 1887–1902. Jej naśladowcami były: Místní orchestrální sdružení (1919–1920) oraz Hudební odbor Sokola (pierwszy koncert w Teatru Klicpery 9 kwietnia 1921 r.). W lipcu 1921 została orkiestra przemianowana na Filharmonię Sokoła. W 1941 r. władze okupacyjne zarządziły jej zamknięcie. Następnie w 1942 r. została powołana Miejska Orkiestra Symfoniczna. Po zakończeniu II wojny światowej była podzielona na dwa segmenty. Filharmonia Sokoła odnowiła działalność w 1946 r. Stopniowo zniknął z nazwy wyraz „Sokół”, zmniejszyła się jakość i w 1965 r. zniknęła ze sceny.
Dzisiaj jest największą organizacją muzyczną w mieście Filharmonia Hradec Králové (wcześniej Operní orchestr města Hradce Králové, Symfonický orchestr Hradec Králové, Státní symfonický orchestr Hradec Králové), która została założona jako podstawa dla przyszłej Opery Miejskiej (z braku finansów nie powstała) i rozpoczęła swoją pracę w Mýtskiej wieży 10 sierpnia 1978 r.
Warto zauważyć także Orkiestrę Dętą Miasta Hradec Králové. Ta opiera się na tradycji pierwszej orkiestry dętej z 1921 r., która była włączana do części muzycznej towarzystwa sportowego DTJ (Dělnická tělovýchovná jednota, 28 lipca 1921 r.). i z 1951 r. była związana z zakładem ZVU.
W 1982 r. został założony przez Jerzego Skopala chór chłopięcy Boni pueri. Do tej pory zespół wystąpił na kilku tysiącach koncertów w Czechach i za granicą, kilkakrotnie występował obok znanych gwiazd muzycznych (José Carreras). W jego cieniu pozostaje chór dziecięcy Jitro, który w Hradcu Králové działa od 1973 r. i opiera się na tradycji zespołów Královéhradečtí zpěváčci z 1939 r. oraz Královéhradecký dětský sbor z 1968 r.
Do najważniejszych reprezentantów miejscowej muzyki popularnej należy zespół muzyczny Kantoři, który założyli w 1970 r. studenci Wydziału Pedagogicznego. Bardzo znanym jest także ostrawski piosenkarz Pavel Dobeš. Mieszka w Hradcu od 1985 r.

### Radio i telewizja
Pierwszą audycją radiową były informacje o ruchu wojsk niemieckich nadawane w Hradcu Králové 5 maja 1945 r. Są one związane z nazwiskami miejscowych radioamatorów – Josefa Čupra oraz inż. Augustina Ševčíka. Stacja kontynuowała nadawanie do 19 sierpnia 1945 r., ale jej treścią był tylko szereg apeli, zawiadomień oraz proklamacji dla repatriantów i więźniów powracających z obozów koncentracyjnych.
Początkiem realnego nadawania programów radiofonicznych jest 26 sierpnia 1945 r., kiedy zaczęła nadawać Radiostacja Wschodnioczeska, która stała się w listopadzie 1950 r. częścią Czeskiego Radia. I od tamtej pory działa do dziś w mieście radio publiczne. 26 lutego 1999 r. nadaje z odbudowanego budynku przy ulicy Havlíčkovej, który został wyposażony w najnowszą technologię cyfrową.
Pierwszą prywatną stacją radiową z siedzibą w Hradcu Králové było Rádio Labe. Jego sygnał na częstotliwości 103,4 MHz zaczął rozprzestrzeniać się z hoděšovickej wieży telekomunikacyjnej w maju 1993 r. Brak subwencji, zwiększenie konkurencji w eterze, brak doświadczenia zawodowego personelu, trudna sytuacja finansowa jednego z właścicieli, to wszystko prowadziło do końca stacji w czerwcu 1995 r.
W 1994 r. pojawiło się Rádio OK, które zostało połączone 1 lipca 2010 z Rádio Blaník, środkowoczeską rozgłośnią radiową.
Do miasta zostało też przeniesione trutnowskie Rádio Černá Hora, które powstało w sierpniu 1993.
Oprócz radia działa w mieście Regionalna redakcja Telewizji Czeskiej. W 1997 r. uruchomiona została telewizyjna stacja komercyjna Galaxie (w 2001-02 pod nazwą TV3). Później z niej były utworzone stacje TV Praha oraz TV Hradec Králové i w 2005 r. zakończyły nadawanie ze względu na brak zainteresowania publiczności.

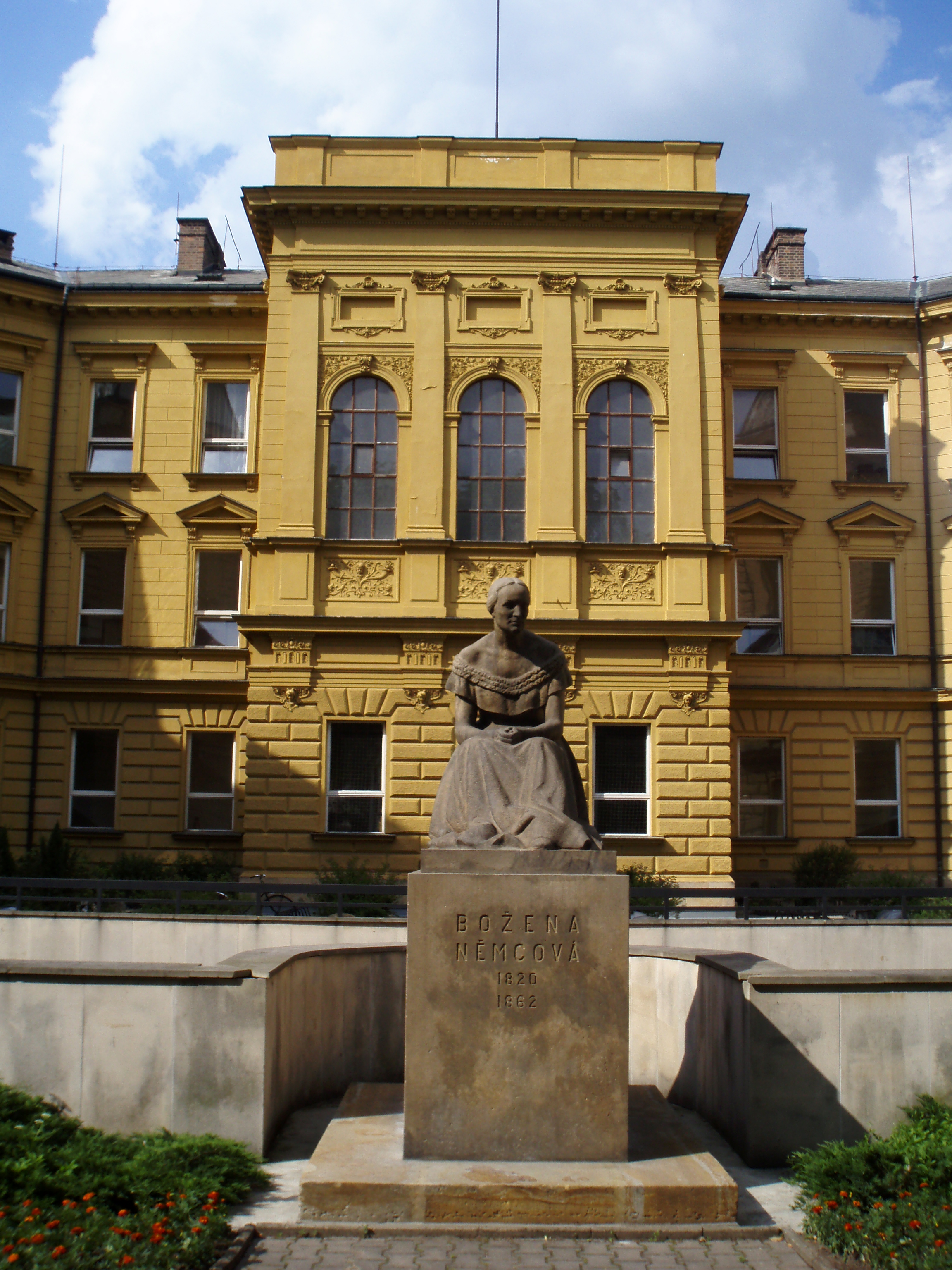
Gimnazjum im. Boženy Němcowej

### Edukacja
Hradec Králové już od średniowiecza był ośrodkiem szkolnictwa. Pierwszą wybitną postacią był burmistrz Martin Cejp z Peclinovce (1544-1599), który wybudował szkołę i był konsekwentnym opiekunem łacińskiego szkolnictwa. W szkole pracowali Valentin Kochan z Prachové (1561?-1621) oraz Jan Kampanus Vodňanský, późniejszy rektor Uniwersytetu Karola. Potem przyszła katastrofa w postaci wojny trzydziestoletniej.
Po utworzeniu biskupstwa w 1664 r. nastąpił rozkwit szkolnictwa kościelnego.
Cesarz Józef II nadał miastu wygląd niemiecki, ale wokół teatru, seminarium oraz gimnazjum utrzymała się tradycja narodowa i ruch patriotyczny. W gimnazjum studiowali Václav Hanka, Josef Jaroslav Langer, Josef Kajetán Tyl, Karel Jaromír Erben, František Škroup, w latach 60. XIX wieku Alois Jirásek i na początku XX wieku Karel Čapek i Emil Vachek.
Powstanie Czechosłowacji pociągało za sobą szybki rozwój szkół średnich i podstawowych. W latach 1924–1927 powstał tzw. Areał szkolny na nabrzeżu Tyla, według projektu arch. Jana Gočára.
Po zakończeniu II wojny światowej rozwinęło się szkolnictwo wyższe. W 1959 r. powstał Instytut Pedagogiczny, który przygotowywał nauczycieli szkół podstawowych. Sierpień 1964 r. przyniósł powstanie samodzielnego Fakultetu Pedagogicznego. Ta szkoła stała się po reformie czeskiego szkolnictwa wyższego w 1976 r. kształciła także nauczycieli szkół średnich. Po jej przekształceniu w 1992 r. powstała Wyższa Szkoła Pedagogiczna, a następnie 1 września 2000 r. Uniwersytet Hradec Králové (łac. Universitas reginaegradecensis). składający się obecnie z czterech wydziałów – pedagogicznego, filozoficznego, przyrodniczego oraz informatyki i zarządzania. W mieście są także zamiejscowe wydziały medyczny (1945 r.) i farmaceutyczny (1969 r.) Uniwersytetu Karola i fakultet medycyny wojskowej Uniwersytetu obrony (pierwotnie Wojskowa Akademia Medyczna im. Jana Evangelisty Purkynie, 1951 r.).

## Sport
Sport ma w Hradcu Králové długą, ponad stuletnią tradycję. Pierwsza czeska gimnastyczna i patriotyczna organizacja pod nazwą Tělocvičná jednota v Hradci Králové została założona 7 stycznia 1866 i dziewięć lat później stworzyła własną Straż Pożarną oraz zmieniła nazwę na Tělocvično-hasičská jednota Sokol. Była organizatorem imprez sportowych oraz gospodarzem Narodowych balów. Pierwsza próba założenia KCT w Hradcu Králové nastąpiła w 1895 r., ale z powodu małego zainteresowania i niezrozumienia ze strony mieszkańców organizacja po dwóch latach zakończyła działalność. Zebranie założycielskie oddziału KCT odbyło się dopiero w 1911 r. Pierwsza dekada niezależnej Czechosłowacji doprowadziła do rozwoju tej organizacji, która m.in. w 1925 r. uroczyście otworzyła w Górach Orlickich schronisko Masarykova chata, cztery lata później stworzyła Sekcję narciarską (Lyžařský a sáňkařský kroužek, z 1931 r. Lyžaři KČST) i działa do dziś, z wyjątkiem okresu komunistycznego. Oprócz tych organizacji istniały w mieście kluby piłki nożnej (z 1905 r. FC Hradec Králové wówczas pod nazwą SK Hradec Králové), łyżwiarstwa oraz hokeju na lodzie (z 1925 dzisiejszy Mountfield Hradec Králové pod nazwą Bruslařský klub Hradec Králové).
Najważniejszy lokalny klub piłkarski, już wspomniany FC Hradec Králové, był w sezonie 1959-60 mistrzem Czechosłowacji i w 1995 r. zdobywcą Pucharu ČMFS. Miasto ma na swoim koncie jeszcze jeden znaczący sukces sportowy. Drużyna Železničářky Hradec Králové w sezonach 1945/46 oraz 1946/47 była zwycięzcą Czechosłowackiej Pierwszej Ligi Koszykówki Kobiet.
Sztuczne lodowisko kryte zostało oddane do użytku w 1950 r., a 46 lat później zbudowano drugi budynek z kolejną płytą lodowiska.
Pierwsze boisko przeznaczone do gry w piłkę nożną powstało w 1898 r. za koszarami Wasserkaserne koło byłej Bramy Morawskiej. Tutaj grał w 1901 r. Klub Sportowy. Boisko wkrótce nie spełniało wymogów i w 1907 r. zostało zbudowane boisko U nemocnice. 26 września 1919 podczas meczu z SK Smíchov została otwarta zadaszona trybuna dla 500, a w maju 1955 r. dla 6000 kibiców. Na tym boisku 6 czerwca 1960 został Spartak Hradec Králové mistrzem ligi pokonując Slovan Nitra 4:0.
W 1959 zostały rozpoczęte prace związane z budową nowego Stadionu Ogólnosportowego dla ponad 25 000 widzów (według planów Františka Steinera). Budowa dwóch trybun i ich zadaszenia została zakończona w 1964 r. Płyta boiska o wielkości 105 × 70 m wraz z budynkami przeszła kolaudację 26 maja 1967 r. Najważniejszym spotkaniem sportowym był rozegrany 6 listopada 1960 r. mecz z mistrzem Grecji Panthinaikos Atheny, który został pokonany 1:0. Potem została według projektu inż. Ruseka zainstalowana tabela wyników, która miała premierę 17 listopada 1974 na meczu ze Slovanem Liberec. Rok później stadion doczekał się czterech masztów oświetleniowych o wysokości 55 m, na których umieszczono jupitery o maksymalnej mocy 1100 luksów (w chwili zainstalowania). Po raz pierwszy zostały uruchomione 20 maja 1975 podczas meczu ze Slovanem Pardubice. Stadion był wielokrotnie przebudowywany (1967, 1974, 2007) i w najbliższej przyszłości go czeka całkowita rekonstrukcja.
Historia Łaźni Miejskich sięga do 1933 r. i ich trzydziestometrowy basen ze sztucznymi falami był w swoim czasie najnowocześniejszym w Czechosłowacji.

## Przemysł
Miejscowa tradycja rzemieślnicza miała swoje korzenie już w średniowieczu i właśnie lokalne warsztaty stanowiły podstawę dla działalności przemysłowej. Rozwój przemysłu hradeckiego był zawsze ściśle związany z historią miasta i przede wszystkim z budową twierdzy.
Wewnątrz fortyfikacji istniały nieliczne przedsiębiorstwa: fabryka do przetwarzania cykorii Josefa Hrbka, przetwórnia cykorii i wytwórnia octu Jerzego Marka, warsztat producenta instrumentów dętych F. V. Červenego (1842) oraz browar (1846). Kolejne fabryki mogły być budowane tylko za pasem ochronnym twierdzy.
Dalszy rozwój nastąpił po pojawieniu się pierwszych źródeł kapitału finansowego (Královéhradecká záložna, 1862; Spořitelna královéhradecká, 1864; Záložní úvěrní ústav, 1868; Okresní hospodářská záložna, 1883), a zwłaszcza po rozbiórce twierdzy. W katastrze miasta i na jego przedmieściach powstało wiele fabryk z wszystkich branży przemysłu – Petrof (1864, produkcja instrumentów muzycznych), cukrownia w Kuklenach (1863) oraz Pierwszy Czeski Akcyjny Zakład Budowy Maszyn (1871, dzisiaj ZVU), zakłady J. Pilnáčka produkujące mydło i wosk (1875), fabryka Josefa Katschnera do produkcji wyrobów cukierniczych, makaronów i produktów jajecznych (1907).
Hradec Králové nie pozostał także w tyle w przemyśle samochodowym. Przedsiębiorstwo KAN w Kuklenach produkowało do 1916 r. dwu- oraz czteromiejscowe samochody, które osiągały prędkości do 70 kilometrów na godzinę. Drugi zakład Start, założony w 1920 r. przez Františka Petráška, był producentem samochodów o najprostszej konstrukcji oraz samochodów dostawczych.
Po powstaniu niepodległej Czechosłowacji prestiż miasta został wzmocniony decyzją o przeprowadzeniu zarządów kilku instytucji państwowych do Hradca Králové. Największą z nich była Dyrekcja Kolei Państwowych. Przyszedł ogromny boom, istniejące firmy zostały zmodernizowane i powstawały nowe: Start (1920), Jitřenka (1924, wytwórnia czekolady), Fotochema (1921, sprzęt do fotografowania), mleczarnia (1925-26) oraz gazownia (1927-28).
Bardzo znany był też zakład Továrna gumových výrobků pro veškerý obchod a průmysl Jaroslav Hakauf a synové (1928-29). Jego produkcja obejmowała podeszwy, buty gumowe, dętki oraz dywany. W 1945 r. przedsiębiorstwo stało się własnością państwa i rok później zostało częścią zakładów Rubena Náchod. W 1953 r. założono niezależne przedsiębiorstwo Gumokov. Od 2000 r. jest znów częścią zakładów Rubena Náchod.
W okresie Protektoratu Czech i Moraw była priorytetem produkcja wojenna. Powojenna nacjonalizacja dużych przedsiębiorstw przemysłowych również nie przyniosła nic dobrego. Znaczna część produkcji była kierowana na rynek zagraniczny, wielokrotnie nie otrzymano zapłaty, sprzęt przemysłowy stał się przestarzały, nowe technologie ze Zachodu nie miały szans na wdrożenie. Ogólnie był przemysł w upadku. Sytuacja nie zmieniła się nawet w nowej sytuacji społecznej, ponieważ w warunkach gospodarki rynkowej byłe przedsiębiorstwa państwowe nie miały zbyt dużej konkurencyjności. Znikła mleczarnia, browar, kilka firm zmniejszyło obroty i nowo utworzone małe lub średnie przedsiębiorstwa nie oferowały wystarczającej liczby miejsc pracy. Tylko duża piekarnia z 1966 r. dostarcza wszystkim pieczywo do dzisiaj. Skutkiem tego jest to, że największym pracodawcą w mieście i w regionie jest teraz Szpital Wydziałowy.
Ale i sytuacja ta ma kilka pozytywnych stron. Znacznie poprawił się stan środowiska. Stało się tak również dzięki gazyfikacji i dostawom ciepła z elektrowni opatowickiej.
Dzisiaj w Hradcu Králové jest zlokalizowany głównie przemysł maszynowy (BEZ, ZVU), elektrotechniczny, elektroniczny, chemiczny (Alter, s.r.o., Rubena, Texim), lekki (Teleflex Czech Republic, wcześniej Arrow) i spożywczy (Bouček s.r.o., Canto s.r.o., Český pekař s.r.o.).

## Transport

### Transport drogowy
Hradec Králové jest węzłem transportu, przede wszystkim drogowego. Krzyżuje się tu wiele dróg – autostrada D 11 (łączy Hradec Králové z Pragą) z drogami 33/E67 (w kierunku Náchod, Jaroměř), 35/E442 (Liberec, Jiczyn, w odwrotnym kierunku Holice, Litomyšl), 333/E67 (Lázně Bohdaneč, Podiebrady), 37 (Pardubice) oraz 11 (Vamberk, Týniště nad Orlicí).

### Transport kolejowy
Pierwsza stacja kolejowa została zbudowana w 1857 r. podczas budowy torów kolejowych między miastem Pardubice i twierdzą Josefov i dopiero w tym samym roku przyjechał do miasta pierwszy parowóz Pardubitz (3 października). W 1875 r. powstała linia kolejowa w kierunku Pragi. 7 lat później pociągi kursowały codziennie na trasie do miasteczka Ostroměř. Z tego powodu został zbudowany kolejny budynek stacji (1874), w który była poczekalnia oraz kasy biletowe. Nie trwało to długo i musiał być wybudowany nowy dworzec kolejowy (1929-35), który służy do dziś. Tuż obok tego Dworca Centralnego istniały czy istnieją stacje pasażerskie Plotiště (1881), Slezské Předměstí (1886 stacyjka, 1915-16 wybudowany nowy dworzec) czy Kukleny (1919).

### Transport lotniczy
Transport lotniczy istniał krótko. Na terenie miejscowego lotniska wojskowego (z lat 1928–1931) były w 1934 r. wybudowane dwa hangary i budynek administracyjny z podstawową infrastrukturą. 1 lipca 1935 wystartował pierwszy samolot na trasie Praga – Hradec Králové – Morawska Ostrawa. W ciągu jednego tygodnia trwania zostało na tej linii przeprowadzono w sumie pięć lotów, z Ostrawy do Pragi trzech i z Pragi do Ostrawy dwa, ale w następnym sezonie zostało zlikwidowane z przyczyn finansowych połączenie do Morawskiej Ostrawy, a następnie zlikwidowano całą linię. 26 września 1945 przyszedł wniosek o ustanowienie linii Pilzno – Praga – Hradec Králové – Morawska Ostrawa i później także do Brna. Nie był realizowany, ponieważ priorytet otrzymała linia Czeskie Budziejowice – Praga – Liberec.

### Komunikacja miejska
Transport miejski rozpoczął działalność dopiero na początku XX wieku. Magistrat najpierw zastanawiał się nad wprowadzeniem ruchu tramwajowego. Do realnego wypełnienia koncesji na budowę oraz prowadzenie linii tramwajowej Slezské Předměstí (Przedmieście Śląskie) – Pospíšilova třída – Malé náměstí – Velké náměstí – Hlavní nádraží (Dworzec Centralny) nie doszło i z tego planu pozostały tylko tory na Moście Praskim, które tam zostały aż do lat 30.
Historia regularnego ruchu autobusowego zaczęła się 1 listopada 1928 r. na trasie Kukleny – Nádraží – Slezské Předměstí, rok później działało już 10 linii i trzy lata później 17 linii obsługiwanych przez 30 autobusów. Już wtedy niektóre z autobusów jeździły do okolicznych miejscowości. Dalszy rozwój transportu miejskego powstrzymała II wojna światowa. Po wojnie doszło do rozdzielenia transportu na miejski (z 1950 r. Dopravní podnik města Hradce Králové) i międzymiastowy (Československá státní doprava, ČSAD, czechosłowacki odpowiednik PKS). I w 1949 r. Hradec Králové został siódmym miastem w Czechosłowacji, gdzie jeździły trolejbusy. Ostatnim ważnym wydarzeniem było w 2008 r. otwarcie nowego dworca autobusowego (Terminál hromadné dopravy), na który mieszkańcy miasta czekali ponad 50 lat i w odróżnieniu od poprzednich planów ma również część dla transportu miejskiego. Przejazd autobusami i trolejbusami pomiędzy Dworcem Centralnym a nowym dworcem autobusowym jest bezpłatny.

### Poczta
Rozwój usług pocztowych jest ściśle związany z rozwojem miejscowego transportu.
Od średniowiecza dostarczaniem paczek, listów i sprawozdań zajmowali się kurierzy. Rada Miejska korzystała z usług płatnych kurierów, kancelaria królewska miała już od czasu Jana Luksemburskiego własnych posłańców.
Zwykła poczta pojawiła się za czasów cesarza Ferdynanda I, ale to było tylko połączenie między Pragą i Wiedniem. W Hradcu Králové została utworzona w 1640 r. tzw. Poczta Śląska i jej zadaniem było połączenie między Pragą i Wrocławiem.
Pod panowaniem Marii Teresy pocztę upaństwowiono. Od lipca 1769 do miasta kursował dyliżans najpierw do Čáslavia i Pragi, następnie do Holic i Vysokiego Mýta.
Z powstaniem kolei została założona także poczta kolejowa. Jej urząd pocztowy został otwarty na Centralnym Dworcu Kolejowym w 1895 r. W lipcu 1932 r. Hradec Králové rozpoczął budowę nowej poczty (dzisiejsza Poczta nr 2), którą otwarto dwa lata później.
Poczty v Hradcu Králové
| Kod pocztowy | Poczta                                           |
| 500 01       | Hradec Králové 1 (Československé armády 383/5)   |
| 500 02       | Hradec Králové 2 (Zamenhofova 915/2)             |
| 500 03       | Hradec Králové 3 (Pospíšilova 215/11)            |
| 500 04       | Hradec Králové 4 (Pardubická 752)                |
| 500 05       | Hradec Králové 5 (Fráni Šrámka 1518/3)           |
| 500 06       | Hradec Králové 6 (Milady Horákové 328/47)        |
| 500 08       | Hradec Králové 8 (Lesní 157/2)                   |
| 500 09       | Hradec Králové 9 (Mrštíkova 1767/38)             |
| 500 11       | Hradec Králové11 (Štefánikova 534/29)            |
| 500 12       | Hradec Králové 12 (Třída Edvarda Beneše 1423/21) |
| 503 01       | Hradec Králové 16 (Petra Jilemnického 400/50)    |
| 503 11       | Hradec Králové 15 (Dvorská 324/95)               |
| 503 32       | Hradec Králové 22 (Poštovní 45/12)               |
| 503 41       | Hradec Králové 7 (K Zastávce 309/19)             |

### Telekomunikacja
Telegraf przybył do miasta wraz z rozwojem kolei. W 1895 r. została utworzona lokalna sieć telefoniczna. Jej pierwszymi abonentami zostały władze lokalne, domy bankowe, hurtownie i duże fabryki, np. burmistrz František Ulrich, architekt Viktor Weinhengst oraz Adolf Bařtipán, właściciel hotelu U Černého koně. Później zostało oddane do użytku połączenie z miastami Pardubice, Kolín i Praga.
W 1918 r. przejęło państwo czechosłowackie austro-węgierską sieć telefoniczną, nienadającą się do potrzeb nowego państwa, bo została utworzona bez systematycznego planu, głównie były brane pod uwagę potrzeby obszarów przemysłowych w północnych Czechach, w północnych Morawach i na Śląsku.
Dzisiaj działa w mieście Tranzytowa Centrala Telefoniczna, która w latach 90. została wyposażona w technologie cyfrowe. W Hradcu Králové są oprócz operatora Telefónica O2 Czech Republic dominującego dostawcy telefonii stacjonarnej (do 2005 r. Český Telecom) i komórkowej (1991–2006 Eurotel), również firmy oferujące usługi telefonii komórkowej (przede wszystkim T-Mobile).

## Rolnictwo
Stan zużytkowania gruntów
| Rodzaj      | Ogółem | Grunta orne | Łąki i pastwiska | Ziemia rolna | Ogrody | Sady owocowe | Grunta leśne | Stawy i rzeki | Obszar zabudowany |
| ----------- | ------ | ----------- | ---------------- | ------------ | ------ | ------------ | ------------ | ------------- | ----------------- |
| Obszar (ha) | 10 568 | 3 504       | 745              | 4 877        | 617    | 11           | 2 185        | 312           | 721               |

Źródło: Czeski Urząd Statystyczny
Dobre warunki klimatyczne i glebowe są korzystne dla intensywnej produkcji rolnej. Najczęściej uprawiane są zboża (Plačice, Piletice), warzywa (przede wszystkim Svobodné Dvory, Plotiště nad Labem), ziemniaki, rzepak i mak.
Produkcja zwierzęca jest w mieście bardzo słabo rozwinięta.
Należy zauważyć, że miasto jest w 1/5 zalesione. W katastrze miasta jest rozwinięta produkcja leśna (w Hradcu Králové jest siedziba Dyrekcji Lasów Republiki Czeskiej). Obecnym gospodarzem lasów miejskich jest spółka akcyjna Městské lesy Hradec Králové (z 2002 r.).

## Miasta partnerskie[31]
- Włochy: Alessandria
- Holandia: Arnhem
- Słowacja: Bańska Bystrzyca
- Ukraina: Czernihów
- Rosja: Kronsztad
- Niemcy: Gießen
- Chorwacja: Kaštela
- Francja: Metz
- Polska: Wałbrzych, Wrocław